# Список птахів Панами

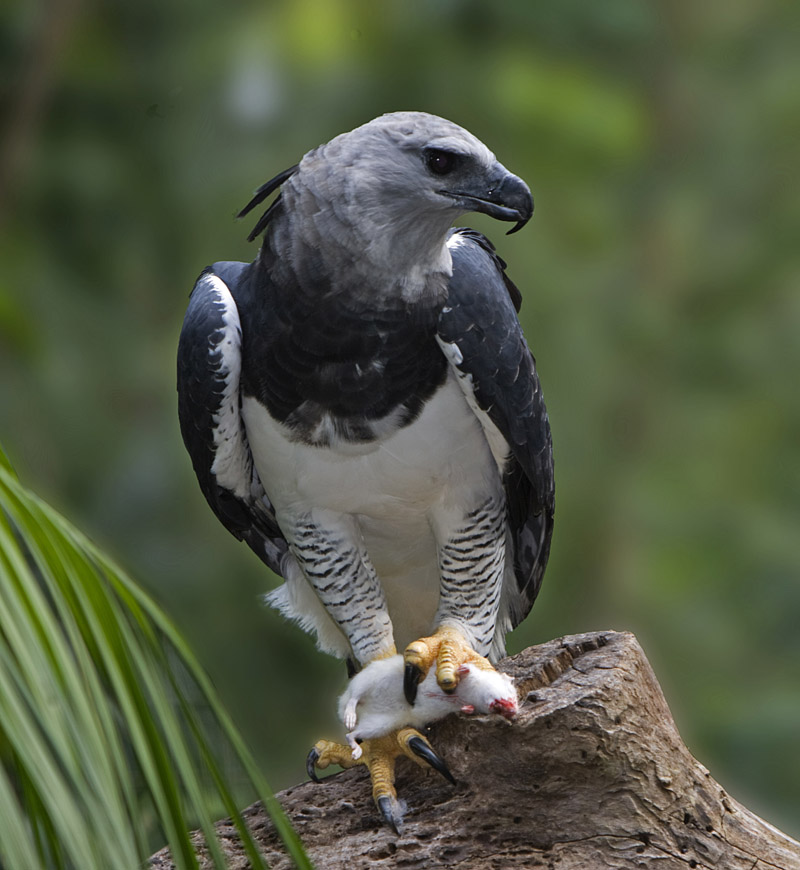
Велика гарпія є національним птахом Панами

Це перелік видів птахів, зафіксованих на території Панами. Авіфауна Панами налічує загалом 995 видів, з яких 6 були інтродуковані людьми, 163 видів вважаються рідкісними. Сім видів є ендеміками Панами.

## Позначки
Наступні теги використані для виділення деяких категорій птахів.
- (А) Випадковий - вид, який рідко або випадково трапляється в Панамі
- (E) Ендемічий - вид, який є ендеміком Панами
- (I) Інтродукований - вид, завезений до Панами як наслідок, прямих чи непрямих людських дій

## Тинамуподібні(Tinamiformes)
Родина: Тинамові (Tinamidae)

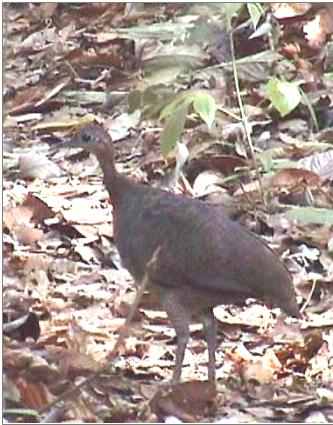
Великий тинаму, доволі поширений птах, що мешкає в густих лісах, який, однак, рідко трапляється на очі

- Тинаму бурий, Nothocercus bonapartei
- Тинаму великий, Tinamus major  NT
- Татаупа малий, Crypturellus soui
- Татаупа панамський, Crypturellus kerriae  VU

## Гусеподібні(Anseriformes)
Родина: Качкові (Anatidae)

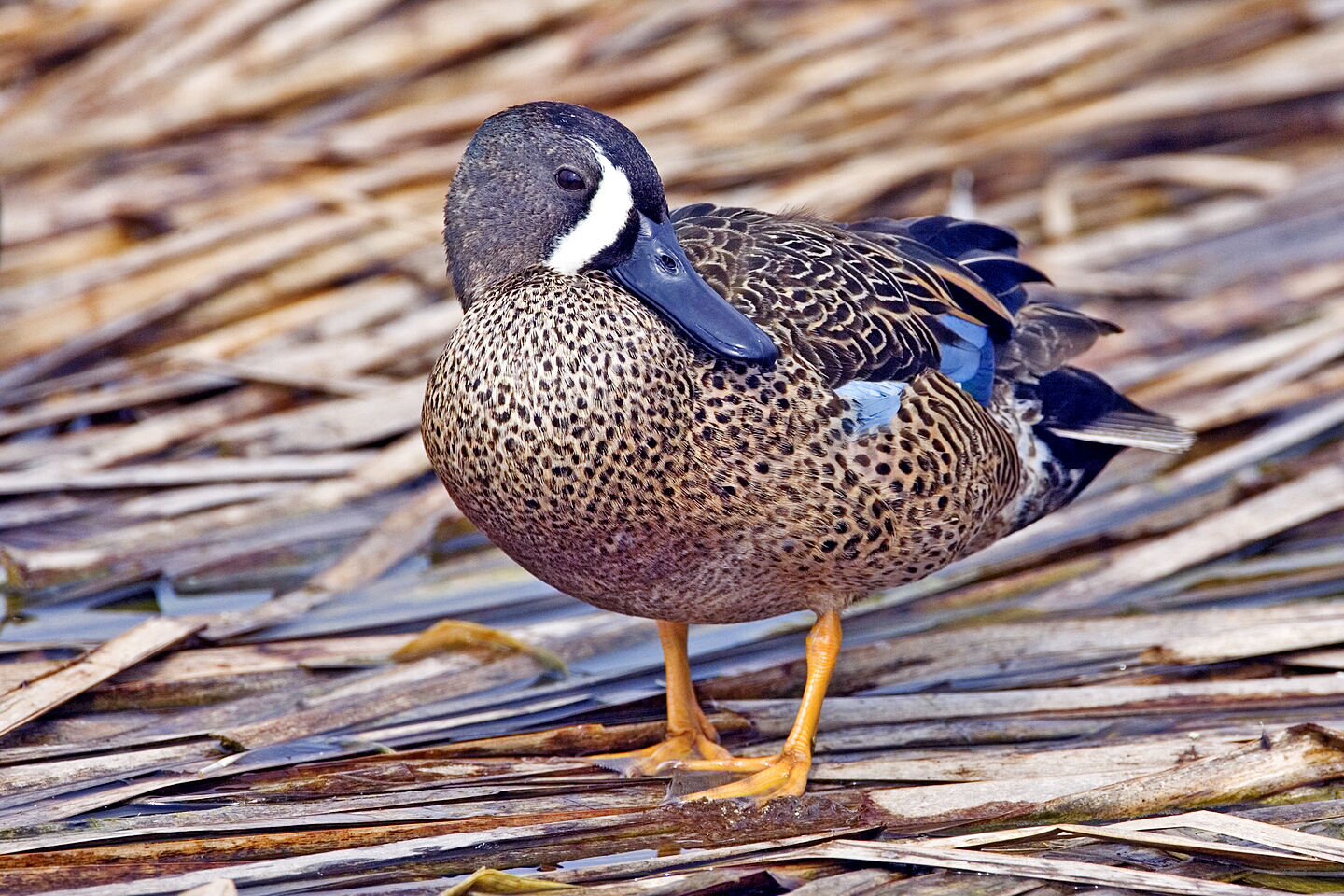
Блакитнокрила чирянка; цей мігрант з півночі є найпоширенішою качкою в Панамі.

- Свистач білоголовий, Dendrocygna viduata (A)
- Свистач червонодзьобий, Dendrocygna autumnalis
- Свистач рудий, Dendrocygna bicolor (A)
- Качка американська, Sarkidiornis sylvicola
- Качка мускусна, Cairina moschata
- Чирянка блакитнокрила, Spatula discors
- Чирянка руда, Spatula cyanoptera (A)
- Широконіска північна, Spatula clypeata (A)
- Свищ американський, Mareca americana
- Крижень звичайний, Anas platyrhynchos (A)
- Шилохвіст білощокий, Anas bahamensis (A)
- Шилохвіст північний, Anas acuta (A)
- Чирянка американська, Anas carolinensis (A)
- Чернь канадська, Aythya collaris
- Чернь американська, Aythya affinis
- Савка маскова, Nomonyx dominicus

## Куроподібні(Galliformes)
Родина: Краксові (Cracidae)

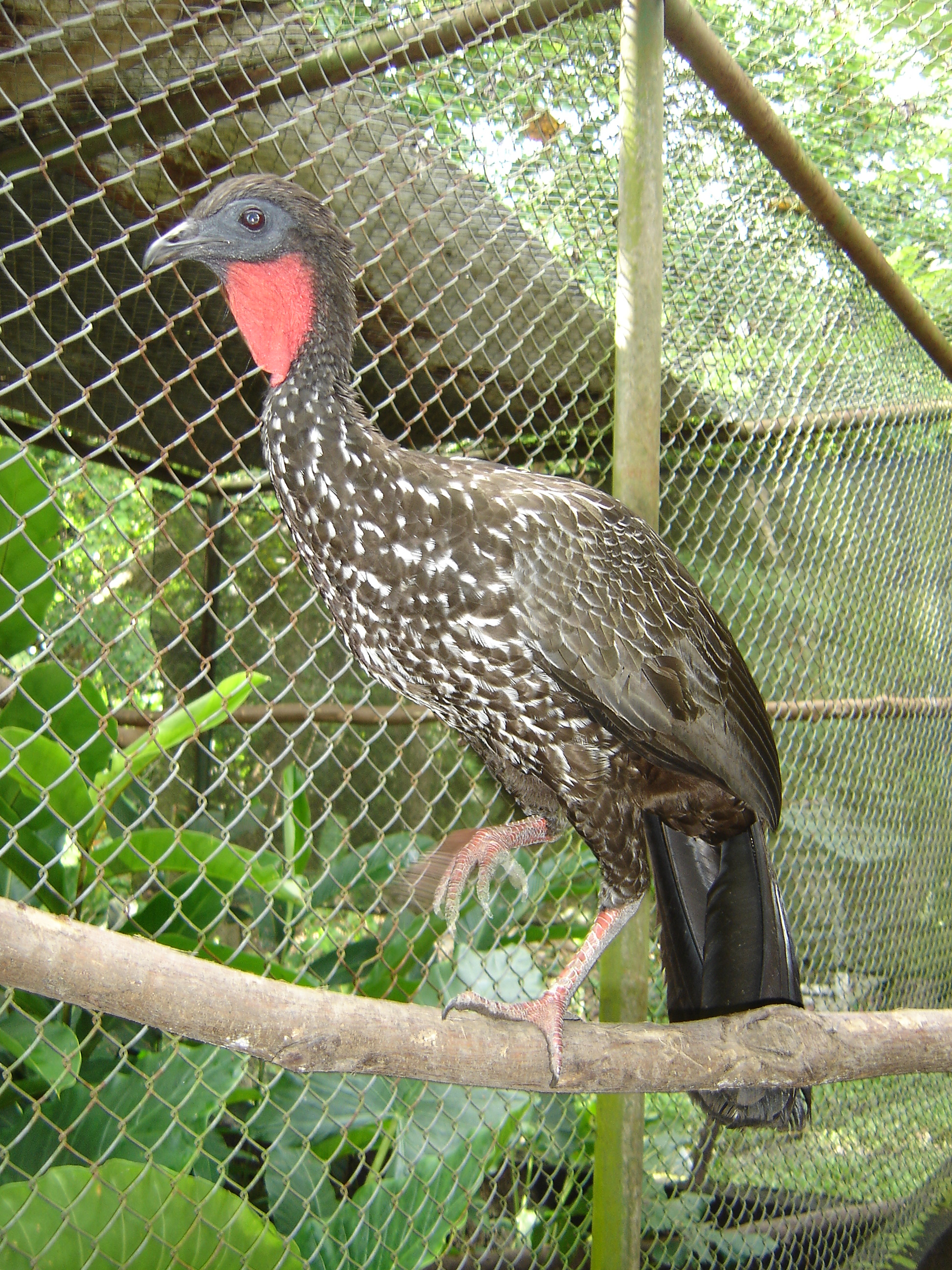
Чубата пенелопа, популяція якої скоротилась через полювання і вирубування лісів.

- Чачалака сіроголова, Ortalis cinereiceps
- Пенелопа чубата, Penelope purpurascens
- Пенелопа чорна, Chamaepetes unicolor
- Кракс великий, Crax rubra  VU

Родина: Токрові (Odontophoridae)
- Перепелиця рудощока, Rhynchortyx cinctus
- Перепелиця чубата, Colinus cristatus
- Токро гвіанський, Odontophorus gujanensis  NT
- Токро чорнощокий, Odontophorus melanotis
- Токро панамський, Odontophorus dialeucos (A)  VU
- Токро білогорлий, Odontophorus leucolaemus
- Токро чубатий, Odontophorus guttatus

## Пірникозоподібні(Podicipediformes)
Родина: Пірникозові (Podicipedidae)

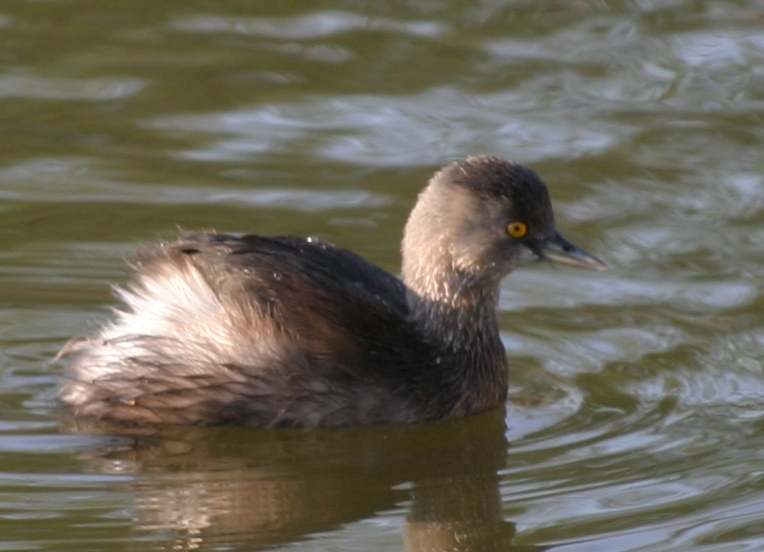
Домініканська пірникоза зустрічається на озерах і ставках.

- Пірникоза домініканська, Tachybaptus dominicus
- Пірникоза рябодзьоба, Podilymbus podiceps (A)

## Голубоподібні(Columbiformes)
Родина: Голубові (Columbidae)
- Голуб сизий, Columba livia (I)

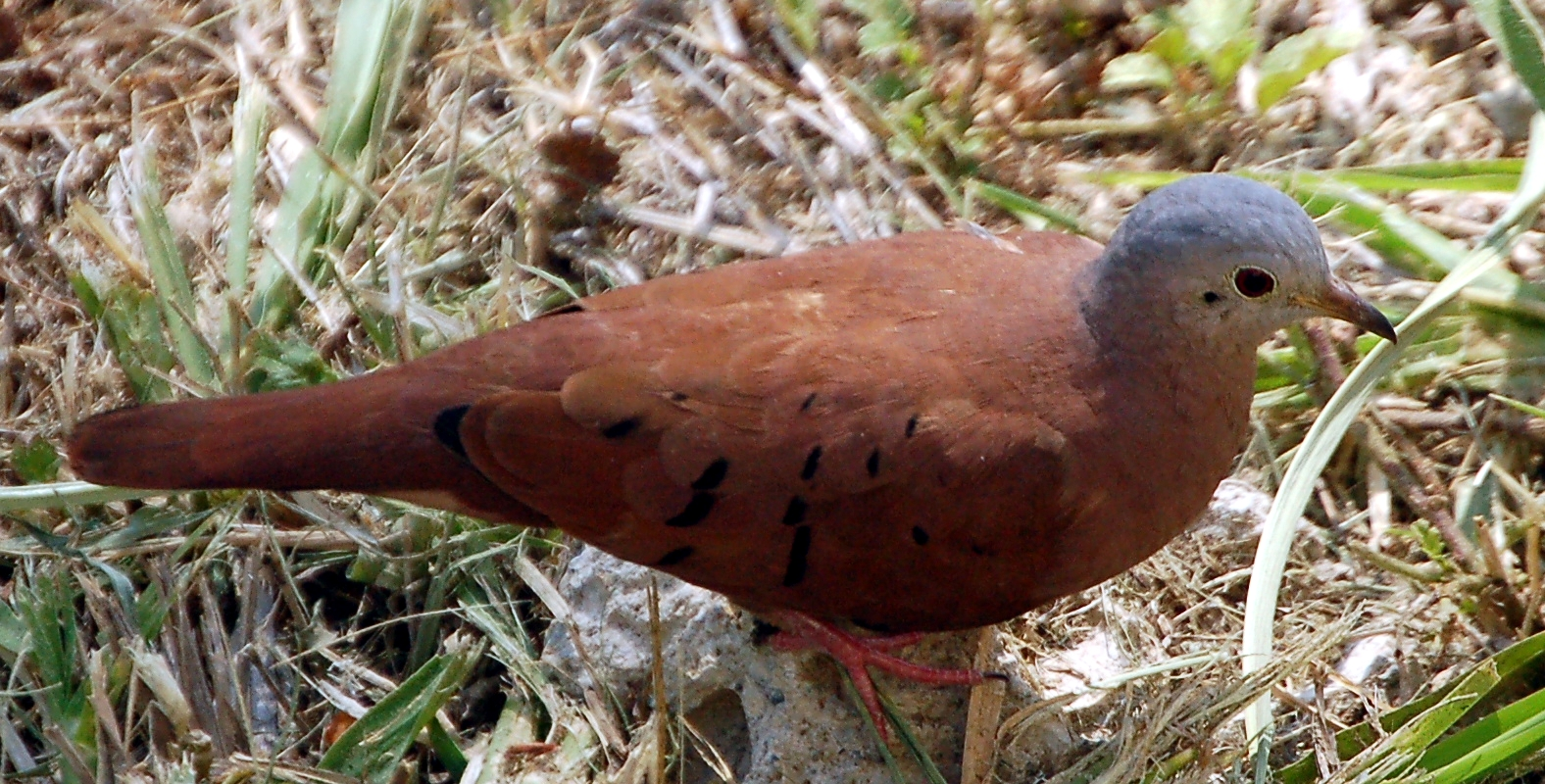
Коричневий талпакоті досить поширений в населених пунктах.

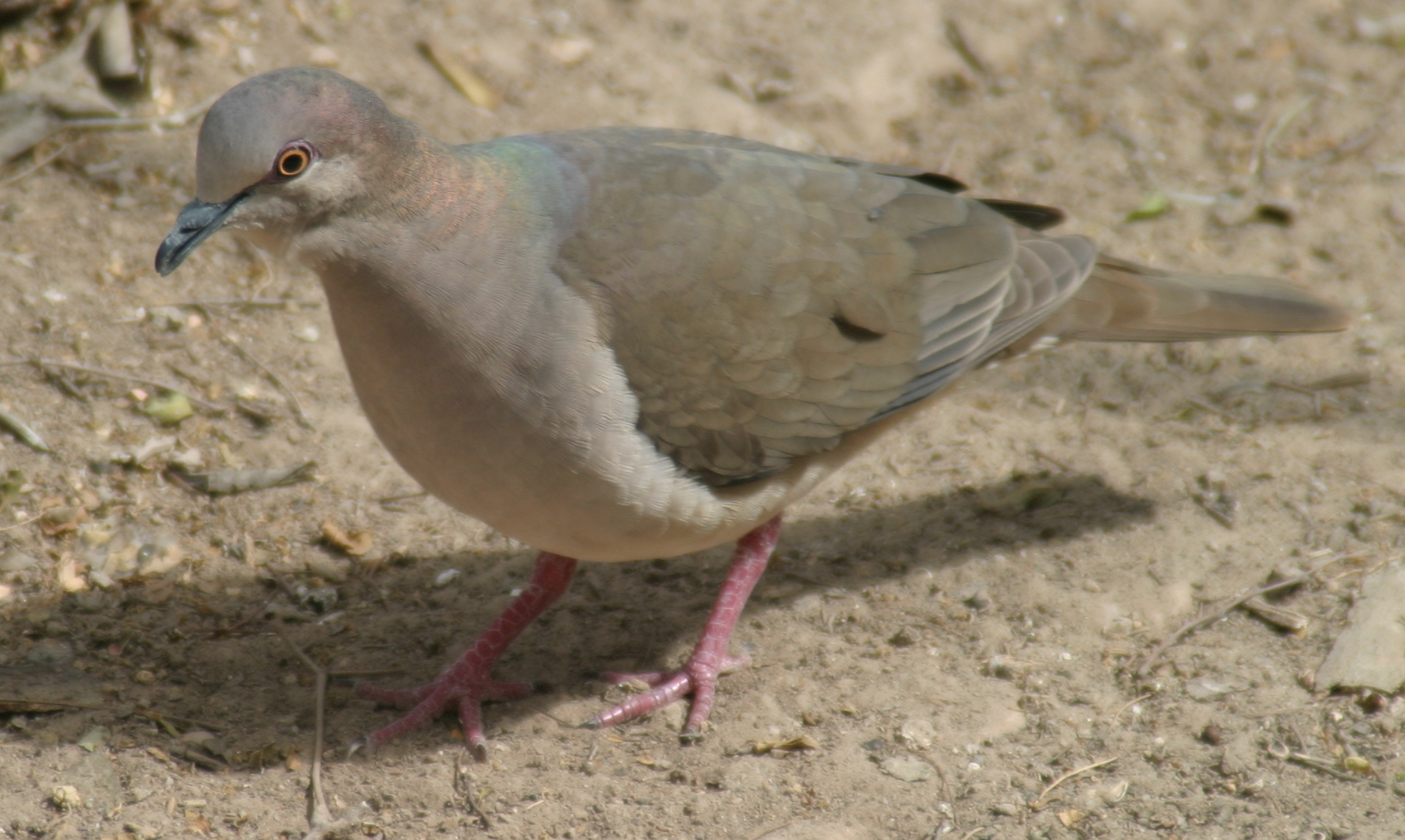
Білолоба горличка, поширений вид голубів.

- Голуб рожевошиїй, Patagioenas cayennensis
- Голуб строкатий, Patagioenas speciosa
- Голуб карибський, Patagioenas leucocephala  NT
- Голуб каліфорнійський, Patagioenas fasciata
- Голуб сірошиїй, Patagioenas plumbea
- Голуб коста-риканський, Patagioenas subvinacea
- Голуб короткодзьобий, Patagioenas nigrirostris
- Голуб малий, Patagioenas goodsoni (A)
- Горлиця садова, Streptopelia decaocto (I) (A)
- Горличка-інка мексиканська, Columbina inca (A)
- Талпакоті строкатоголовий, Columbina passerina
- Талпакоті малий, Columbina minuta
- Талпакоті коричневий, Columbina talpacoti
- Талпакоті сірий, Claravis pretiosa
- Paraclaravis mondetoura
- Голубок бурий, Geotrygon montana
- Голубок фіолетовий, Geotrygon violacea
- Голубок верагуанський, Leptotrygon veraguensis
- Горличка білолоба, Leptotila verreauxi
- Горличка сірогруда, Leptotila cassinii
- Горличка мексиканська, Leptotila plumbeiceps
- Горличка панамська, Leptotila battyi (E)
- Голубок коста-риканський, Zentrygon costaricensis
- Голубок пурпуровий, Zentrygon lawrencii
- Голубок рудоволий, Zentrygon chiriquensis
- Голубок панамський, Zentrygon goldmani  NT
- Zenaida asiatica
- Zenaida auriculata (A)
- Зенаїда північна, Zenaida macroura

## Зозулеподібні(Cuculiformes)
Родина: Зозулеві (Cuculidae)
- Ані великий, Crotophaga major
- Ані товстодзьобий, Crotophaga ani

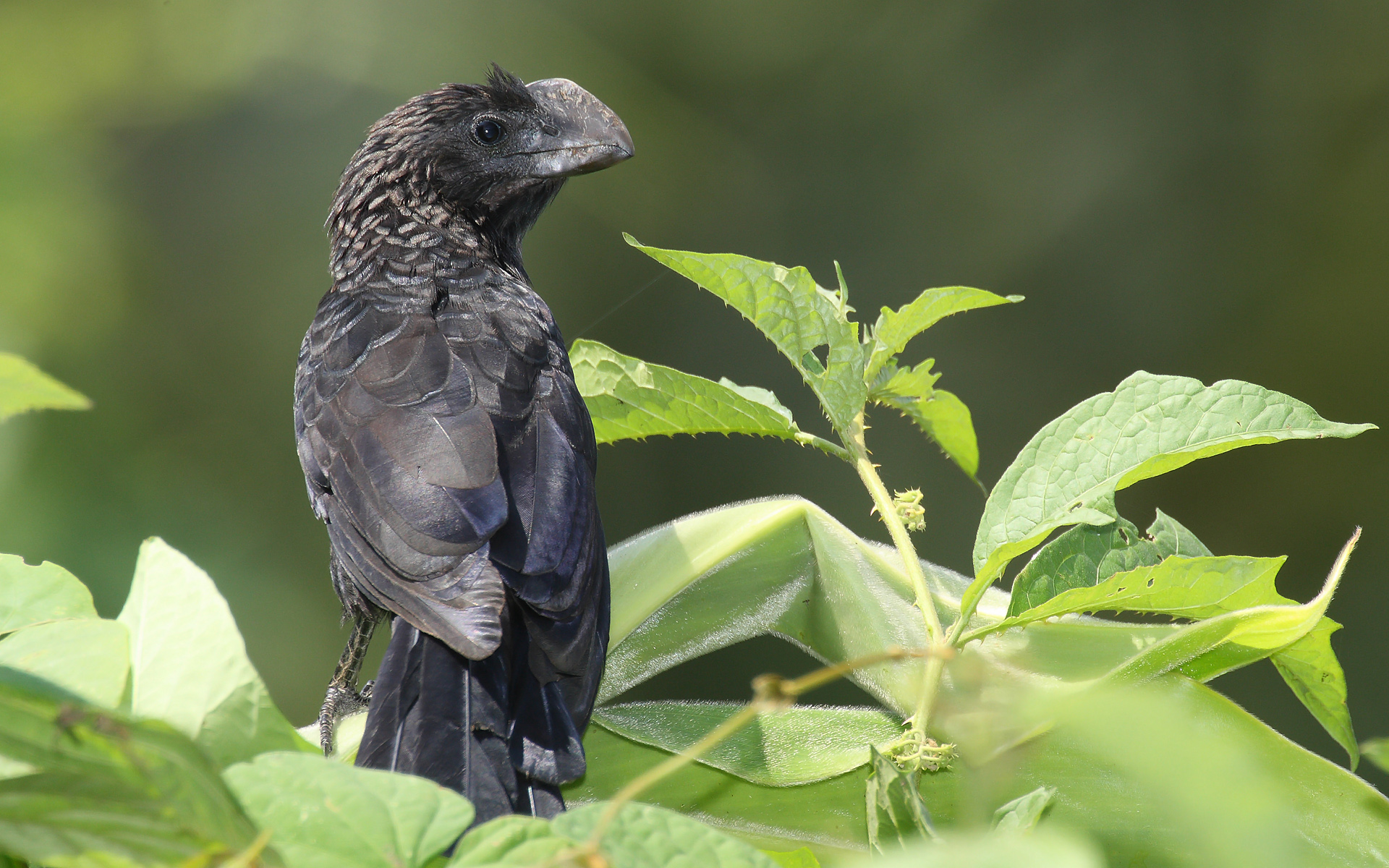
Товстодзьобий ані мешкає на відкритих ділянках.

- Ані малий, Crotophaga sulcirostris
- Тахете, Tapera naevia
- Таязура-клинохвіст велика, Dromococcyx phasianellus
- Таязура рудогуза, Neomorphus geoffroyi
- Піая мала, Coccycua minuta
- Кукліло карликовий, Coccycua pumila (A)
- Піая велика, Piaya cayana
- Кукліло бурий, Coccyzus melacoryphus (A)
- Кукліло північний, Coccyzus americanus
- Кукліло білочеревий, Coccyzus euleri
- Кукліло мангровий, Coccyzus minor
- Кукліло чорнодзьобий, Coccyzus erythropthalmus
- Кукліло рудий, Coccyzus lansbergi (A)

## Дрімлюгоподібні(Caprimulgiformes)
Родина: Дрімлюгові (Caprimulgidae)

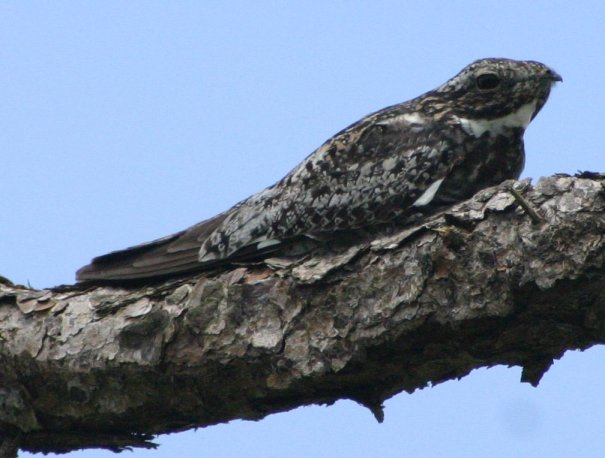
Віргінський анаперо живе в Панамі з кінця березня до початку листопада.

- Анаперо-довгокрил бурий, Lurocalis semitorquatus
- Анаперо малий, Chordeiles acutipennis
- Анаперо віргінський, Chordeiles minor
- Пораке рудощокий, Nyctidromus albicollis
- Леляк бразильський, Nyctiphrynus ocellatus (A)
- Дрімлюга каролінський, Antrostomus carolinensis  NT
- Дрімлюга рудий, Antrostomus rufus
- Дрімлюга канадський, Antrostomus vociferus (A)  NT
- Дрімлюга коста-риканський, Antrostomus saturatus
- Дрімлюга білохвостий, Hydropsalis cayennensis

Родина: Гуахарові (Steatornithidae)
- Гуахаро, Steatornis caripensis (A)

Родина: Потуєві (Nyctibiidae)
- Поту великий, Nyctibius grandis
- Поту малий, Nyctibius griseus

## Серпокрильцеподібні(Apodiformes)
Родина: Серпокрильцеві (Apodidae)
- Свіфт західний, Cypseloides niger (A)  VU
- Свіфт нікарагуанський, Cypseloides cryptus (A)
- Свіфт плямистолобий, Cypseloides cherriei (А)  DD
- Свіфт рудошиїй, Streptoprocne rutila
- Свіфт болівійський, Streptoprocne zonaris
- Голкохвіст східний, Chaetura pelagica  VU
- Голкохвіст сірочеревий, Chaetura vauxi
- Голкохвіст колумбійський, Chaetura chapmani (A)
- Голкохвіст вохристогузий, Chaetura brachyura
- Голкохвіст південний, Chaetura meridionalis (A)
- Голкохвіст анапайський, Chaetura spinicaudus
- Голкохвіст коста-риканський, Chaetura fumosa (A)
- Голкохвіст сірогузий, Chaetura cinereiventris
- Серпокрилець-вилохвіст малий, Panyptila cayennensis

Родина: Колібрієві (Trochilidae)
- Колібрі-якобін синьоголовий, Florisuga mellivora
- Ерміт-серподзьоб темнохвостий, Eutoxeres aquila
- Ерміт-самітник бронзовий, Glaucis aeneus
- Ерміт-самітник бразильський, Glaucis hirsutus
- Ерміт смугастохвостий, Threnetes ruckeri
- Ерміт колумбійський, Phaethornis yaruqui (A)
- Ерміт зелений, Phaethornis guy
- Ерміт мексиканський, Phaethornis longirostris
- Ерміт світлочеревий, Phaethornis anthophilus
- Ерміт чагарниковий, Phaethornis striigularis
- Колібрі-довгодзьоб зеленолобий, Doryfera ludovicae
- Колібрі бурий, Colibri delphinae
- Колібрі іскристий, Colibri cyanotus
- Колібрі гачкодзьобий, Androdon aequatorialis
- Колібрі-фея фіолетоволобий, Heliothryx barroti
- Колібрі-рубін, Chrysolampis mosquitus (A)
- Колібрі-манго зеленогрудий, Anthracothorax prevostii
- Колібрі-манго чорногорлий, Anthracothorax nigricollis
- Колібрі-манго панамський, Anthracothorax veraguensis
- Колібрі-голкохвіст зелений, Discosura conversii
- Колібрі-кокетка довгочубий, Lophornis delattrei
- Колібрі-вусань білочубий, Lophornis adorabilis
- Колібрі-пухоніг золотистоголовий, Haplophaedia aureliae
- Колібрі-діамант колумбійський, Heliodoxa jacula
- Колібрі-герцог південний, Eugenes spectabilis
- Колібрі кордильєрський, Panterpe insignis
- Колібрі-ангел синьоголовий, Heliomaster longirostris
- Колібрі-ангел біловусий, Heliomaster constantii (A)
- Колібрі-самоцвіт білогрудий, Lampornis hemileucus
- Колібрі-самоцвіт пурпуровогорлий, Lampornis calolaemus
- Колібрі-самоцвіт білогорлий, Lampornis castaneoventris (E)
- Колібрі-аметист гірський, Philodice bryantae
- Колібрі-аметист рудочеревий, Philodice mitchellii
- Колібрі рубіновогорлий, Archilochus colubris (A)
- Колібрі-крихітка пурпуровогорлий, Selasphorus flammula
- Колібрі-крихітка іскристий, Selasphorus scintilla
- Колібрі-крихітка вогнистогорлий, Selasphorus ardens (E)  EN
- Колібрі-смарагд садовий, Chlorostilbon assimilis
- Колібрі сапфіроволобий, Klais guimeti
- Колібрі-шаблекрил фіолетовий, Campylopterus hemileucurus
- Колібрі-білогуз бронзовохвостий, Chalybura urochrysia
- Колібрі-білогуз синьохвостий, Chalybura buffonii
- Колібрі-лісовичок фіолетоволобий, Thalurania colombica
- Колібрі білоголовий, Microchera albocoronata
- Колібрі-ельвіра зелений, Microchera chionura
- Колібрі панамський, Goldmania violiceps
- Колібрі-жарохвіст, Goldmania bella
- Колібрі-жарокрил мексиканський, Eupherusa eximia
- Колібрі-жарокрил чорночеревий, Eupherusa nigriventris
- Колібрі-шаблекрил мангровий, Phaeochroa cuvierii
- Амазилія-берил білогруда, Saucerottia edward
- Цакатл, Amazilia tzacatl
- Колібрі-лісовичок синьогорлий, Chrysuronia coeruleogularis
- Колібрі-сапфір панамський, Chrysuronia humboldtii (A)
- Аріан блакитноволий, Polyerata amabilis
- Аріан панамський, Polyerata decora
- Колібрі-сапфір рудохвостий, Chlorestes eliciae
- Колібрі-лісовичок синьочеревий, Chlorestes julie

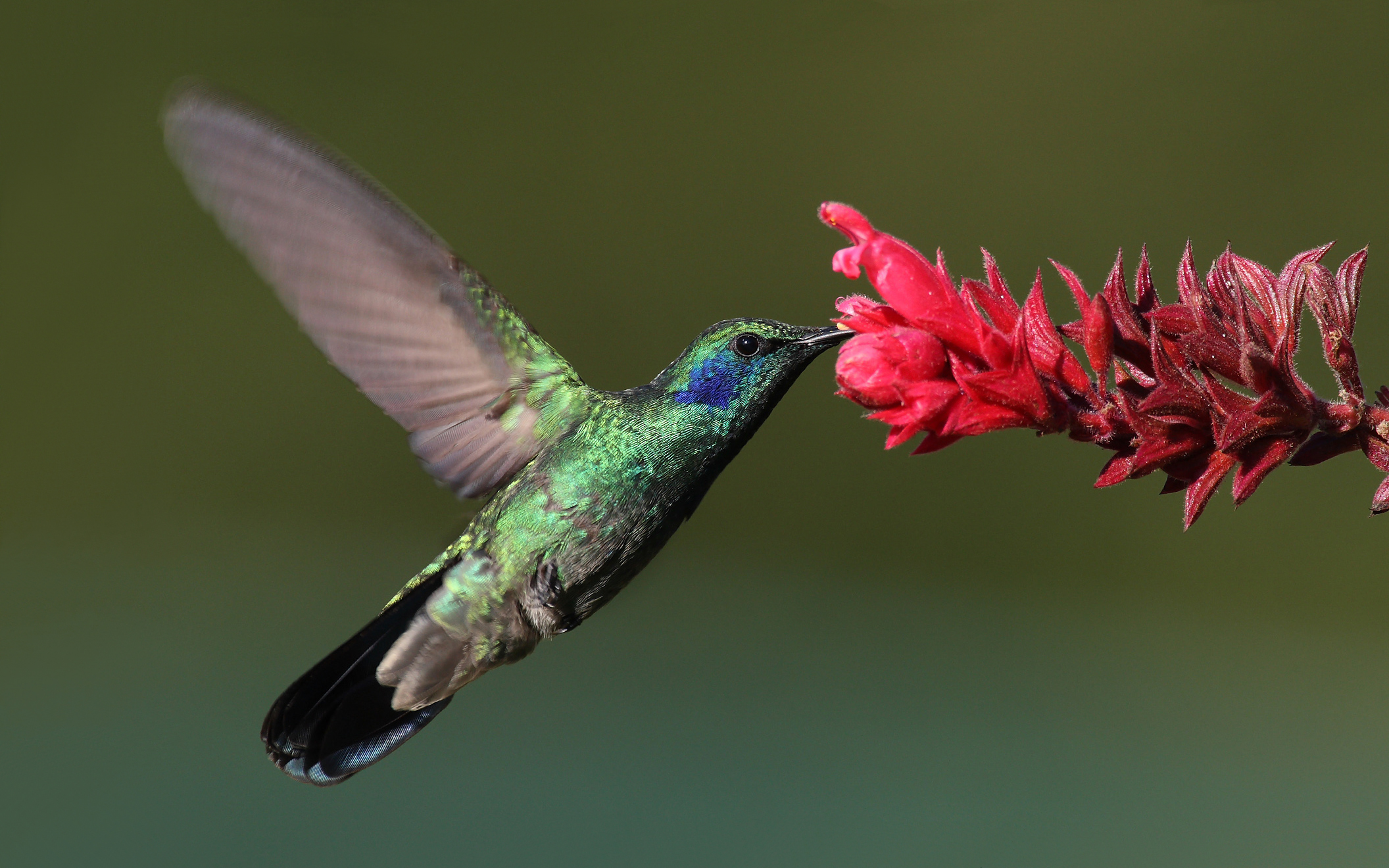
Іскристий колібрі поширений на західних нагір'ях.
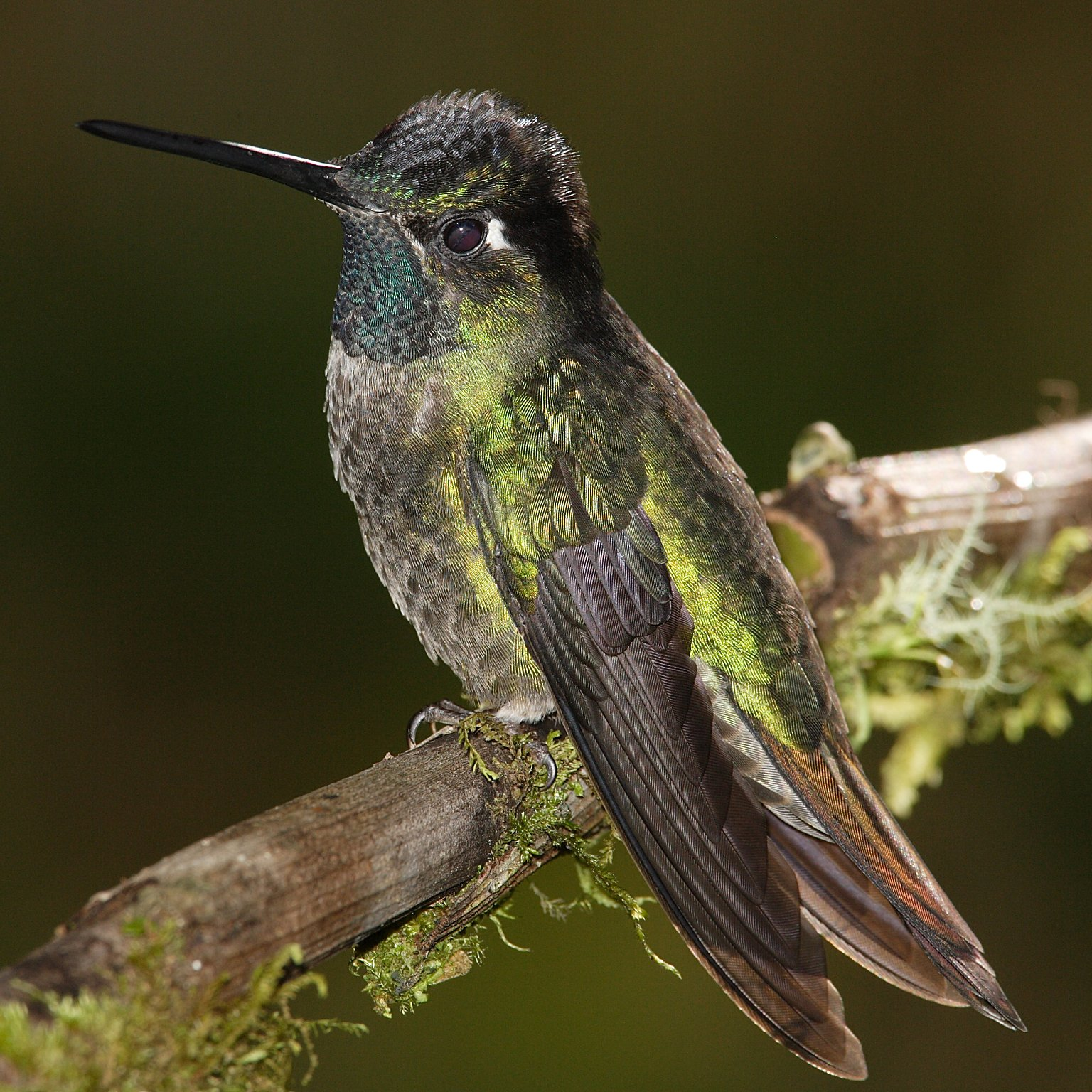
Південний колібрі-герцог мешкає на узліссях і галявинах тропічних лісів навколо вулкану Бару.
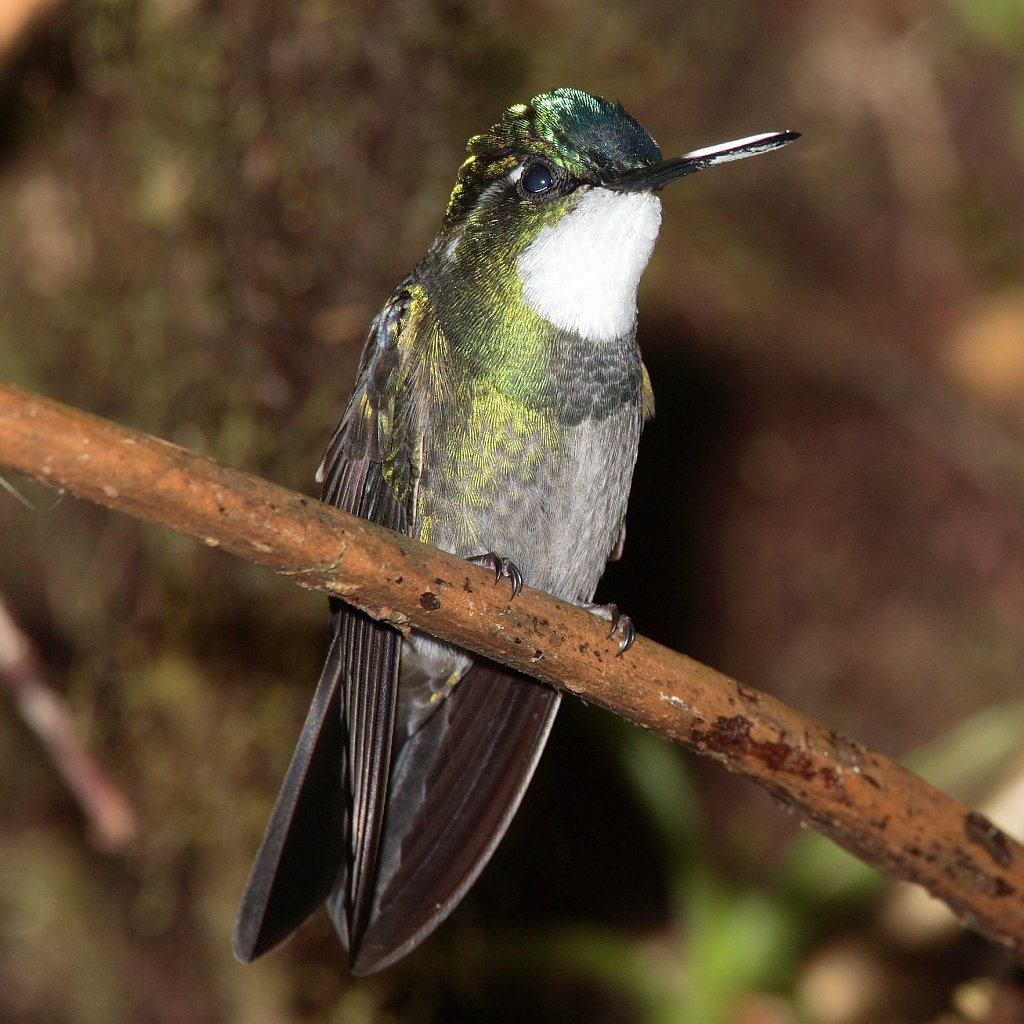
Білогорлий колібрі-самоцвіт мешкає лише в Коста-Риці і західній Панамі.

## Журавлеподібні(Gruiformes)
Родина: Пастушкові (Rallidae)

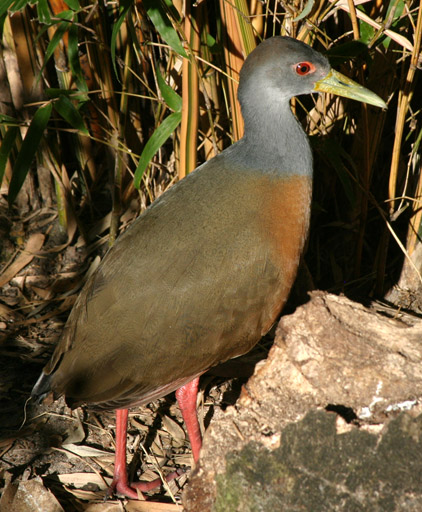
Сірошиї пастушки мешкають в густих заростях біля річок.

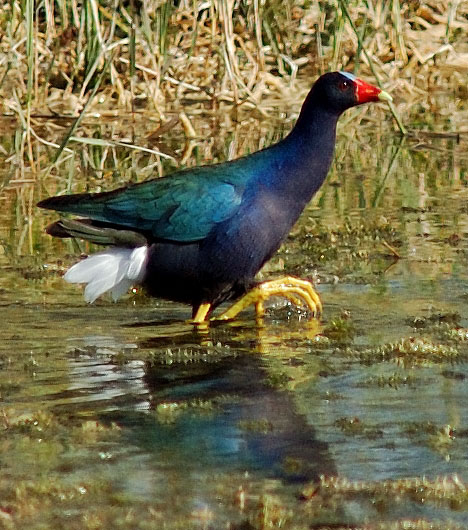
Американська султанка живе серед болотної рослинності.

- Пастушок колумбійський, Mustelirallus colombianus (A)  DD
- Пастушок золотодзьобий, Mustelirallus erythrops
- Пастушок строкатий, Pardirallus maculatus
- Пастушок бурий, Amaurolimnas concolor
- Пастушок гвіанський, Aramides axillaris (A)
- Пастушок сірошиїй, Aramides cajaneus
- Пастушок королівський, Rallus elegans  NT
- Погонич каролінський, Porzana carolina
- Курочка латиноамериканська, Gallinula galeata
- Лиска американська, Fulica americana
- Porphyrio martinicus
- Погонич жовтоволий, Laterallus flaviventer
- Погонич рудий, Laterallus ruber (A)
- Погонич білогорлий, Laterallus albigularis
- Погонич амазонійський, Laterallus exilis
- Погонич американський, Laterallus jamaicensis (A)

Родина: Лапчастоногові (Heliornithidae)
- Лапчастоніг неотропічний, Heliornis fulica

Родина: Арамові (Aramidae)
- Арама, Aramus guarauna

## Сивкоподібні(Charadriiformes)
Родина: Чоботарові (Recurvirostridae)
- Himantopus mexicanus
- Чоботар американський, Recurvirostra americana (A)

Родина: Куликосорокові (Haematopodidae)
- Кулик-сорока американський, Haematopus palliatus

Родина: Сивкові (Charadriidae)

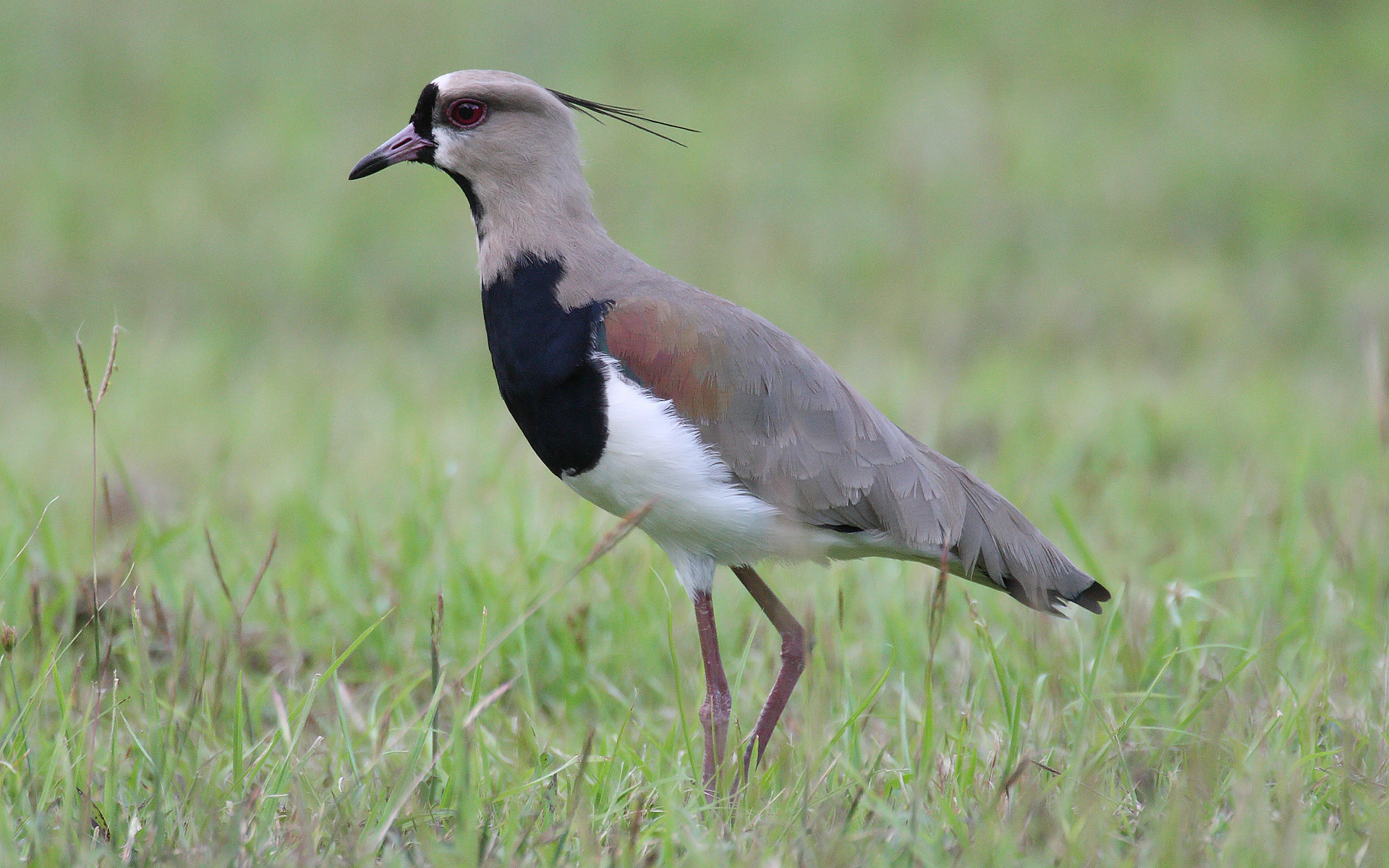
Чилійські чайки в останні десятиліття збільшили свою популяцію і поширились на захід.

- Чайка чилійська, Vanellus chilensis
- Сивка морська, Pluvialis squatarola
- Сивка американська, Pluvialis dominica
- Пісочник крикливий, Charadrius vociferus
- Пісочник канадський, Charadrius semipalmatus
- Пісочник довгодзьобий, Charadrius wilsonia
- Пісочник пампасовий, Charadrius collaris
- Пісочник американський, Charadrius nivosus (A)  NT

Родина: Яканові (Jacanidae)
- Якана жовтолоба, Jacana spinosa
- Якана червонолоба, Jacana jacana

Родина: Баранцеві (Scolopacidae)
- Бартрамія, Bartramia longicauda
- Numenius phaeopus

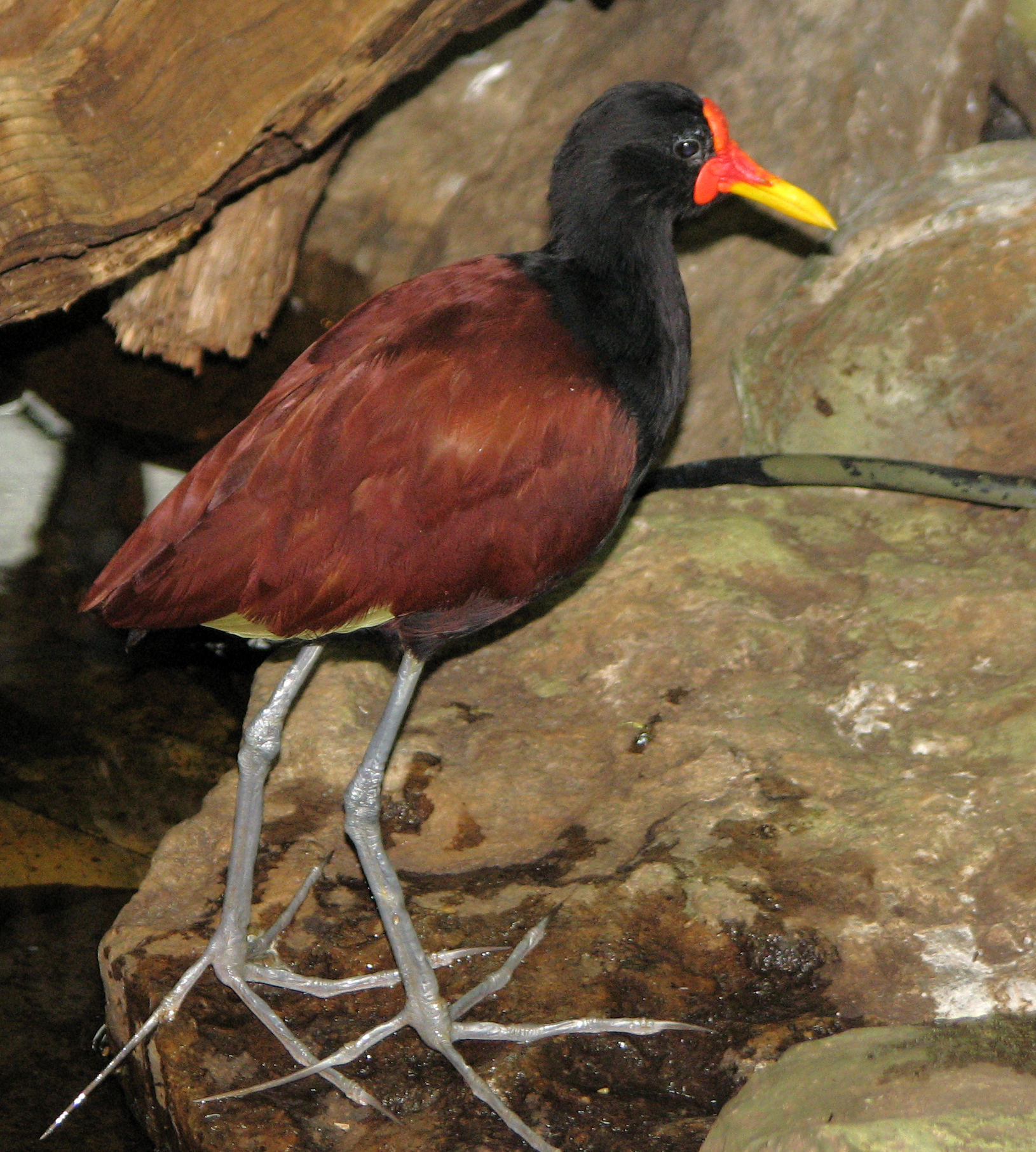
Червонолоба якана живе серед болотної рослинності.

- Кульон американський, Numenius americanus (A)
- Грицик канадський, Limosa haemastica (A)
- Грицик чорнохвостий, Limosa fedoa
- Крем'яшник звичайний, Arenaria interpres
- Побережник ісландський, Calidris canutus  NT
- Побережник американський, Calidris virgata
- Брижач, Calidris pugnax (A)
- Побережник гострохвостий, Calidris acuminata (A)
- Побережник довгоногий, Calidris himantopus
- Побережник червоногрудий, Calidris ferruginea (A)  NT
- Побережник білий, Calidris alba
- Побережник чорногрудий, Calidris alpina (A)
- Побережник канадський, Calidris bairdii
- Побережник-крихітка, Calidris minutilla
- Побережник білогрудий, Calidris fuscicollis
- Жовтоволик, Calidris subruficollis  NT
- Побережник арктичний, Calidris melanotos
- Побережник довгопалий, Calidris pusilla  NT
- Побережник аляскинський, Calidris mauri
- Неголь короткодзьобий, Limnodromus griseus
- Неголь довгодзьобий, Limnodromus scolopaceus
- Бекас Вільсона, Gallinago delicata
- Actitis macularius
- Коловодник малий, Tringa solitaria
- Коловодник аляскинський, Tringa incana (A)
- Коловодник жовтоногий, Tringa flavipes
- Коловодник американський, Tringa semipalmata
- Коловодник строкатий, Tringa melanoleuca
- Плавунець довгодзьобий, Phalaropus tricolor
- Плавунець круглодзьобий, Phalaropus lobatus
- Плавунець плоскодзьобий, Phalaropus fulicarius (A)

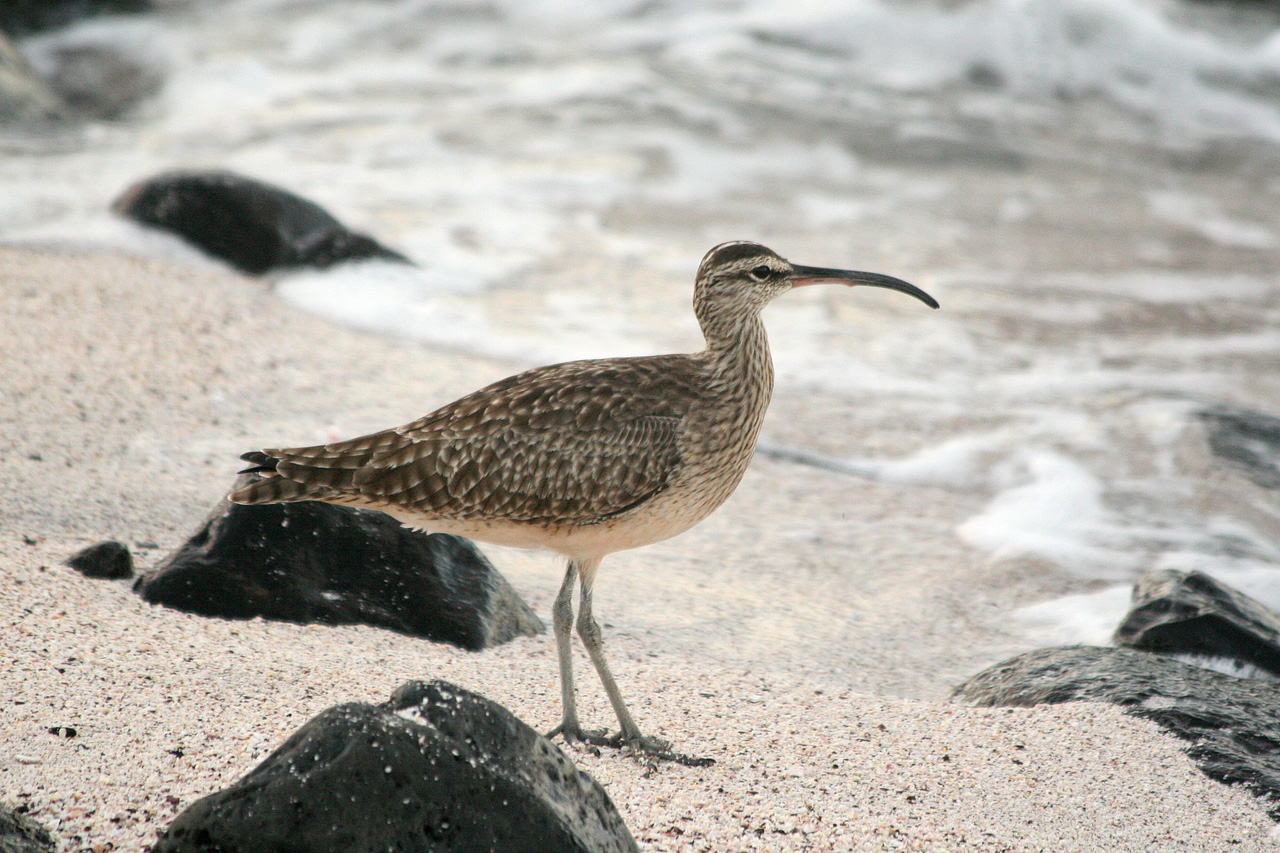
Гудзонський кульон, перелітний птах, що проводить зиму в Панамі.
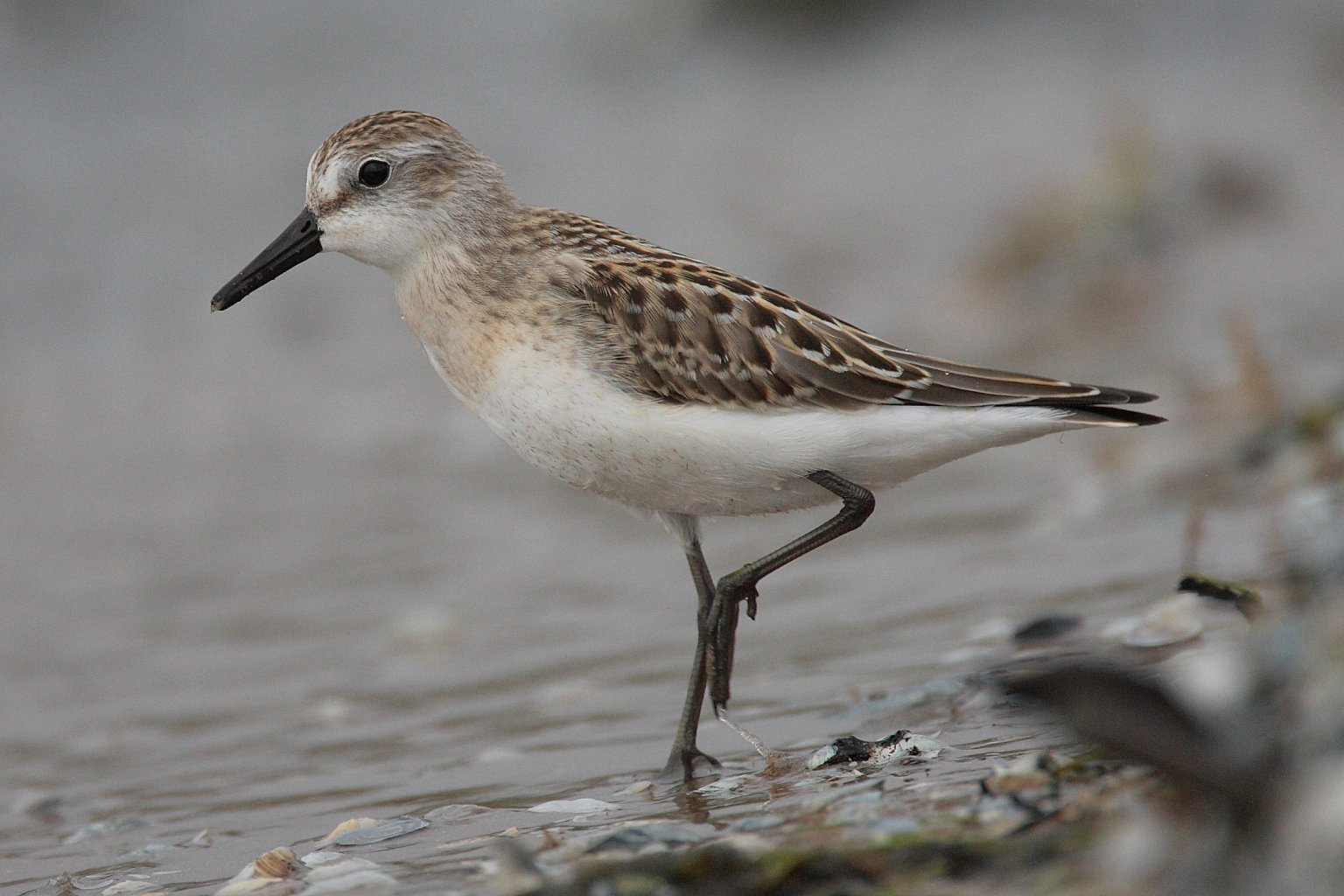
Тундрові побережники створють численні зграї разом з аляскинськими побережниками.
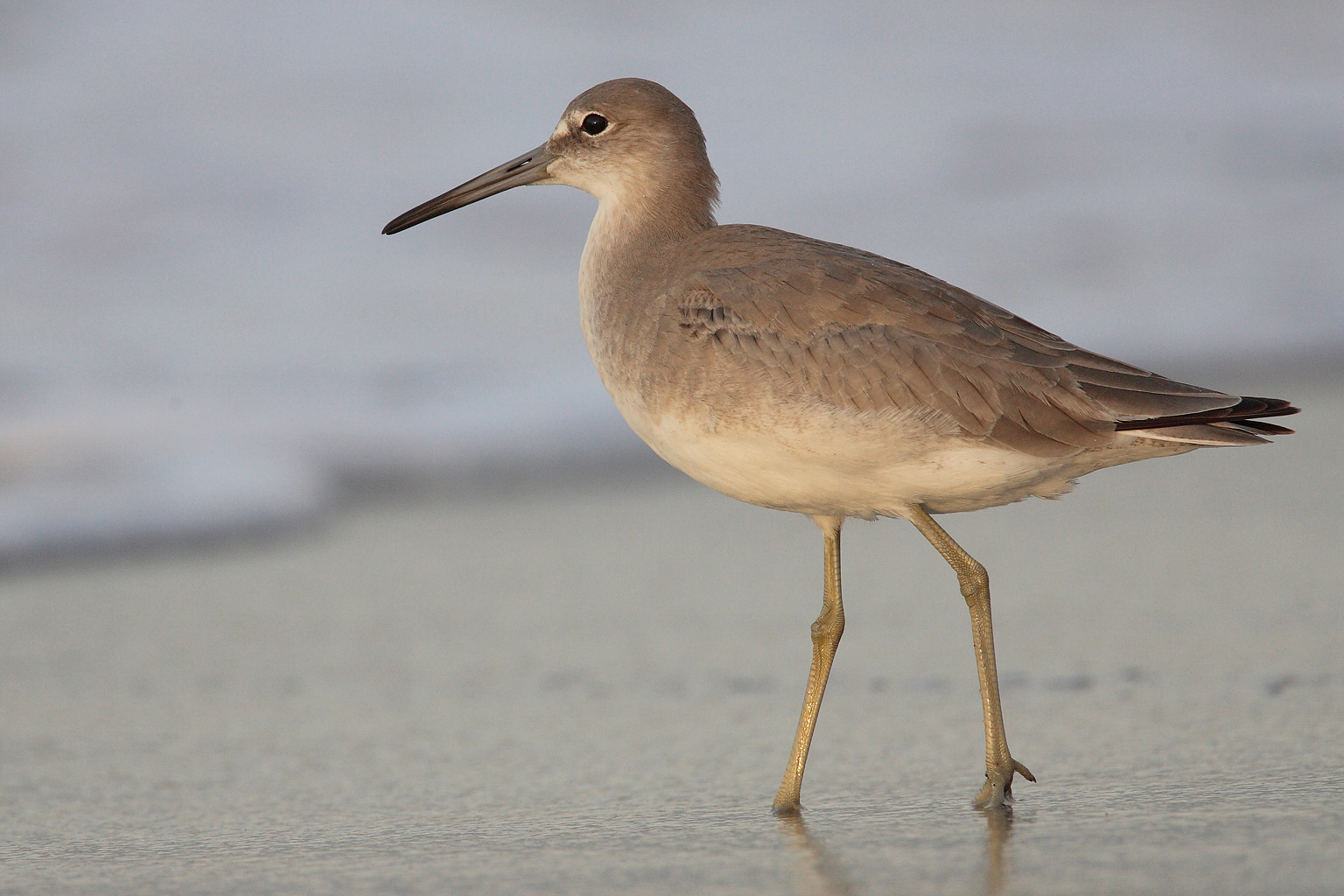
Американський коловодник мешкає на узбережжі Панами.

Родина: Поморникові (Stercorariidae)
- Поморник антарктичний, Stercorarius maccormicki (A)
- Поморник середній, Stercorarius pomarinus
- Поморник короткохвостий, Stercorarius parasiticus
- Поморник довгохвостий, Stercorarius longicaudus (A)

Родина: Мартинові (Laridae)

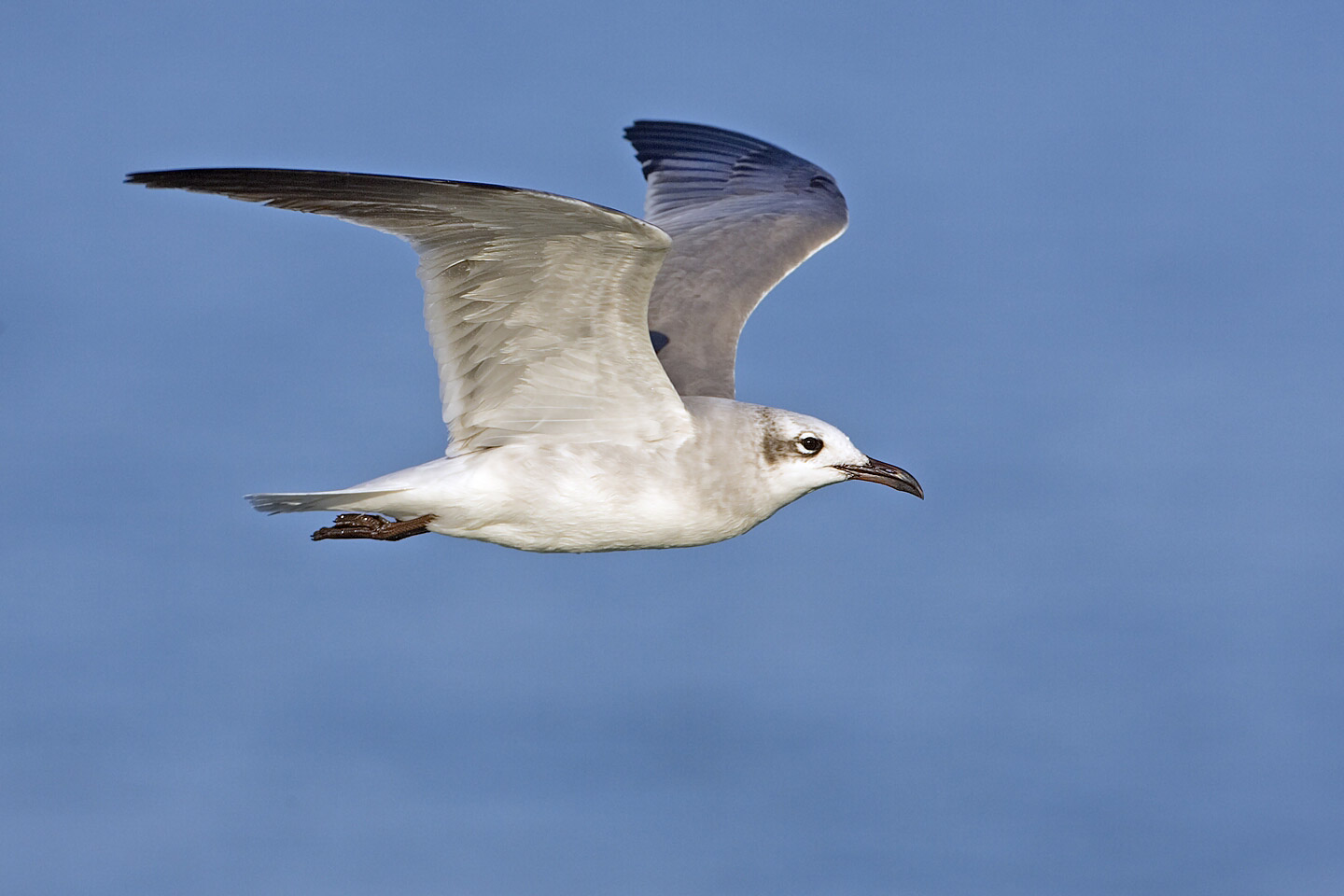
Карибські мартини є досить поширеними на узбережжі Панами.

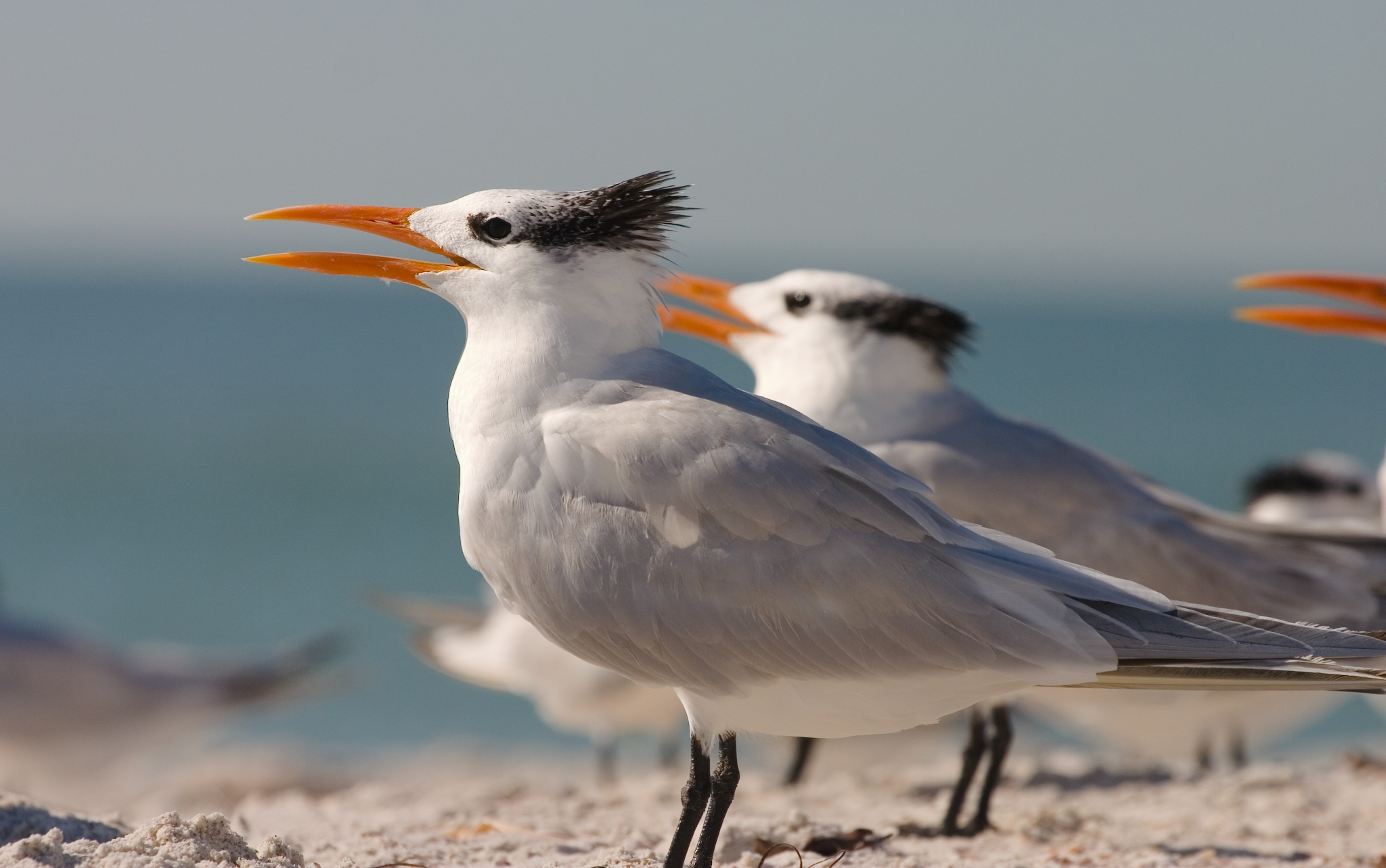
Королівські крячки часто з'являються в Панамі.

- Мартин галапагоський, Creagrus furcatus (A)
- Мартин трипалий, Rissa tridactyla (A)
- Мартин вилохвостий, Xema sabini
- Мартин канадський, Chroicocephalus philadelphia (A)
- Мартин сіроголовий, Chroicocephalus cirrocephalus (A)
- Мартин сірий, Leucophaeus modestus (A)
- Leucophaeus atricilla
- Мартин ставковий, Leucophaeus pipixcan
- Мартин перуанський, Larus belcheri (A)
- Мартин делаверський, Larus delawarensis
- Мартин західний, Larus occidentalis (A)
- Мартин каліфорнійський, Larus californicus (A)
- Larus argentatus
- Мартин чорнокрилий, Larus fuscus (A)
- Мартин домініканський, Larus dominicanus (A)
- Крячок бурий, Anous stolidus
- Крячок атоловий, Anous minutus (A)
- Крячок білий, Gygis alba (A)
- Крячок строкатий, Onychoprion fuscatus
- Крячок бурокрилий, Onychoprion anaethetus
- Крячок карибський, Sternula antillarum
- Крячок амазонський, Sternula superciliaris (A)
- Крячок великодзьобий, Phaetusa simplex (A)
- Крячок чорнодзьобий, Gelochelidon nilotica
- Крячок каспійський, Hydroprogne caspia
- Крячок-інка, Larosterna inca (A)  NT
- Крячок чорний, Chlidonias niger
- Крячок річковий, Sterna hirundo
- Крячок полярний, Sterna paradisaea (A)
- Крячок неоарктичний, Sterna forsteri (A)
- Крячок королівський, Thalasseus maxima
- Крячок рябодзьобий, Thalasseus sandvicensis
- Крячок каліфорнійський, Thalasseus elegans  NT
- Водоріз американський, Rynchops niger (A)

## Тіганоподібні(Eurypygiformes)
Родина: Тіганові (Eurypygidae)
- Тігана, Eurypyga helias

## Фаетоноподібні(Phaethontiformes)
Родина: Фаетонові (Phaethontidae)

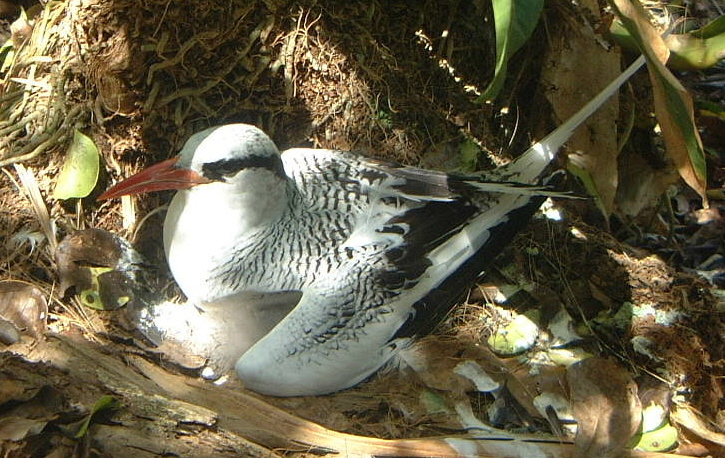
Червонодзьобі фаетони розмножуються на узбережжі Карибського моря.

- Фаетон білохвостий, Phaethon lepturus (A)
- Фаетон червонодзьобий, Phaethon aethereus

## Буревісникоподібні(Procellariiformes)
Родина: Альбатросові (Diomedeidae)
- Альбатрос мандрівний, Diomedea exulans (A)
- Альбатрос галапагоський, Phoebastria irrorata (A)  CR

Родина: Океанникові (Oceanitidae)
- Океанник Вільсона, Oceanites oceanicus (A)

Родина: Качуркові (Hydrobatidae)
- Качурка північна, Hydrobates leucorhous (A)  VU
- Качурка мадерійська, Hydrobates castro (A)
- Качурка галапагоська, Hydrobates tethys
- Качурка чорна, Hydrobates melania
- Качурка Маркгама, Hydrobates markhami (A)  NT
- Качурка каліфорнійська, Hydrobates microsoma

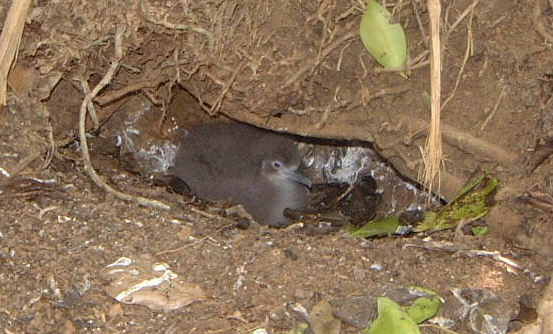
пташеня екваторіального буревісника; вони розмножуються на узбережжі Карибського моря.

Родина: Буревісникові (Procellariidae)
- Тайфунник кубинський, Pterodroma hasitata (A)
- Тайфунник галапагоський, Pterodroma phaeopygia (A)  CR
- Тайфунник таїтійський, Pseudobulweria rostrata (A)  NT
- Буревісник чорний, Procellaria parkinsoni  VU
- Calonectris diomedea (A)
- Буревісник клинохвостий, Ardenna pacificus (A)
- Буревісник сивий, Ardenna griseus  NT
- Буревісник рожевоногий, Ardenna creatopus (A)
- Puffinus navitatis (A)
- Буревісник галапагоський, Puffinus subalaris
- Буревісник малий, Puffinus puffinus (A)
- Буревісник гавайський, Puffinus auricularis (A)  CR
- Буревісник молокайський, Puffinus newelli (A)  CR
- Буревісник екваторіальний, Puffinus lherminieri
- Буревісник канарський, Puffinus baroli (A)

## Лелекоподібні(Ciconiiformes)
Родина: Лелекові (Ciconiidae)
- Магуарі, Ciconia maguari (A)
- Ябіру неотропічний, Jabiru mycteria (A)
- Міктерія, Mycteria americana

## Сулоподібні(Suliformes)
Родина: Фрегатові (Fregatidae)

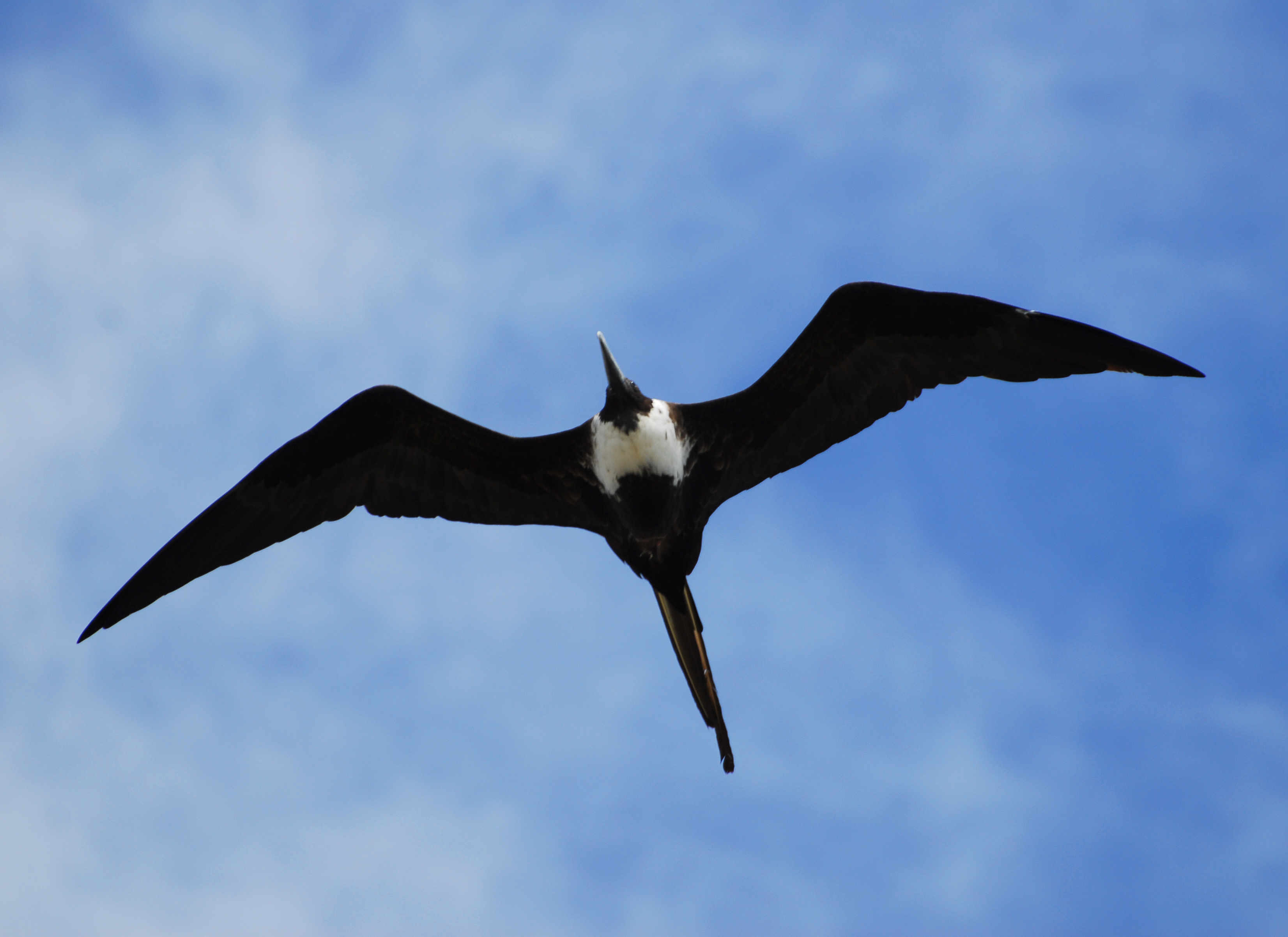
Карибські фрегати часто пролітають над прибережними районами.

- Фрегат карибський, Fregata magnificens
- Фрегат тихоокеанський, Fregata minor (A)

Родина: Сулові (Sulidae)
- Сула жовтодзьоба, Sula dactylatra
- Сула насканська, Sula granti (A)
- Сула блакитнонога, Sula nebouxii
- Сула перуанська, Sula variegata
- Сула білочерева, Sula leucogaster
- Сула червононога, Sula sula

Родина: Змієшийкові (Anhingidae)

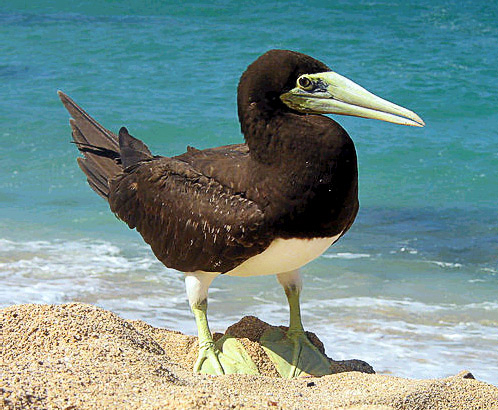
Білочереві сули є найпоширенішими сулами панамського узбережжя.

- Змієшийка американська, Anhinga anhinga

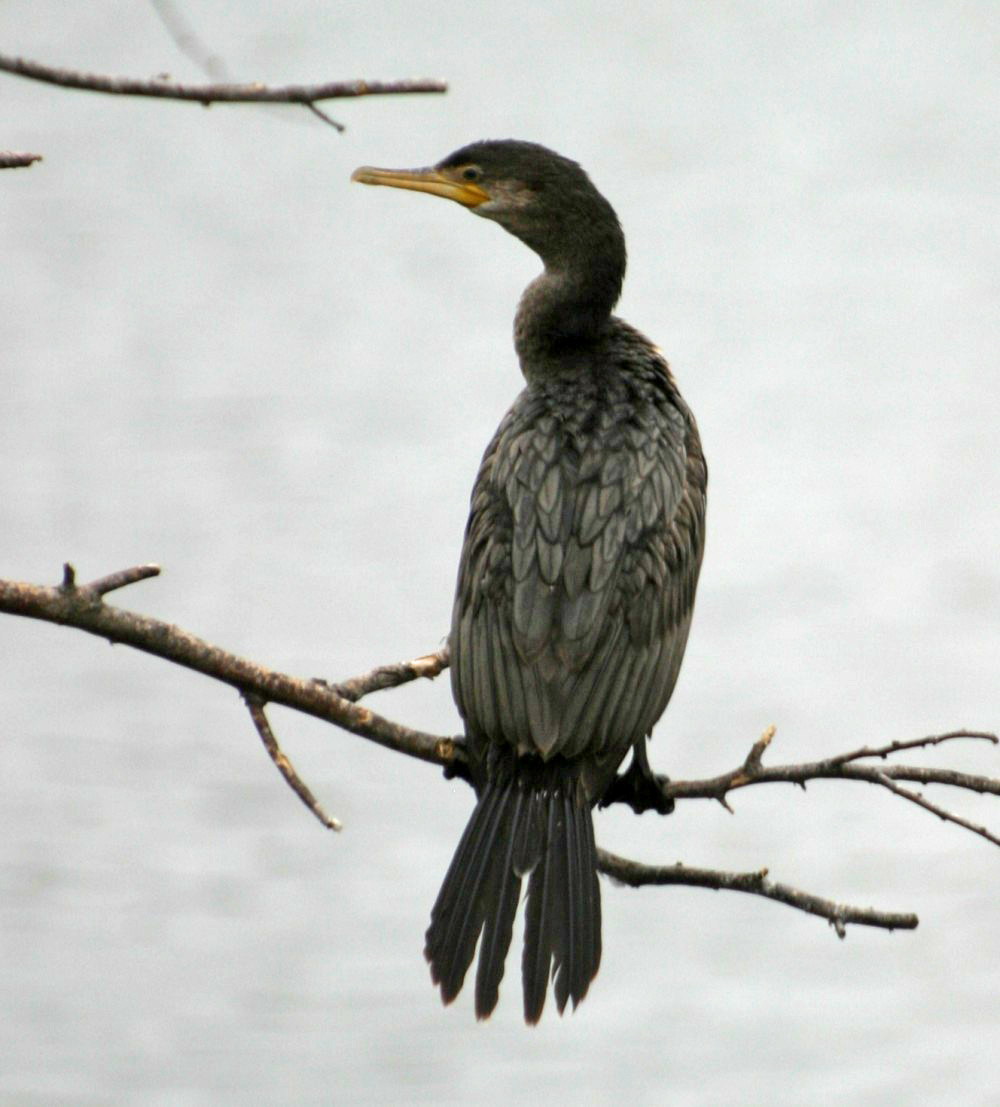
Бразильські баклани утворюють величезні колонії на узбержжі Панамської затоки.

Родина: Бакланові (Phalacrocoracidae)
- Баклан бразильський, Phalacrocorax brasilianus

## Пеліканоподібні(Pelecaniformes)
Родина: Пеліканові (Pelecanidae)

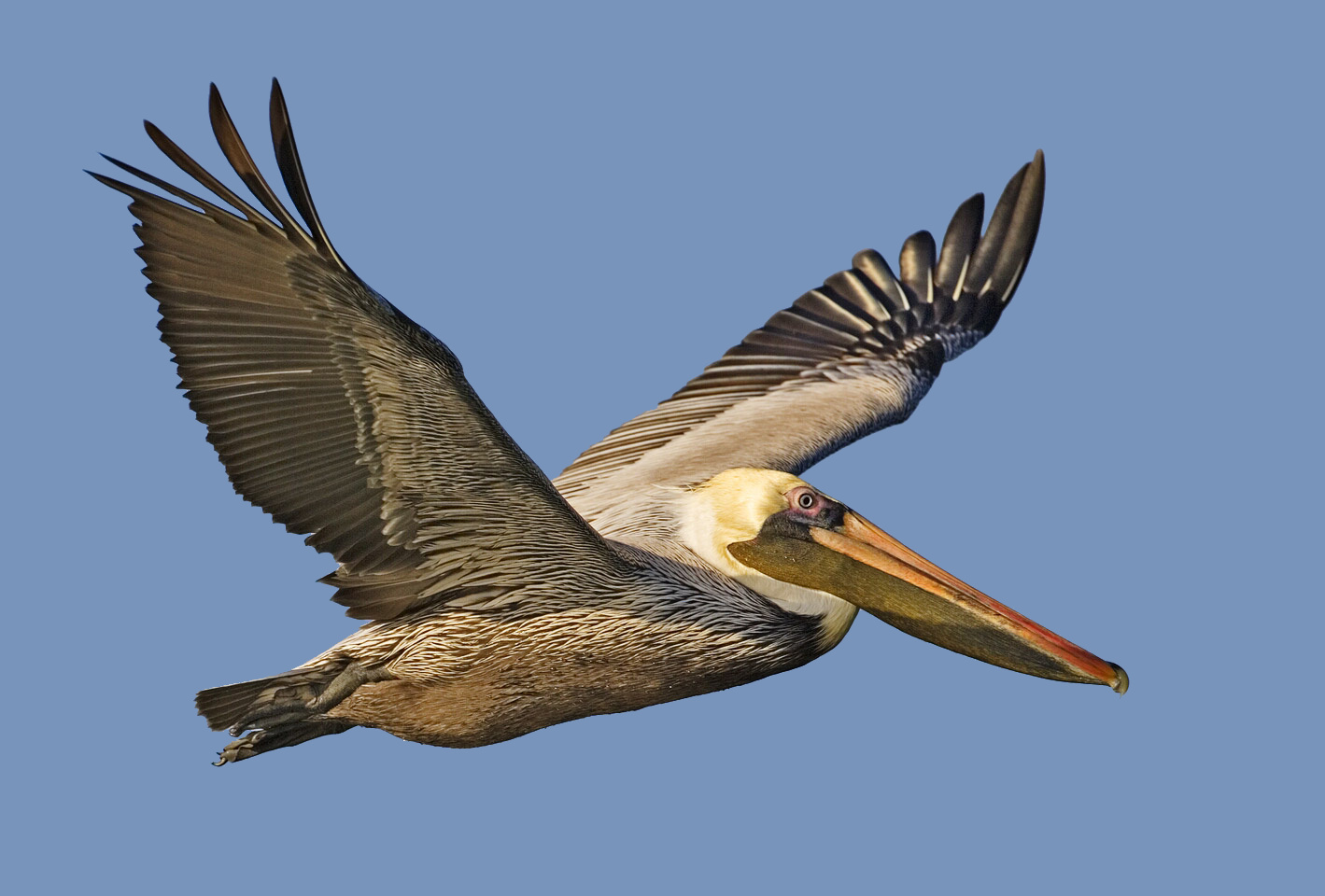
Бурі пелікани є досить поширеними на узбережжі.

- Пелікан рогодзьобий, Pelecanus erythrorhynchos (A)
- Пелікан бурий, Pelecanus occidentalis

Родина: Чаплеві (Ardeidae)

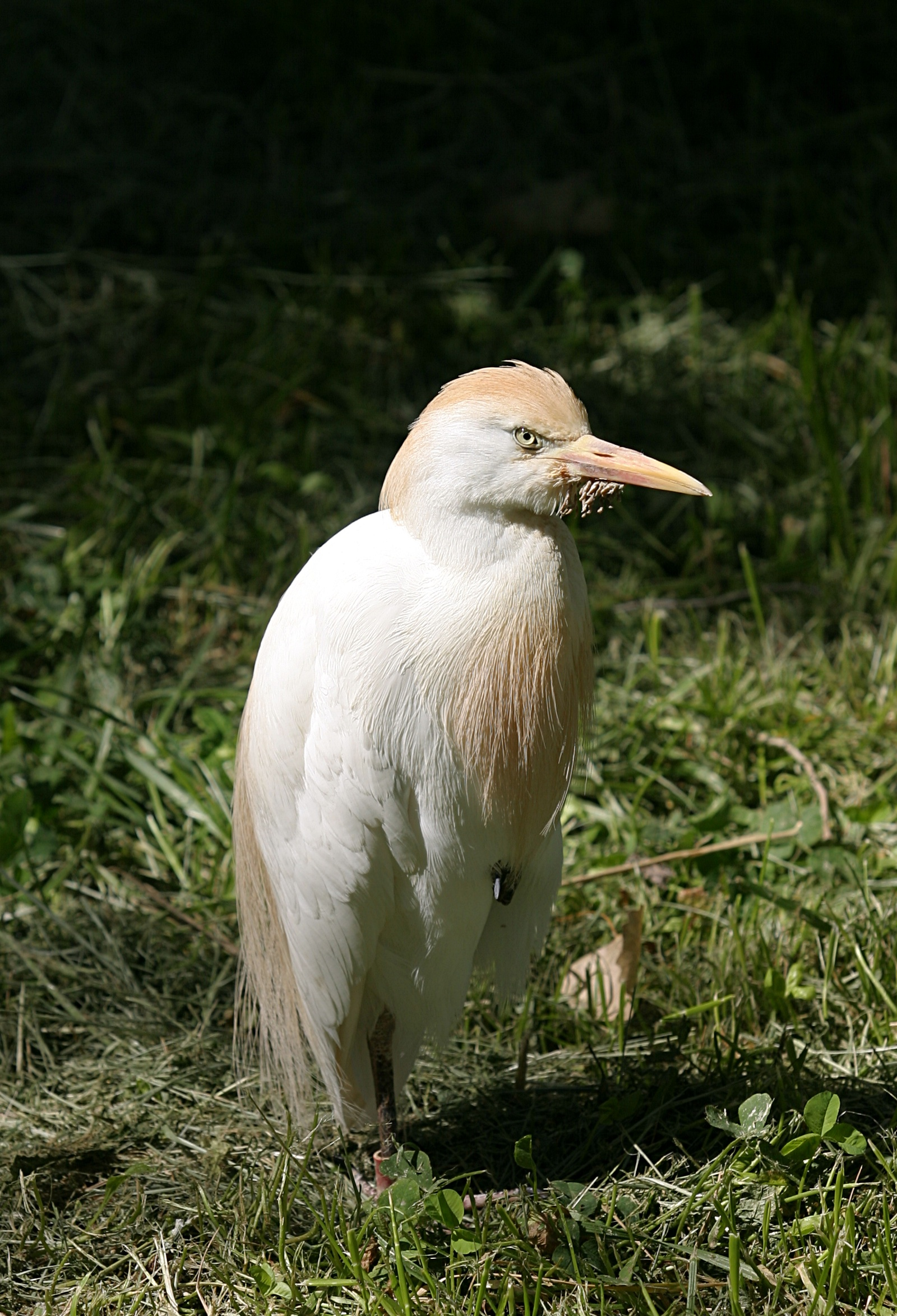
Єгипетські чаплі вперше з'явилися в Панамі в 1954 році і нині є досить поширеними.

- Бугай строкатий, Botaurus pinnatus (A)
- Бугай американський, Botaurus lentiginosus (A)
- Бугайчик американський, Ixobrychus exilis
- Бушля рудошия, Tigrisoma lineatum
- Бушля чорношия, Tigrisoma fasciatum
- Бушля мексиканська, Tigrisoma mexicanum
- Чапля північна, Ardea herodias
- Кокої, Ardea cocoi
- Чепура велика, Ardea alba
- Чапля-свистун, Syrigma sibilatrix (A)
- Чепура американська, Egretta thula
- Чепура блакитна, Egretta caerulea
- Чепура трибарвна, Egretta tricolor
- Чепура рудошия, Egretta rufescens (A)  NT
- Чапля єгипетська, Bubulcus ibis
- Чапля зелена, Butorides virescens
- Чапля мангрова, Butorides striata
- Агамія, Agamia agami  VU
- Чапля неотропічна, Pilherodius pileatus
- Квак, Nycticorax nycticorax
- Квак чорногорлий, Nyctanassa violacea
- Квак широкодзьобий, Cochlearius cochlearius

Родина: Ібісові (Threskiornithidae)
- Ібіс білий, Eudocimus albus

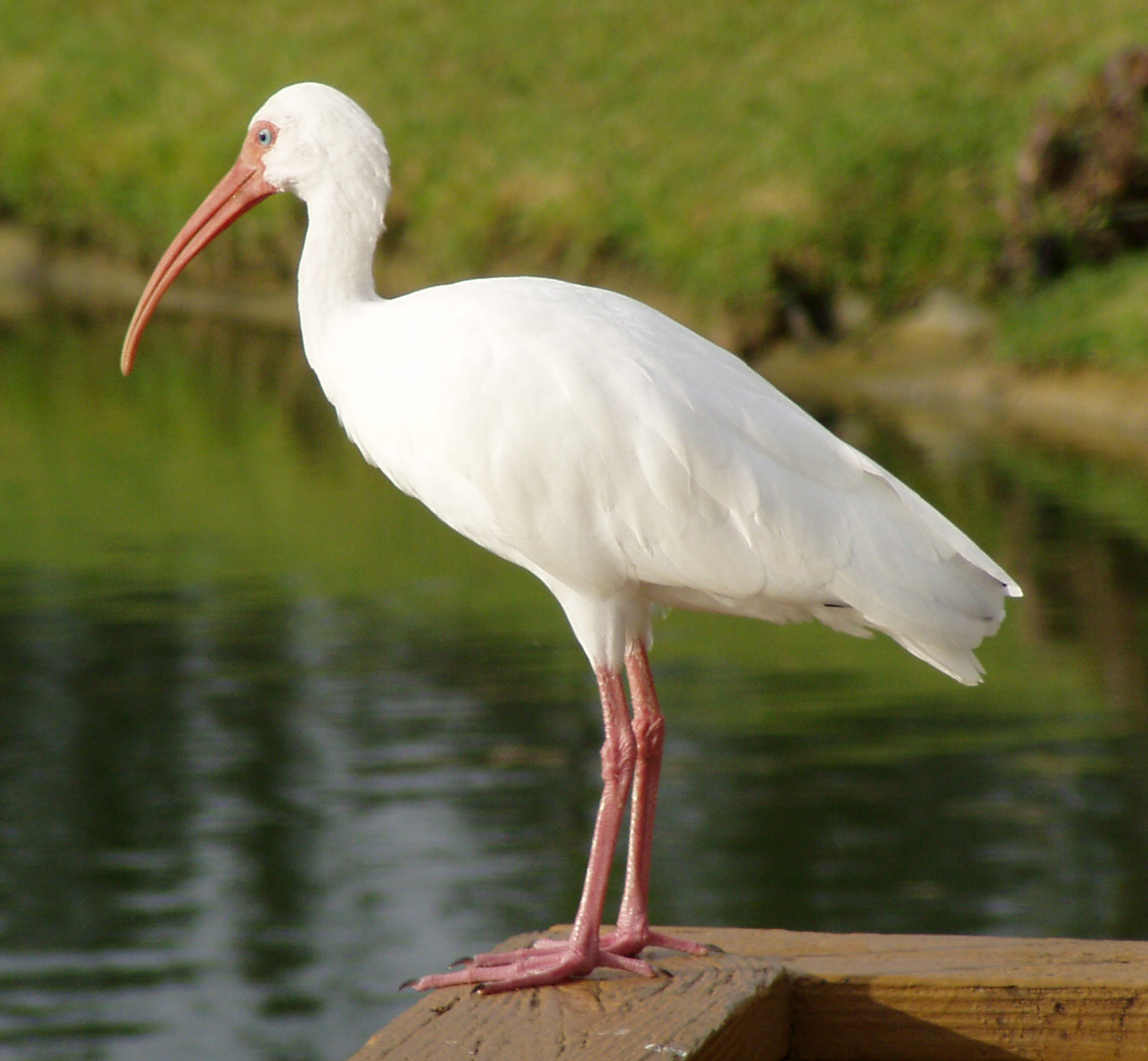
Білі ібіси утворюють великі зграї; мешкають в мангрових заростях і ваттах.

- Ібіс червоний, Eudocimus ruber (A)
- Коровайка, Plegadis falcinellus (A)
- Коровайка американська, Plegadis chihi (A)
- Ібіс каєнський, Mesembrinibis cayennensis
- Ібіс білокрилий, Theristicus caudatus (A)
- Косар рожевий, Platalea ajaja

## Катартоподібні(Cathartiformes)
Родина: Катартові (Cathartidae)

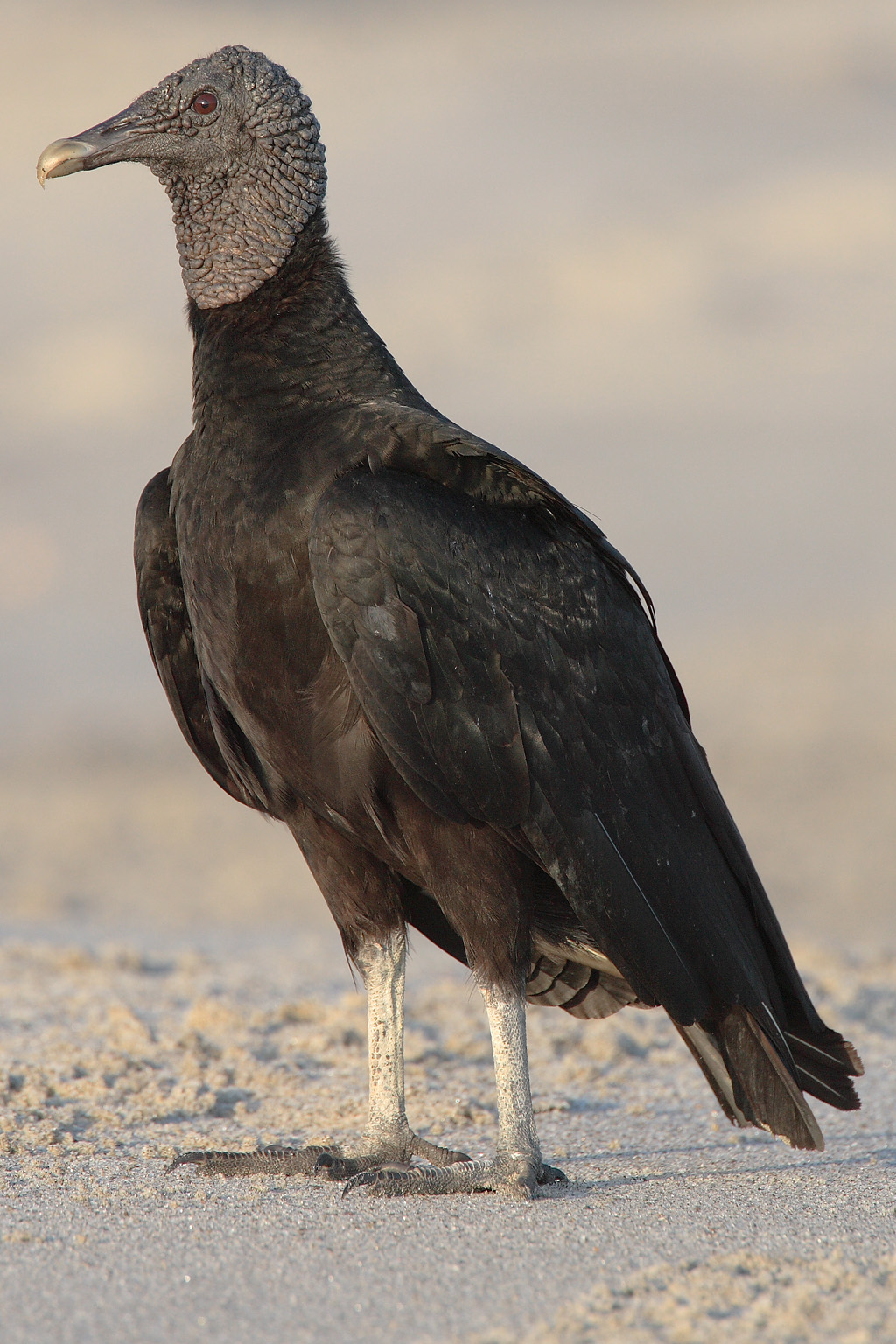
Урубу можна зустріти неподалік населеного пункту.

- Кондор королівський, Sarcoramphus papa
- Урубу, Coragyps atratus
- Катарта червоноголова, Cathartes aura
- Катарта саванова, Cathartes burrovianus

## Яструбоподібні(Accipitriformes)
Родина: Скопові (Pandionidae)
- Скопа, Pandion haliaetus

Родина: Яструбові (Accipitridae)
- Шуліка-крихітка, Gampsonyx swainsonii (A)
- Шуліка білохвостий, Elanus leucurus
- Chondrohierax uncinatus
- Шуляк каєнський, Leptodon cayanensis
- Elanoides forficatus
- Гарпія гвіанська, Morphnus guianensis  NT
- Гарпія велика, Harpia harpyja  NT
- Spizaetus tyrannus
- Spizaetus melanoleucus
- Spizaetus ornatus  NT
- Harpagus bidentatus
- Лунь американський, Circus hudsonius
- Circus buffoni (A)
- Яструб сірочеревий, Accipiter poliogaster (A)  NT
- Яструб-крихітка, Accipiter superciliosus
- Яструб неоарктичний, Accipiter striatus
- Яструб чорноголовий, Accipiter cooperii (A)
- Яструб неотропічний, Accipiter bicolor
- Ictinia mississippiensis
- Ictinia plumbea
- Канюк-рибалка, Busarellus nigricollis
- Geranospiza caerulescens
- Шуліка-слимакоїд червоноокий, Rostrhamus sociabilis
- Helicolestes hamatus (A)
- Канюк сизий, Cryptoleucopteryx plumbea  NT
- Buteogallus anthracinus
- Buteogallus meridionalis
- Buteogallus urubitinga
- Buteogallus solitarius  NT
- Канюк смугастогрудий, Morphnarchus princeps
- Канюк великодзьобий, Rupornis magnirostris
- Канюк пустельний, Parabuteo unicinctus (A)
- Канюк білохвостий, Geranoaetus albicaudatus
- Pseudastur albicollis
- Канюк чорноголовий, Leucopternis semiplumbeus
- Buteo plagiatus (A)
- Buteo nitidus
- Канюк ширококрилий, Buteo platypterus
- Buteo brachyurus
- Канюк прерієвий, Buteo swainsoni
- Buteo albonotatus
- Канюк неоарктичний, Buteo jamaicensis

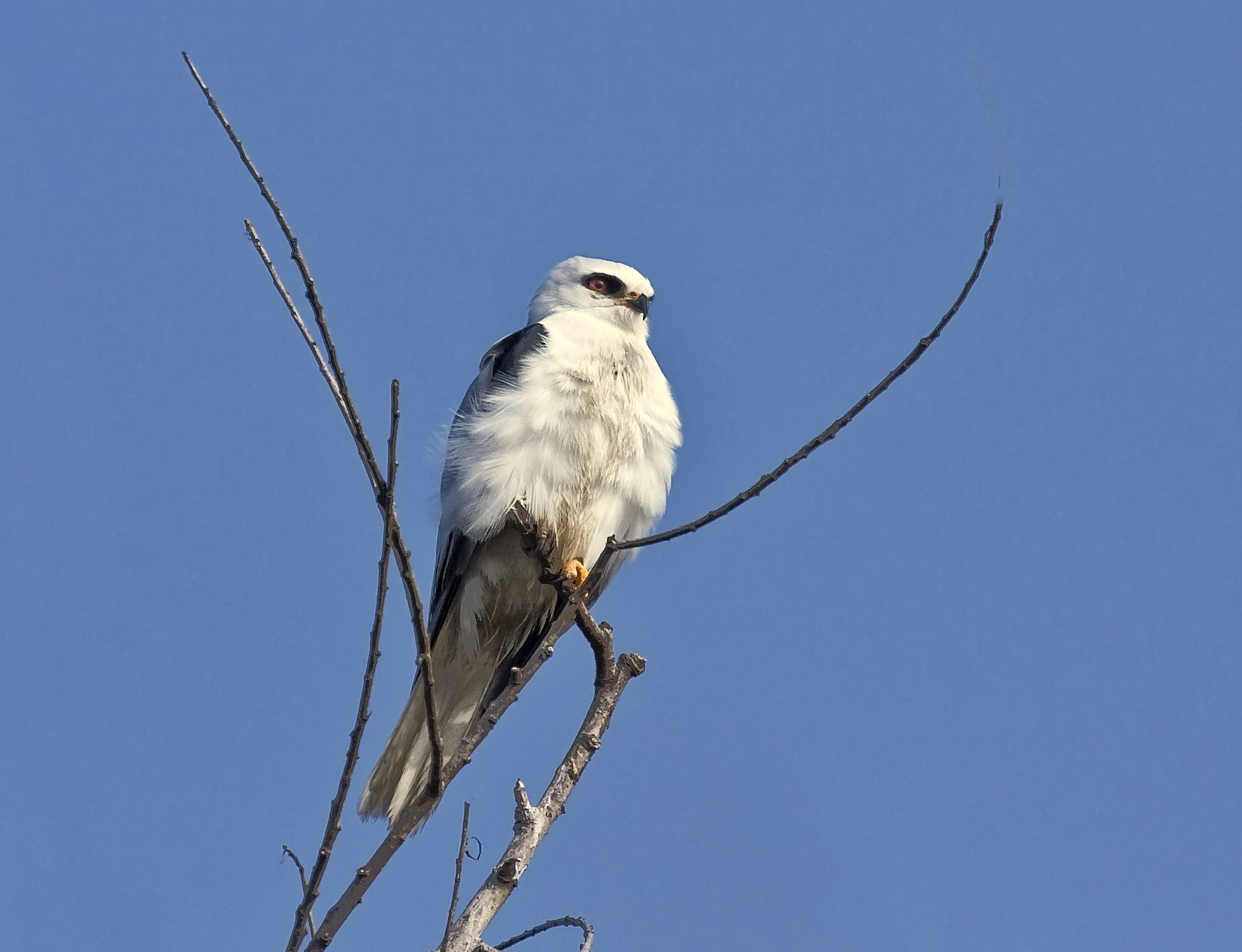
Білохвості шуліки вперше з'явилися в Панамі в 1954 році і нині є досить поширеними.
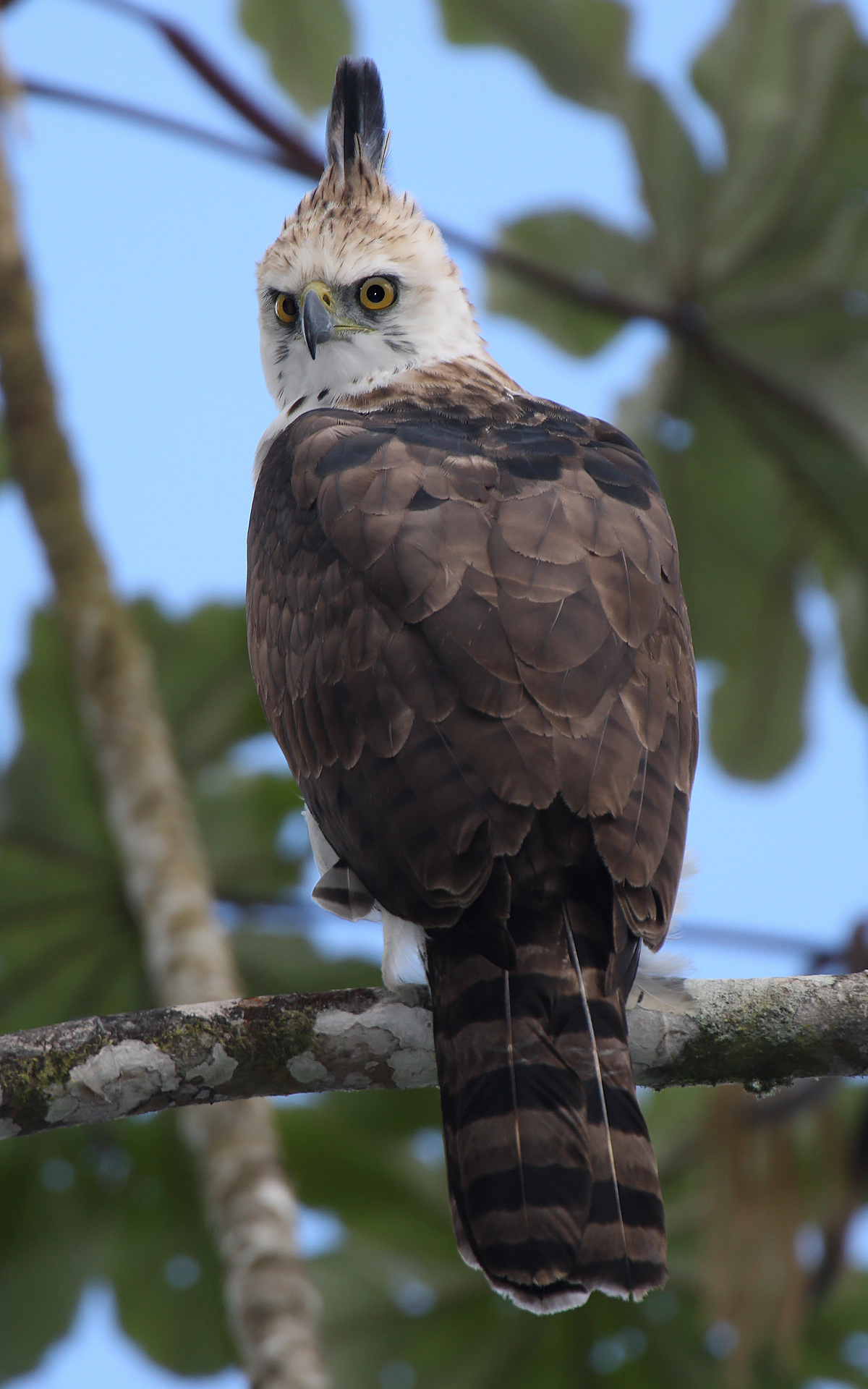
Рудошиїй орел-чубань, рідкісний хижий птах.
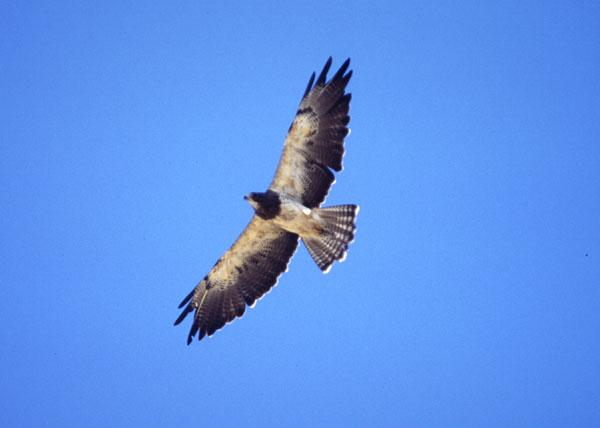
Багато прерієвих канюків мігрує до Панами.

## Совоподібні(Strigiformes)
Родина: Сипухові (Tytonidae)
- Сипуха, Tyto alba

Родина: Совові (Strigidae)

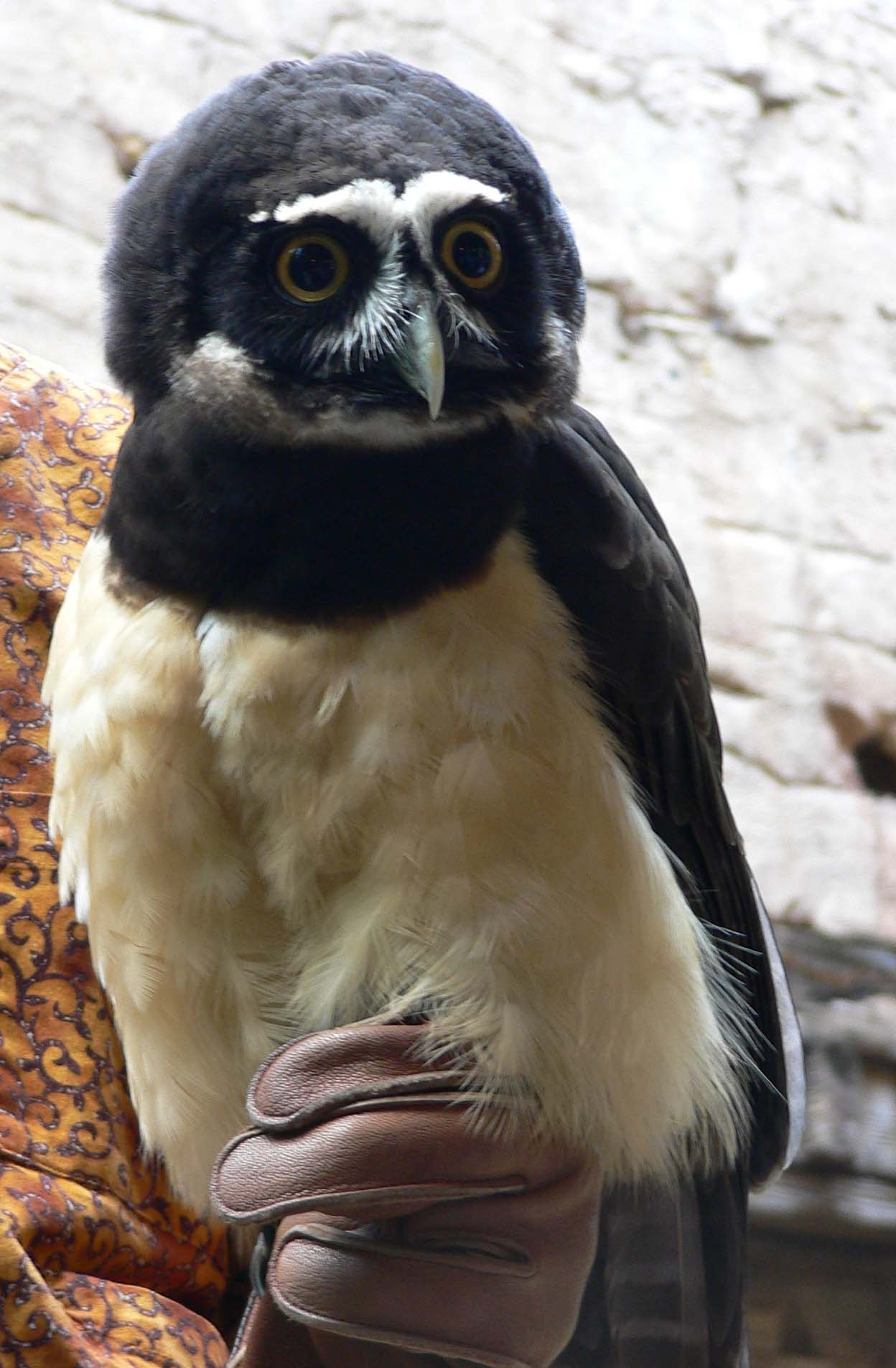
Вохристочерева сова веде нічний спосіб життя, мешкає у вологих тропічних лісах.

- Сплюшка коста-риканська, Megascops clarkii
- Сплюшка неотропічна, Megascops choliba
- Сплюшка венесуельська, Megascops vermiculatus
- Сплюшка чокоанська, Megascops centralis
- Сова-рогань бура, Lophostrix cristata
- Сова вохристочерева, Pulsatrix perspicillata
- Пугач віргінський, Bubo virginianus (A)
- Сичик-горобець коста-риканський, Glaucidium costaricanum
- Сичик-горобець буроголовий, Glaucidium griseiceps
- Сичик-горобець рудий, Glaucidium brasilianum
- Сич американський, Athene cunicularia (A)
- Сова-лісовик бура, Ciccaba virgata
- Сова-лісовик строката, Ciccaba nigrolineata
- Сова-крикун, Pseudoscops clamator
- Сич білобровий, Aegolius ridgwayi (A)

## Трогоноподібні(Trogoniformes)
Родина: Трогонові (Trogonidae)
- Трогон коста-риканський, Trogon clathratus
- Трогон червонодзьобий, Trogon massena
- Трогон чорнохвостий, Trogon melanurus
- Трогон синьоволий, Trogon viridis
- Трогон панамський, Trogon bairdii  NT
- Трогон синьоголовий, Trogon caligatus
- Трогон жовтогрудий, Trogon rufus
- Трогон темноволий, Trogon collaris
- Квезал андійський, Pharomachrus auriceps
- Квезал довгохвостий, Pharomachrus mocinno  NT

## Сиворакшоподібні(Coraciiformes)
Родина: Момотові (Momotidae)
- Момот малий, Hylomanes momotula
- Momotus lessonii

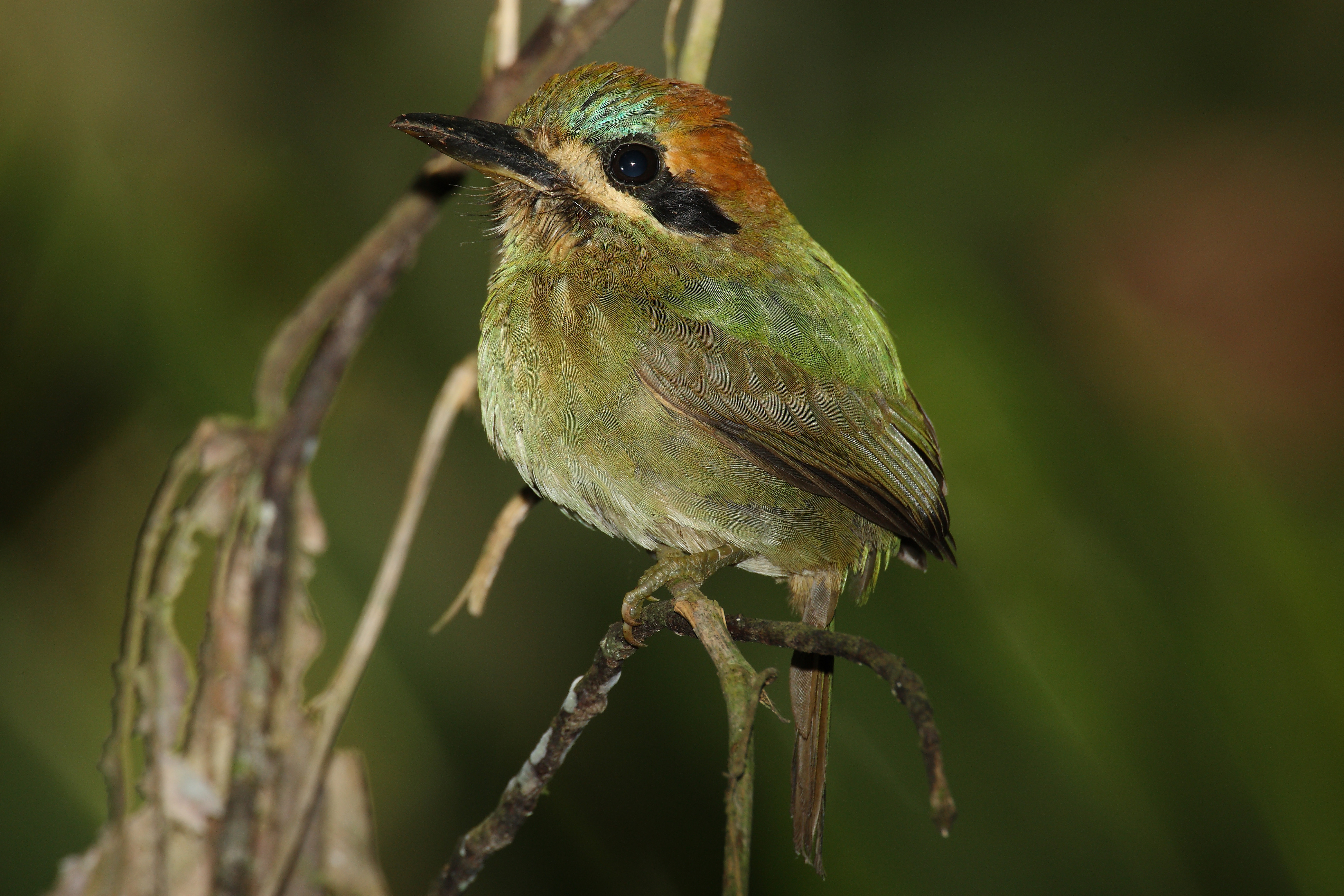
Малий момот, мешканець тропічних лісів, якого важко помітити.

- Момот іржасточеревий, Momotus subrufescens
- Момот амазонійський, Baryphthengus martii
- Момот широкодзьобий, Electron platyrhynchum

Родина: Рибалочкові (Alcedinidae)
- Megaceryle torquatus

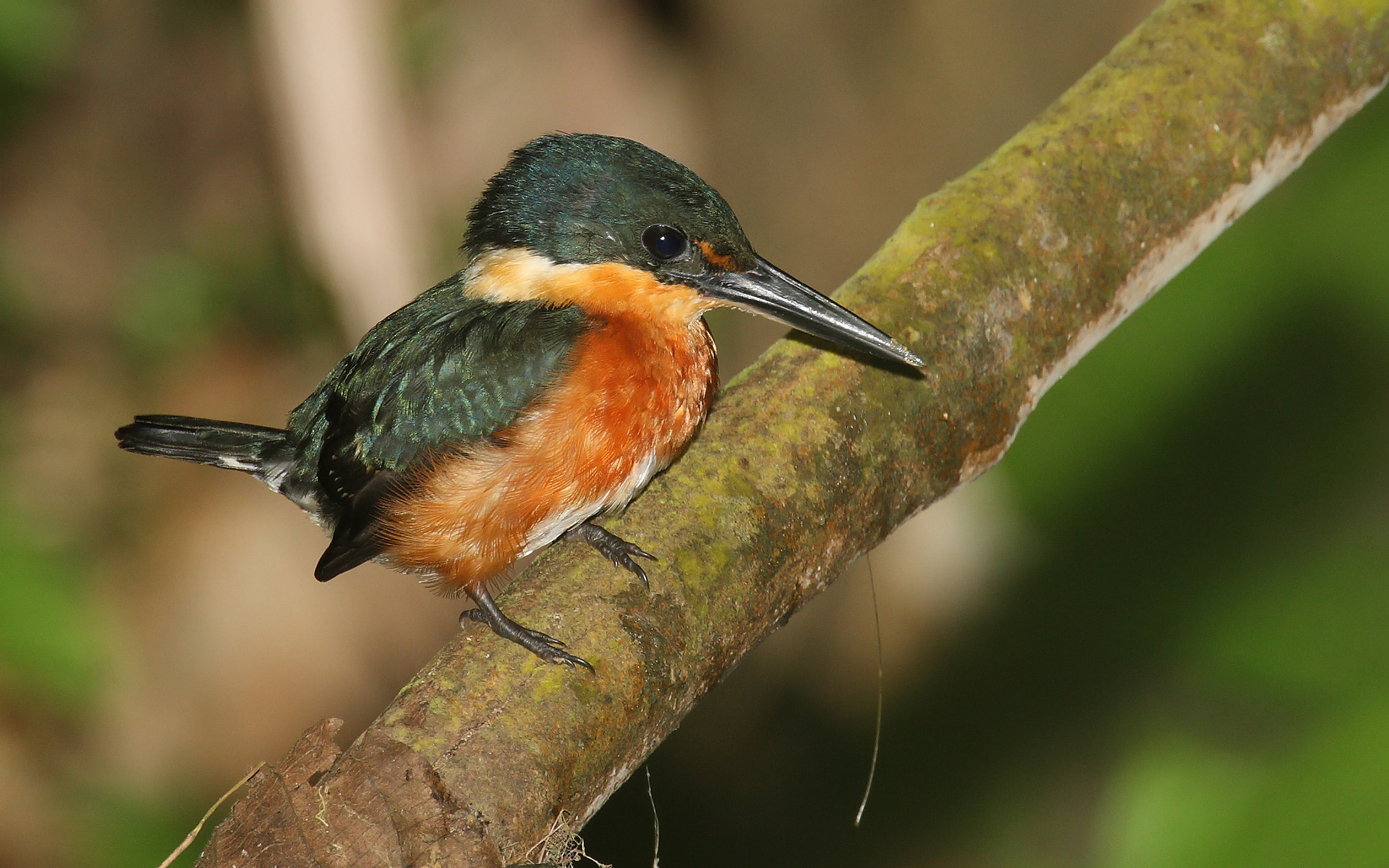
Карликовий рибалочка мешкає в мангрових заростях і поблизу лісових струмків.

- Рибалочка-чубань північний, Megaceryle alcyon
- Рибалочка амазонійський, Chloroceryle amazona
- Рибалочка карликовий, Chloroceryle aenea
- Рибалочка зелений, Chloroceryle americana
- Рибалочка рудогрудий, Chloroceryle inda

## Дятлоподібні(Piciformes)
Родина: Лінивкові (Bucconidae)

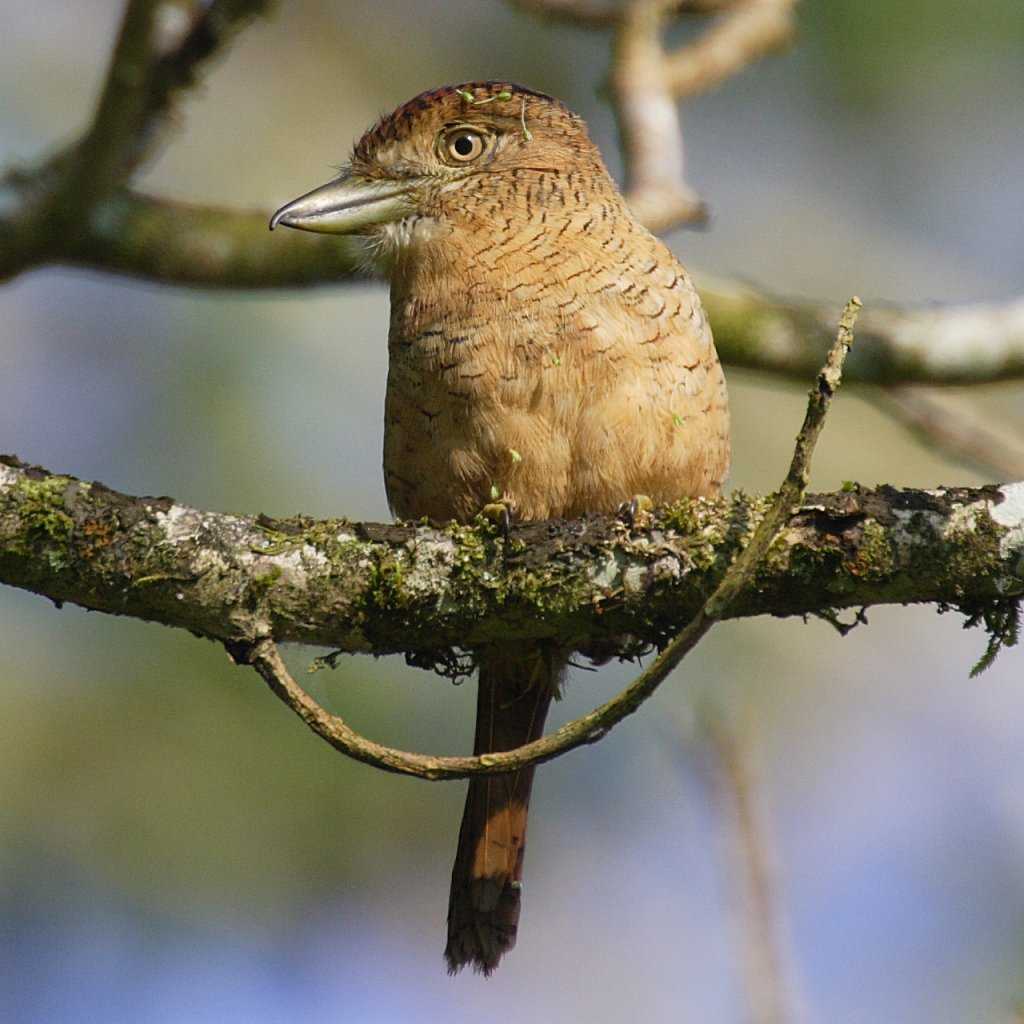
Панамська лінивка-смугохвіст, рідкісний мешканець тропічних лісів.

- Лінивка-смугохвіст панамська, Nystalus radiatus
- Лінивка-строкатка білошия, Notharchus hyperrhynchus
- Лінивка-строкатка чорновола, Notharchus pectoralis
- Лінивка-строкатка маскова, Notharchus tectus
- Таматія панамська, Malacoptila panamensis
- Лінивка мала, Micromonacha lanceolata
- Лінивка-коротун сіродзьоба, Nonnula frontalis
- Лінивка-чорнопер білолоба, Monasa morphoeus

Родина: Якамарові (Galbulidae)

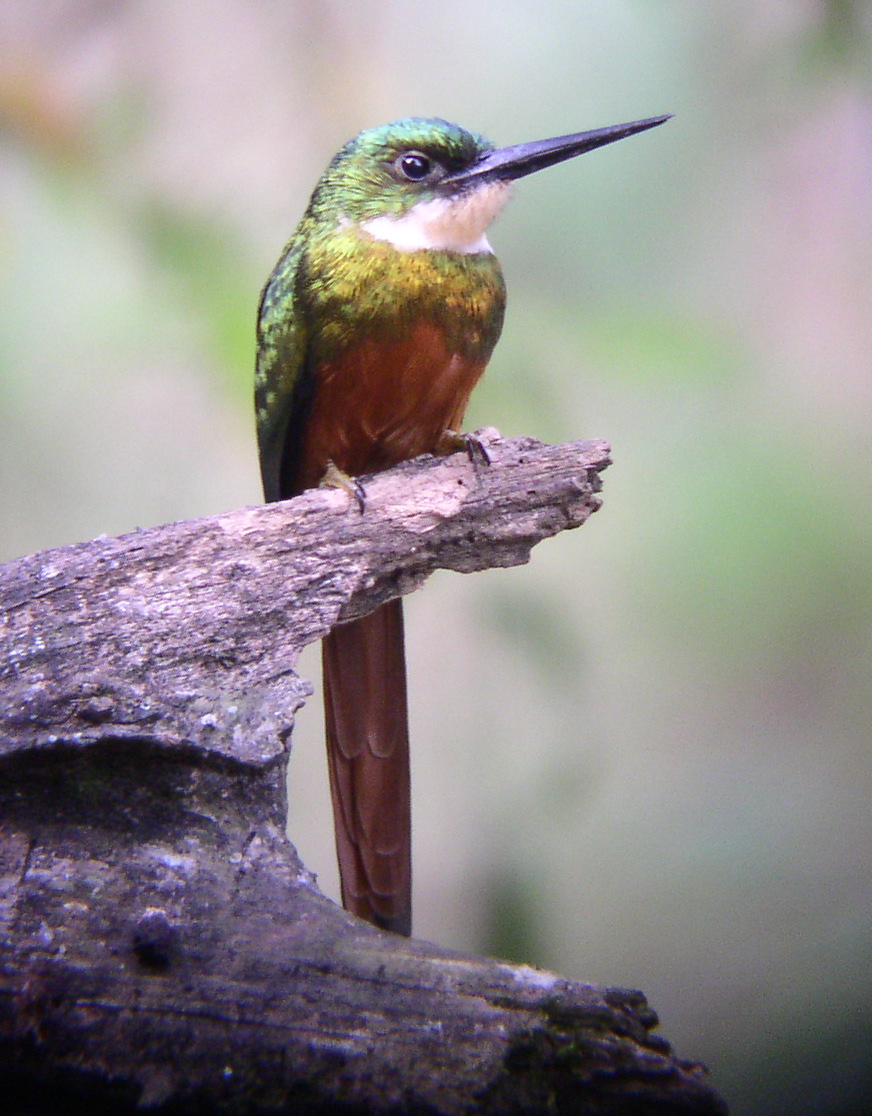
Рудохвоста якамара мешкає в Панамі

- Якамара панамська, Brachygalba salmoni
- Якамара рудохвоста, Galbula ruficauda
- Якамара велика, Jacamerops aureus

Родина: Бородаткові (Capitonidae)
- Бородатка плямистобока, Capito maculicoronatus
- Евбуко андійський, Eubucco bourcierii

Родина: Semnornithidae
- Кабезон оливковий, Semnornis frantzii

Родина: Туканові (Ramphastidae)

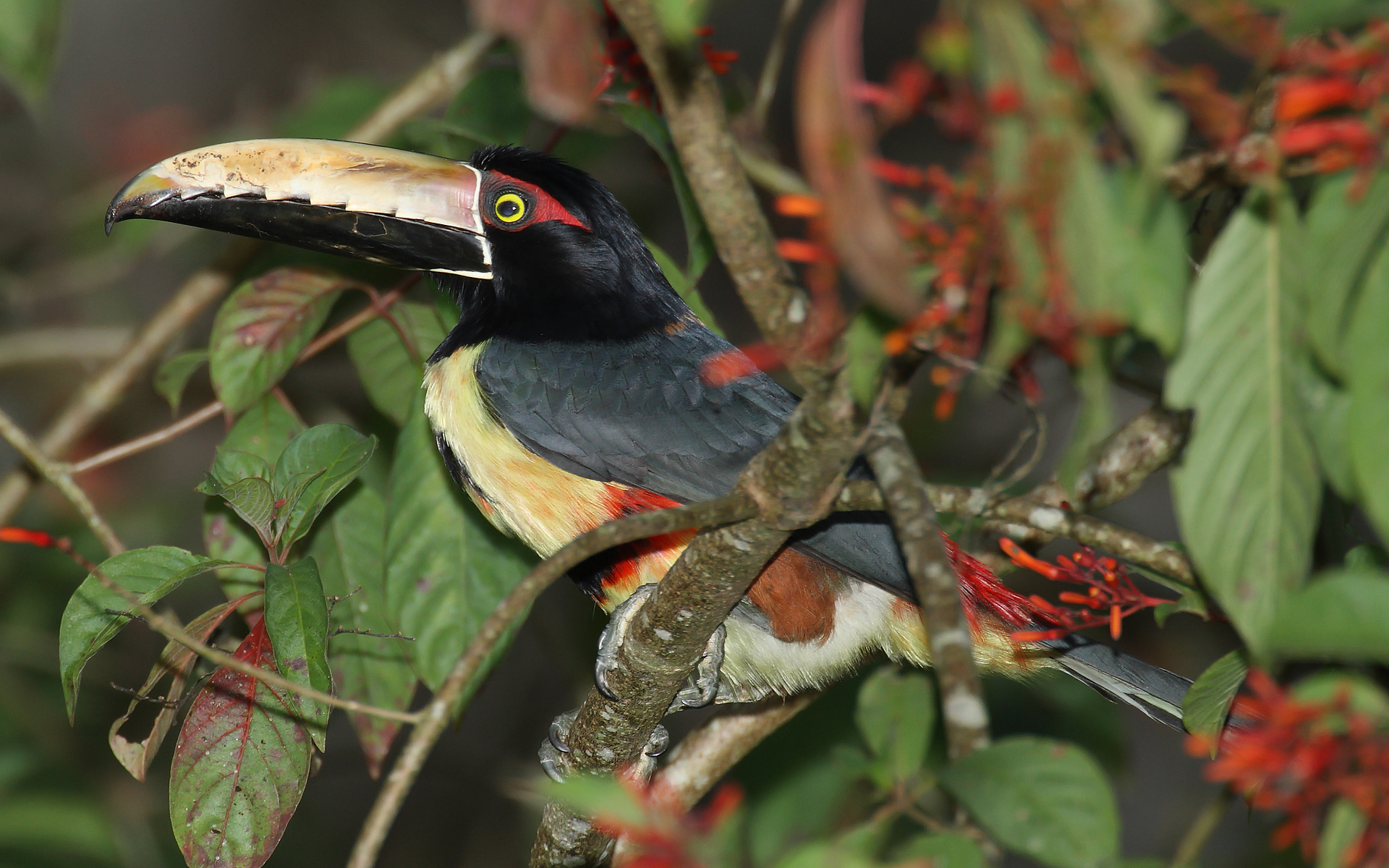
Плямистоволий аракарі, поширений лісовий птах.

- Тукан оливковоголовий, Aulacorhynchus prasinus
- Аракарі плямистоволий, Pteroglossus torquatus
- Аракарі червонодзьобий, Pteroglossus frantzii
- Тукан панамський, Selenidera spectabilis
- Тукан жовтогорлий, Ramphastos sulfuratus
- Тукан жовтошиїй, Ramphastos ambiguus  NT

Родина: Дятлові (Picidae)

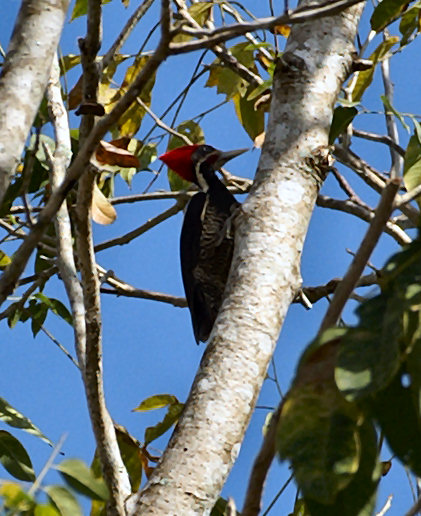
Смугастобока жовна мешкає на узліссях.

- Добаш оливковий, Picumnus olivaceus
- Гіла чорновола, Melanerpes formicivorus
- Melanerpes chrysauchen
- Melanerpes pucherani
- Melanerpes rubricapillus
- Дятел-смоктун жовточеревий, Sphyrapicus varius
- Дятел волохатий, Dryobates villosus
- Dryobates fumigatus
- Дзьоган червоногузий, Veniliornis kirkii
- Дятел-смугань коста-риканський, Piculus simplex
- Дятел-смугань панамський, Piculus callopterus (E)
- Дятел-смугань жовтовусий, Piculus chrysochloros
- Piculus rubiginosus
- Colaptes punctigula
- Celeus loricatus
- Celeus castaneus
- Dryocopus lineatus
- Campephilus haematogaster
- Campephilus melanoleucos
- Campephilus guatemalensis

## Соколоподібні(Falconiformes)
Родина: Соколові (Falconidae)
- Макагуа, Herpetotheres cachinnans

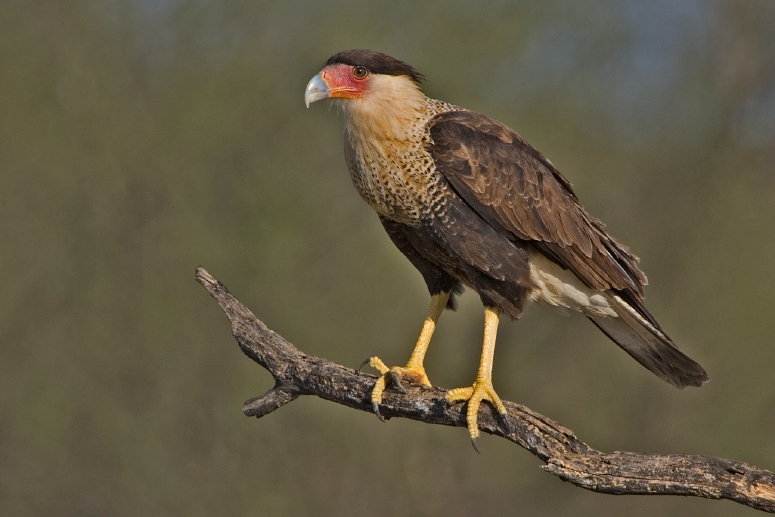
Північна каракара мешкає на полях і пасовиськах.

- Рарія бразильська, Micrastur ruficollis
- Рарія білочерева, Micrastur mirandollei
- Рарія білошия, Micrastur semitorquatus
- Каракара червоногорла, Ibycter americanus
- Caracara cheriway
- Хімахіма, Milvago chimachima
- Боривітер американський, Falco sparverius
- Підсоколик малий, Falco columbarius
- Сокіл мексиканський, Falco femoralis
- Підсоколик смугастогрудий, Falco rufigularis
- Підсоколик рудогрудий, Falco deiroleucus (A)  NT
- Сапсан, Falco peregrinus

## Папугоподібні(Psittaciformes)
Родина: Папугові (Psittacidae)
- Котора синьолобий, Pyrrhura picta

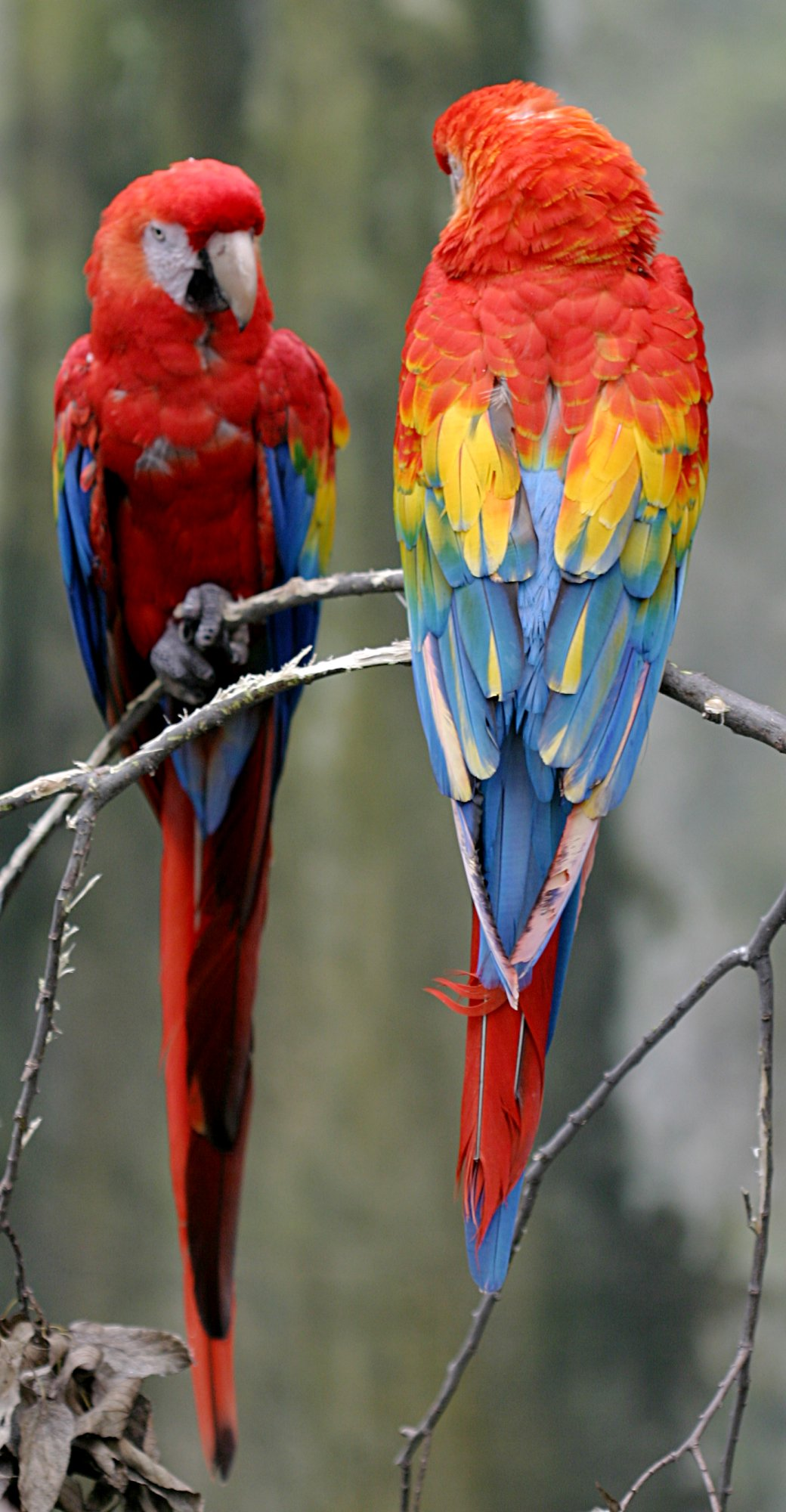
Араканги є дуже рідкісними за межами острова Коїба.

- Котора коста-риканський, Pyrrhura hoffmanni
- Аратинга ямайський, Eupsittula nana
- Аратинга рудоволий, Eupsittula pertinax
- Араурана, Ara ararauna
- Ара синьокрилий, Ara severus
- Араканга, Ara macao
- Ара червоно-зелений, Ara chloropterus
- Ара нікарагуанський, Ara ambiguus  CR
- Аратинга червонолобий, Psittacara finschi
- Катіта панамський, Bolborhynchus lineola
- Папуга-горобець панамський, Forpus conspicillatus
- Тіріка буроплечий, Brotogeris jugularis
- Папуга червонолобий, Touit costaricensis  NT
- Папуга синьолобий, Touit dilectissimus
- Каїка бурощокий, Pyrilia haematotis
- Каїка золотоголовий, Pyrilia pyrilia  NT
- Папуга-червоногуз синьоголовий, Pionus menstruus
- Папуга-червоногуз білолобий, Pionus senilis
- Амазон жовтощокий, Amazona autumnalis
- Амазон жовтолобий, Amazona farinosa
- Амазон тринідадський, Amazona ochrocephala

## Горобцеподібні(Passeriformes)
Родина: Sapayoidae
- Сапая, Sapayoa aenigma

Родина: Сорокушові (Thamnophilidae)
- Колючник смугастий, Cymbilaimus lineatus
- Тараба, Taraba major
- Сорокуш смугастий, Thamnophilus doliatus
- Сорокуш чорний, Thamnophilus nigriceps
- Сорокуш коста-риканський, Thamnophilus bridgesi
- Сорокуш низинний, Thamnophilus atrinucha
- Чоко, Xenornis setifrons  VU
- Кущівник рудий, Thamnistes anabatinus
- Батарито лісовий, Dysithamnus mentalis
- Батарито перлистоголовий, Dysithamnus puncticeps
- Кадук панамський, Myrmotherula ignota
- Кадук західний, Myrmotherula pacifica
- Кадук білобокий, Myrmotherula axillaris
- Кадук темноволий, Myrmotherula schisticolor
- Кадук бурий, Epinecrophylla fulviventris
- Herpsilochmus frater
- Каатинга плямистокрила, Microrhopias quixensis
- Рестинга строкатокрила, Formicivora intermedia
- Мурахолюб рудогузий, Euchrepomis callinota
- Ману тирановий, Cercomacroides tyrannina
- Ману панамський, Cercomacra nigricans
- Мурав'янка лиса, Gymnocichla nudiceps
- Покривник брунатний, Percnostola zeledoni
- Покривник білочеревий, Myrmeciza longipes
- Покривник каштановий, Poliocrania exsul
- Покривник бурий, Sipia laemosticta
- Мурав'янка-куцохвіст плямиста, Hylophylax naevioides
- Мурав'янка сірочерева, Myrmornis torquata
- Мурав'янка строката, Gymnopithys bicolor
- Мурав'янка-голоок, Phaenostictus mcleannani

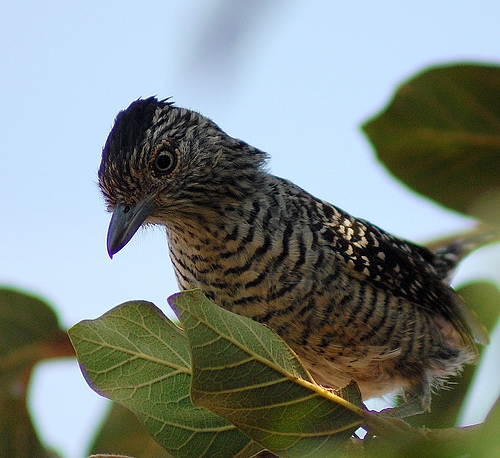
Смугасті сорокуші живуть парами в лісовому підліску.
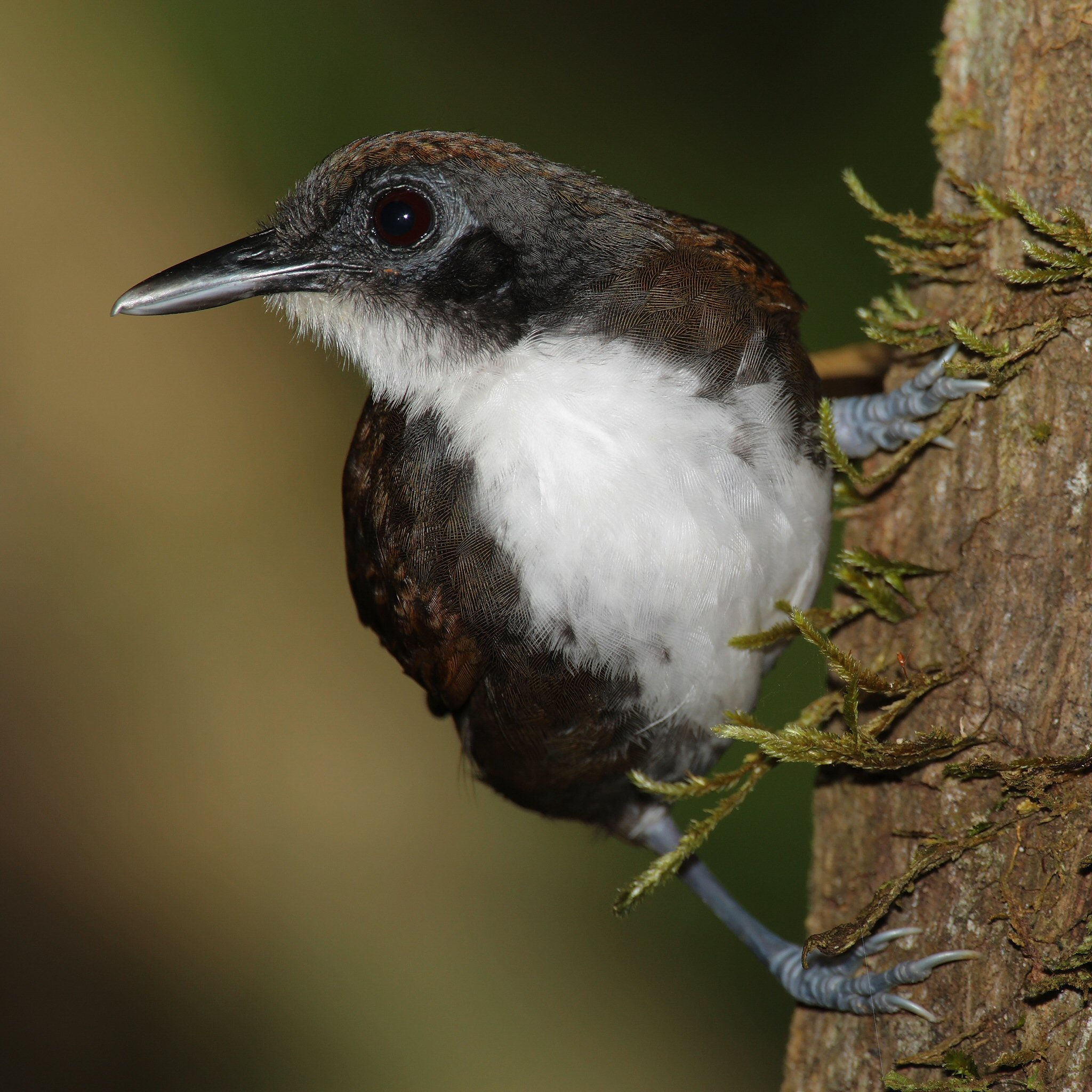
Строката мурав'янка харчується мурахами.
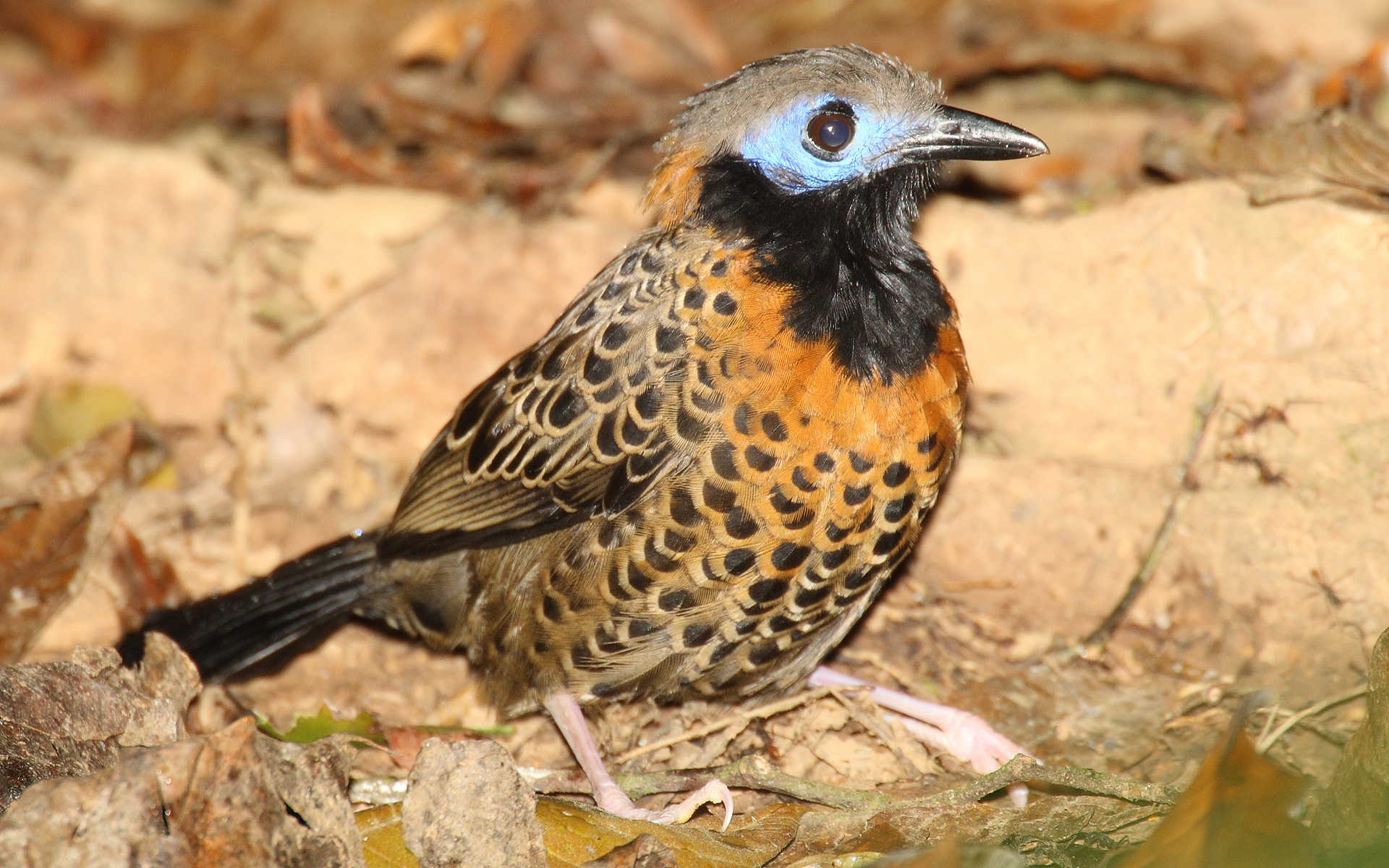
Мурав’янка-голоок, рідкісний мешканець рівнинних тропічних лісів.

Родина: Гусеницеїдові (Conopophagidae)
- Кусачка чорноголова, Pittasoma michleri

Родина: Grallariidae
- Мурашниця гватемальська, Grallaria guatimalensis
- Мурашниця панамська, Hylopezus perspicillatus
- Мурашниця рудовола, Hylopezus dives
- Понгіто мінливобарвний, Grallaricula flavirostris  NT

Родина: Галітові (Rhinocryptidae)
- Тапакуло панамський, Scytalopus panamensis (A)  VU
- Тапакуло темний, Scytalopus chocoensis
- Тапакуло сріблистолобий, Scytalopus argentifrons

Родина: Мурахоловові (Formicariidae)
- Мурахолов рудошиїй, Formicarius analis
- Мурахолов чорноголовий, Formicarius nigricapillus
- Мурахолов рудоволий, Formicarius rufipectus

Родина: Горнерові (Furnariidae)

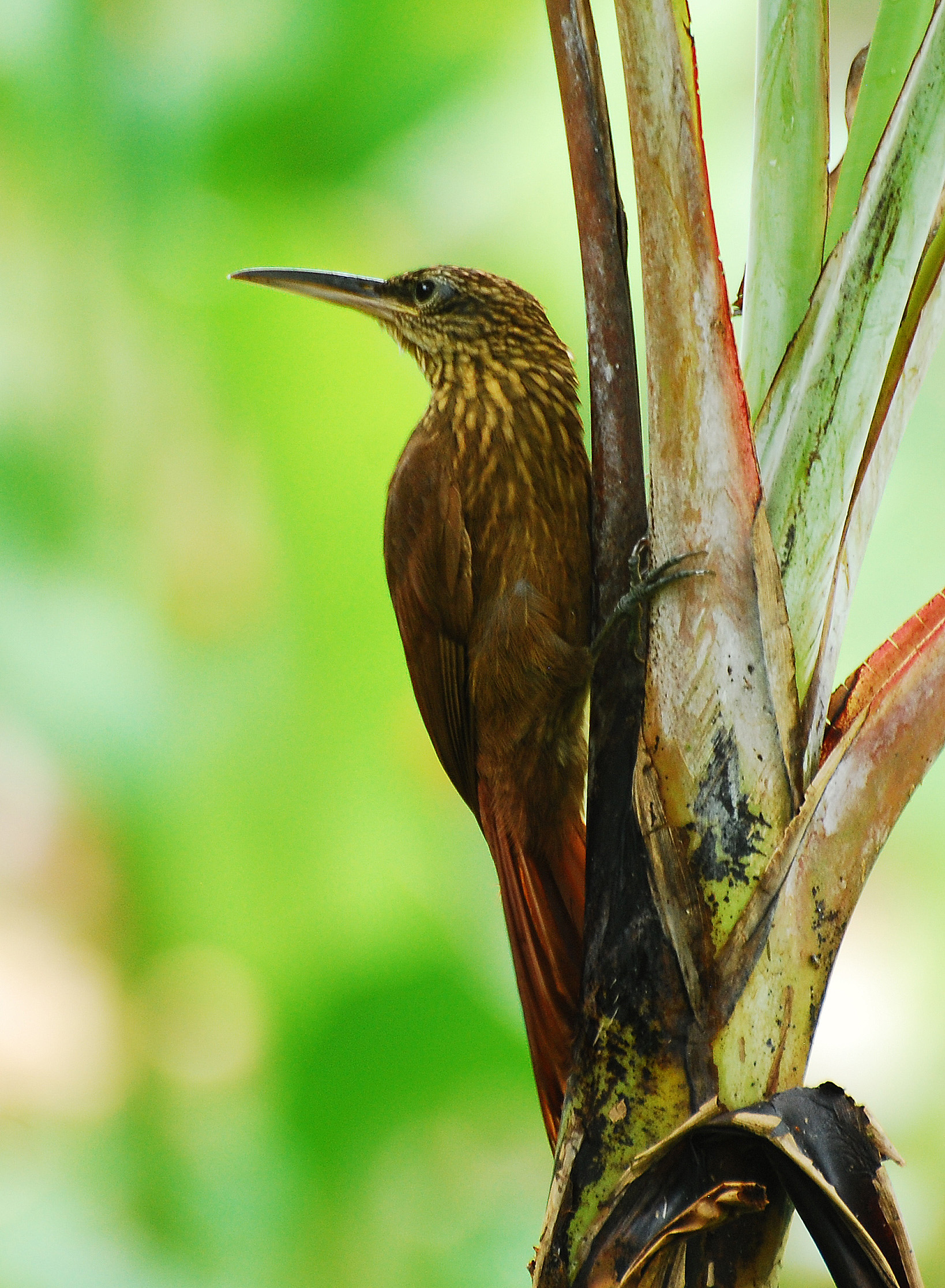
Північний кокоа, найпоширеніший дереволаз Панами.

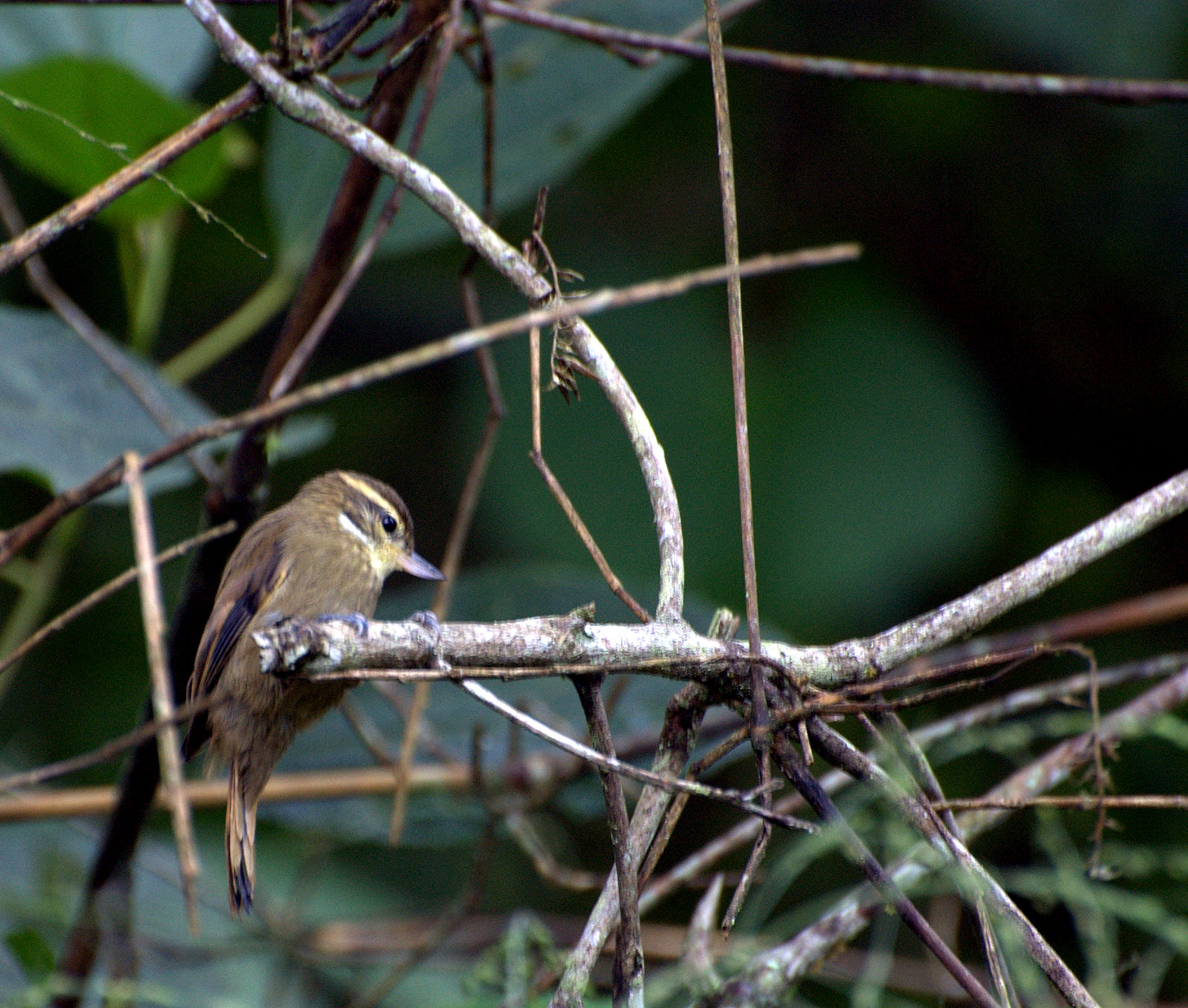
Мала піколезна, поширений лісовий птах.

- Листовик рудогорлий, Sclerurus mexicanus
- Листовик бурий, Sclerurus obscurior
- Листовик сірогорлий, Sclerurus albigularis  NT
- Листовик гватемальський, Sclerurus guatemalensis
- Дереволаз оливковий, Sittasomus griseicapillus
- Дереволаз-довгохвіст великий, Deconychura longicauda
- Грімпар рудий, Dendrocincla homochroa
- Грімпар рудокрилий, Dendrocincla anabatina
- Грімпар сірощокий, Dendrocincla fuliginosa
- Дереволаз-долотодзьоб, Glyphorynchus spirurus
- Дереволаз північний, Dendrocolaptes sanctithomae
- Dendrocolaptes picumnus
- Дереволаз-міцнодзьоб середній, Xiphocolaptes promeropirhynchus
- Кокоа північний, Xiphorhynchus susurrans
- Кокоа строкатоплечий, Xiphorhynchus lachrymosus
- Кокоа плямистий, Xiphorhynchus erythropygius
- Кокоа світлодзьобий, Dendroplex picus
- Дереволаз-серподзьоб середній, Campylorhamphus trochilirostris
- Дереволаз-серподзьоб малий, Campylorhamphus pusillus
- Дереволаз строкатоголовий, Lepidocolaptes souleyetii
- Дереволаз плямистолобий, Lepidocolaptes affinis
- Піколезна мала, Xenops minutus
- Піколезна руда, Xenops rutilans
- Pseudocolaptes lawrencii
- Потічник, Lochmias nematura
- Філідор широкобровий, Philydor fuscipenne
- Філідор золотолобий, Dendroma rufa
- Тікотіко бурохвостий, Anabacerthia variegaticeps
- Філідор золотистий, Syndactyla subalaris
- Філідор-лісовик іржастий, Clibanornis rubiginosus
- Птах-гончар темноголовий, Thripadectes rufobrunneus
- Філідор-лісовик вохристогорлий, Automolus ochrolaemus
- Філідор панамський, Automolus exsertus
- Філідор рископерий, Automolus subulatus
- Гострохвіст рудогорлий, Premnoplex brunnescens
- Щетинкохвіст панамський, Margarornis bellulus (E)  NT
- Щетинкохвіст гірський, Margarornis rubiginosus
- Сірохвіст білобровий, Xenerpestes minlosi
- Курутія рудощока, Cranioleuca erythrops
- Курутія острівна, Cranioleuca dissita (E)
- Пію блідий, Synallaxis albescens
- Пію сірогорлий, Synallaxis brachyura

Родина: Манакінові (Pipridae)

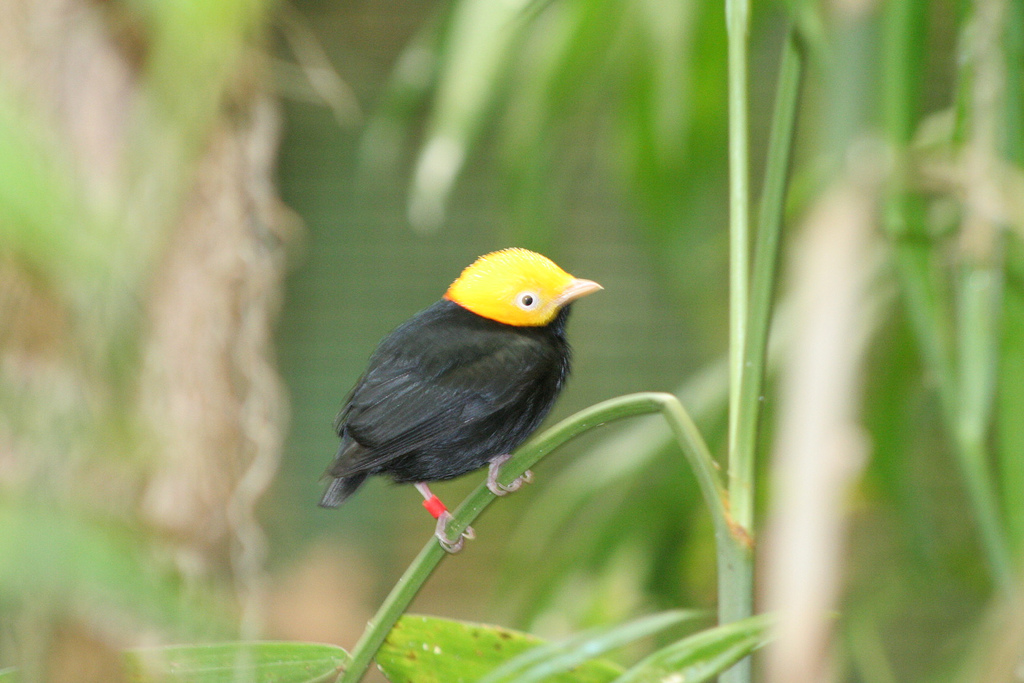
Золотоголовий манакін мешкає в лісах сходу Панами.

- Манакін-червононіг гострохвостий, Chiroxiphia lanceolata
- Манакін-бородань білогорлий, Corapipo altera
- Манакін зелений, Cryptopipo holochlora
- Салтарин синьоголовий, Lepidothrix coronata
- Манакін-короткокрил бразильський, Manacus candei
- Манакін-короткокрил помаранчевий, Manacus aurantiacus (E-R)
- Манакін-короткокрил жовтий, Manacus vitellinus
- Салтарин білоголовий, Pseudopipra pipra
- Манакін мексиканський, Ceratopipra mentalis
- Манакін золотоголовий, Ceratopipra erythrocephala

Родина: Котингові (Cotingidae)

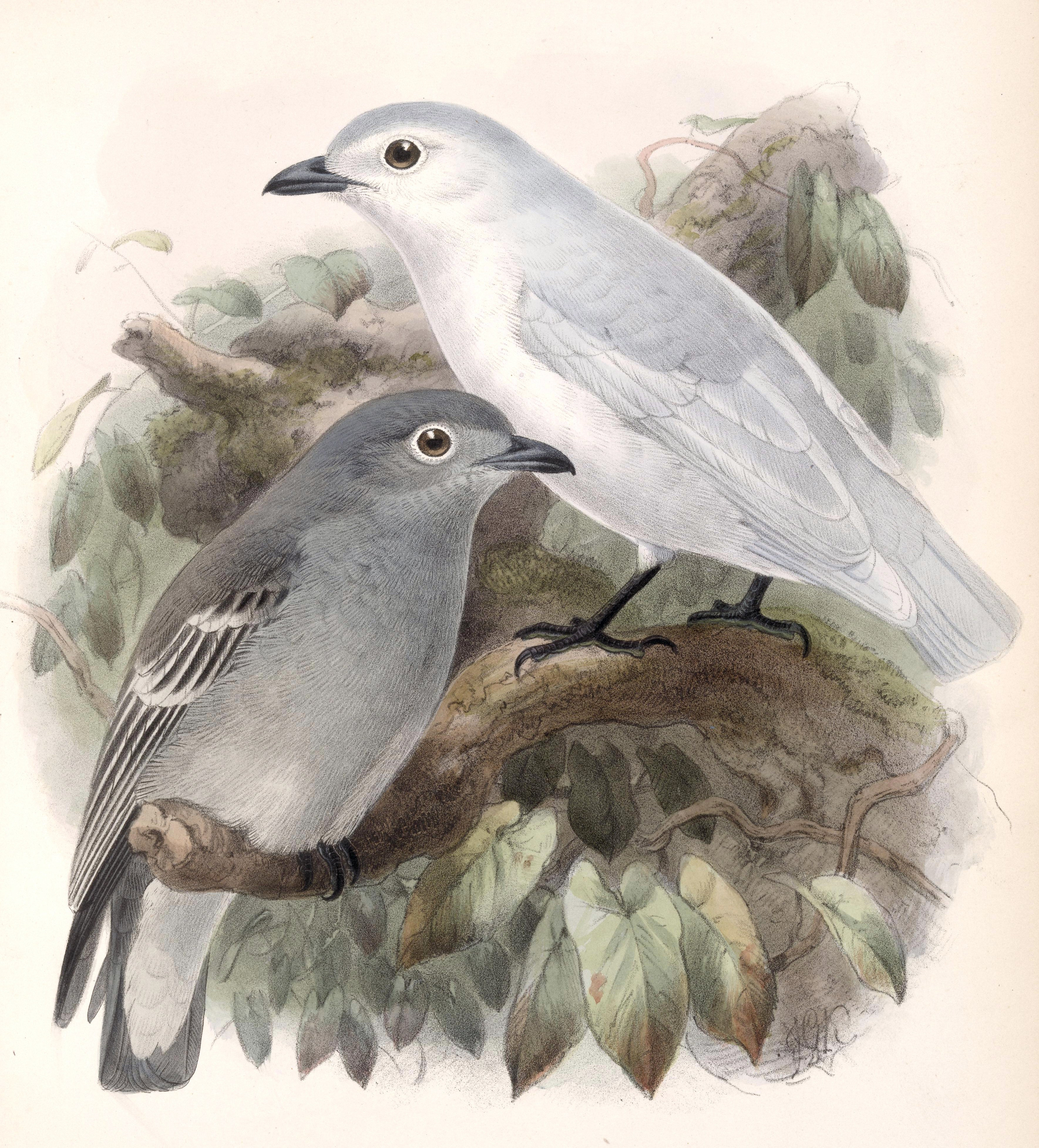
Сіродзьобий блаватник, рідкісний птах з Бокас-дель-Торо.

- Плодоїд пурпуровий, Querula purpurata
- Красочуб червоноволий, Cephalopterus glabricollis  EN
- Котинга мексиканська, Cotinga amabilis (A)
- Котинга панамська, Cotinga ridgwayi  VU
- Котинга венесуельська, Cotinga nattererii
- Пига руда, Lipaugus unirufus
- Арапонга руда, Procnias tricarunculata  VU
- Блаватник чорнодзьобий, Carpodectes hopkei
- Блаватник жовтодзьобий, Carpodectes antoniae  EN
- Блаватник сіродзьобий, Carpodectes nitidus

Родина: Бекардові (Tityridae)
- Лорон північний, Schiffornis veraepacis
- Лорон вохристий, Schiffornis stenorhyncha
- Аулія руда, Laniocera rufescens
- Бекарда маскова, Tityra semifasciata
- Бекарда чорноголова, Tityra inquisitor
- Бекард смугастий, Pachyramphus versicolor
- Бекард сірий, Pachyramphus rufus
- Бекард іржастий, Pachyramphus cinnamomeus
- Бекард рябокрилий, Pachyramphus polychopterus
- Бекард строкатий, Pachyramphus albogriseus
- Бекард великий, Pachyramphus aglaiae
- Бекард темний, Pachyramphus homochrous
- Пікоагудо, Oxyruncus cristatus
- Віялочуб північний, Onychorhynchus mexicanus
- Москверито рудохвостий, Terenotriccus erythrurus
- Тиранка рудовола, Myiobius villosus (A)
- Тиранка світлогорла, Myiobius sulphureipygius
- Тиранка чорнохвоста, Myiobius atricaudus

Родина: Тиранові (Tyrannidae)
- Ірличок сіроголовий, Piprites griseiceps (A)
- Лопатодзьоб північний, Platyrinchus cancrominus
- Лопатодзьоб білогорлий, Platyrinchus mystaceus
- Лопатодзьоб золотоголовий, Platyrinchus coronatus
- Тиранчик-мухолюб оливковий, Mionectes olivaceus
- Тиранчик-мухолюб вохристий, Mionectes oleagineus
- Тиран-інка буроголовий, Leptopogon amaurocephalus
- Тиран-інка андійський, Leptopogon superciliaris
- Тиранчик панамський, Phylloscartes flavovirens (E)
- Тиранчик рудобровий, Phylloscartes superciliaris
- Каполего бронзовий, Pseudotriccus pelzelni
- Аруна чорноголова, Myiornis atricapillus
- Тиранчик-чубань західний, Lophotriccus pileatus
- Тиранчик жовтоокий, Atalotriccus pilaris
- Криводзьоб північний, Oncostoma cinereigulare
- Криводзьоб південний, Oncostoma olivaceum
- Мухолов сизоголовий, Poecilotriccus sylvia
- Мухолов-клинодзьоб сірий, Todirostrum cinereum
- Мухолов-клинодзьоб північний, Todirostrum nigriceps
- Мухоїд великий, Cnipodectes subbrunneus
- Пікоплано панамський, Rhynchocyclus brevirostris
- Пікоплано оливковий, Rhynchocyclus olivaceus
- Мухоїд світлогорлий, Tolmomyias sulphurescens
- Мухоїд жовтокрилий, Tolmomyias flavotectus
- Мухоїд жовтий, Tolmomyias flaviventris
- Тиран-карлик жовточеревий, Ornithion semiflavum (A)
- Тиран-карлик буроголовий, Ornithion brunneicapillus
- Тиранчик-тонкодзьоб південний, Camptostoma obsoletum
- Nesotriccus murinus
- Тиранчик жовтий, Capsiempis flaveola
- Тиран жовтоголовий, Tyrannulus elatus
- Тиранець лісовий, Myiopagis gaimardii
- Тиранець сірий, Myiopagis caniceps
- Тиранець зелений, Myiopagis viridicata
- Еленія жовточерева, Elaenia flavogaster
- Еленія мала, Elaenia chiriquensis
- Еленія гірська, Elaenia frantzii
- Тираник сірий, Serpophaga cinerea
- Тиран-крихітка білолобий, Phyllomyias zeledoni
- Тиран-крихітка темноголовий, Phyllomyias griseiceps
- Тиран-малюк омеловий, Zimmerius parvus
- Атіла золотогузий, Attila spadiceus
- Тиран-свистун чокоанський, Sirystes albogriseus
- Планідера руда, Rhytipterna holerythra
- Копетон темноголовий, Myiarchus tuberculifer
- Копетон панамський, Myiarchus panamensis
- Копетон чубатий, Myiarchus crinitus
- Пітанга мала, Philohydor lictor
- Pitangus sulphuratus
- Пікабуї, Machetornis rixosa (A)
- Пітанга-великодзьоб, Megarynchus pitangua
- Бієнтевіо рудокрилий, Myiozetetes cayanensis
- Бієнтевіо червоноголовий, Myiozetetes similis
- Бієнтевіо сіроголовий, Myiozetetes granadensis
- Конопа білогорла, Conopias albovittatus
- Тиран масковий, Myiodynastes hemichrysus
- Тиран смугастоволий, Myiodynastes chrysocephalus
- Тиран смугастий, Myiodynastes maculatus
- Тиран жовточеревий, Myiodynastes luteiventris
- Тиран-розбійник, Legatus leucophaius
- Empidonomus varius (A)
- Туквіто чорноголовий, Griseotyrannus aurantioatrocristatus (A)
- Тиран тропічний, Tyrannus melancholicus
- Тиран-крикун, Tyrannus vociferans (A)
- Тиран західний, Tyrannus verticalis (A)
- Тиран королівський, Tyrannus tyrannus
- Тиран сірий, Tyrannus dominicensis
- Тиран мексиканський, Tyrannus forficatus
- Тиран вилохвостий, Tyrannus savana
- Курета іржаста, Myiophobus fasciatus
- Москверо панамський, Aphanotriccus audax  NT
- Монудо рудий, Mitrephanes phaeocercus
- Піві північний, Contopus cooperi  NT
- Піві коста-риканський, Contopus lugubris
- Піві вохристий, Contopus ochraceus
- Піві бурий, Contopus sordidulus
- Піві лісовий, Contopus virens
- Піві сірий, Contopus cinereus
- Піві-малюк жовточеревий, Empidonax flaviventris
- Піві-малюк оливковий, Empidonax virescens
- Піві-малюк вільховий, Empidonax alnorum
- Піві-малюк вербовий, Empidonax traillii
- Піві-малюк світлогорлий, Empidonax albigularis
- Піві-малюк сизий, Empidonax minimus  NT
- Піві-малюк ялиновий, Empidonax hammondii (A)
- Піві-малюк золотистий, Empidonax flavescens
- Піві-малюк чорноголовий, Empidonax atriceps
- Sayornis nigricans
- Pyrocephalus rubinus (A)
- Віюдита ряба, Fluvicola pica
- Тиранчик-короткодзьоб північний, Sublegatus arenarum
- Colonia colonus

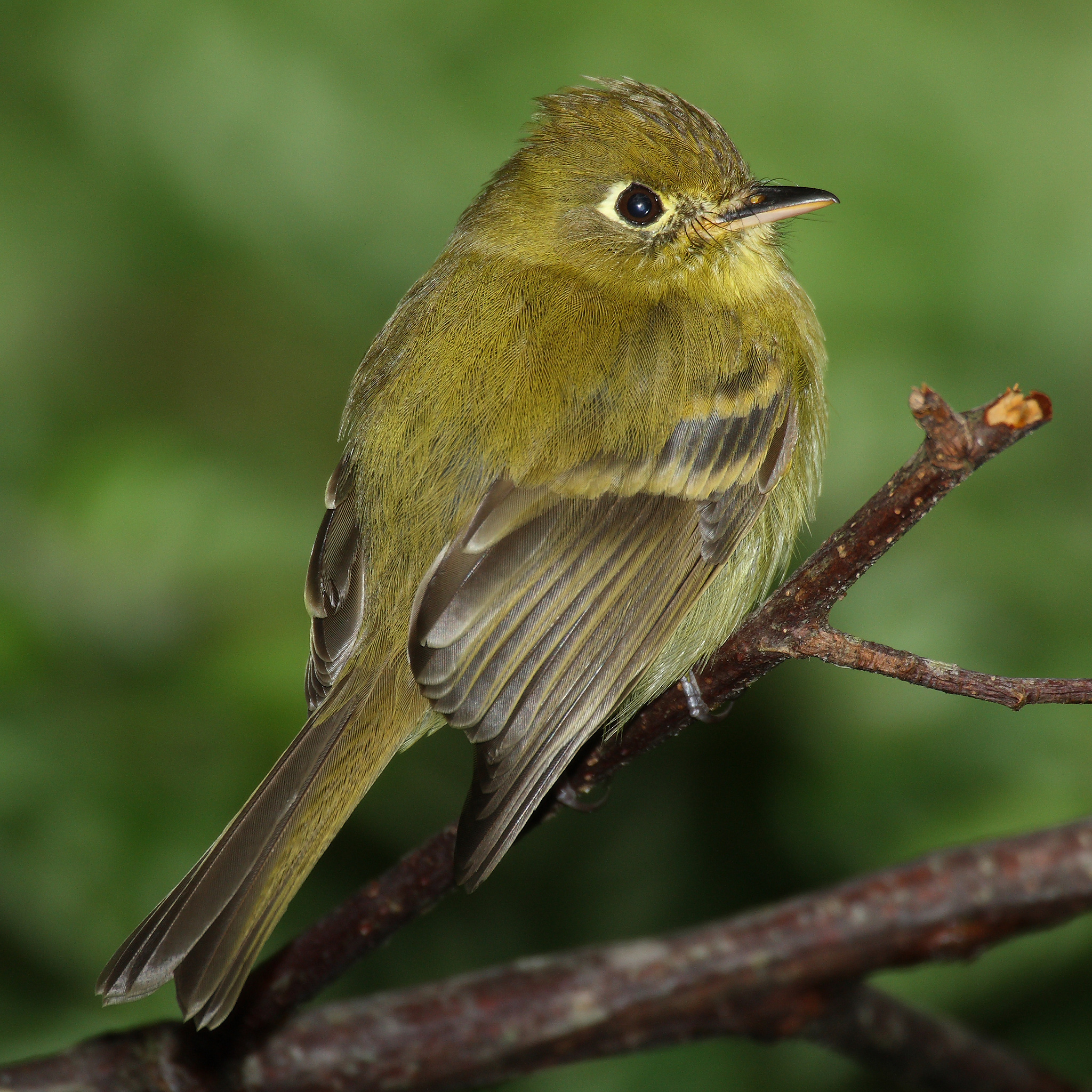
Піві-малюк золотистий, Міжнародний парк Ла-Амістад. Поширений на західному нагір'ї.
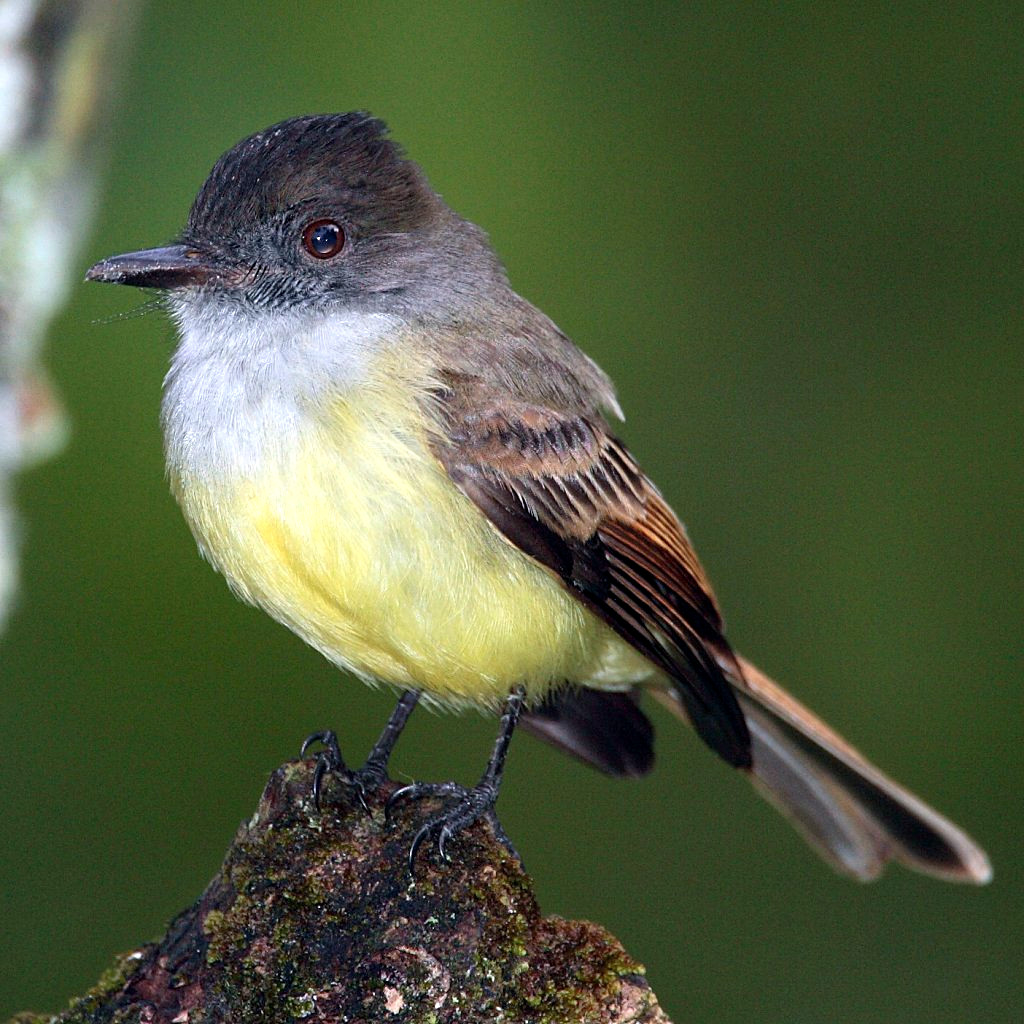
Темноголовий копетон поширений в лісах Панами.
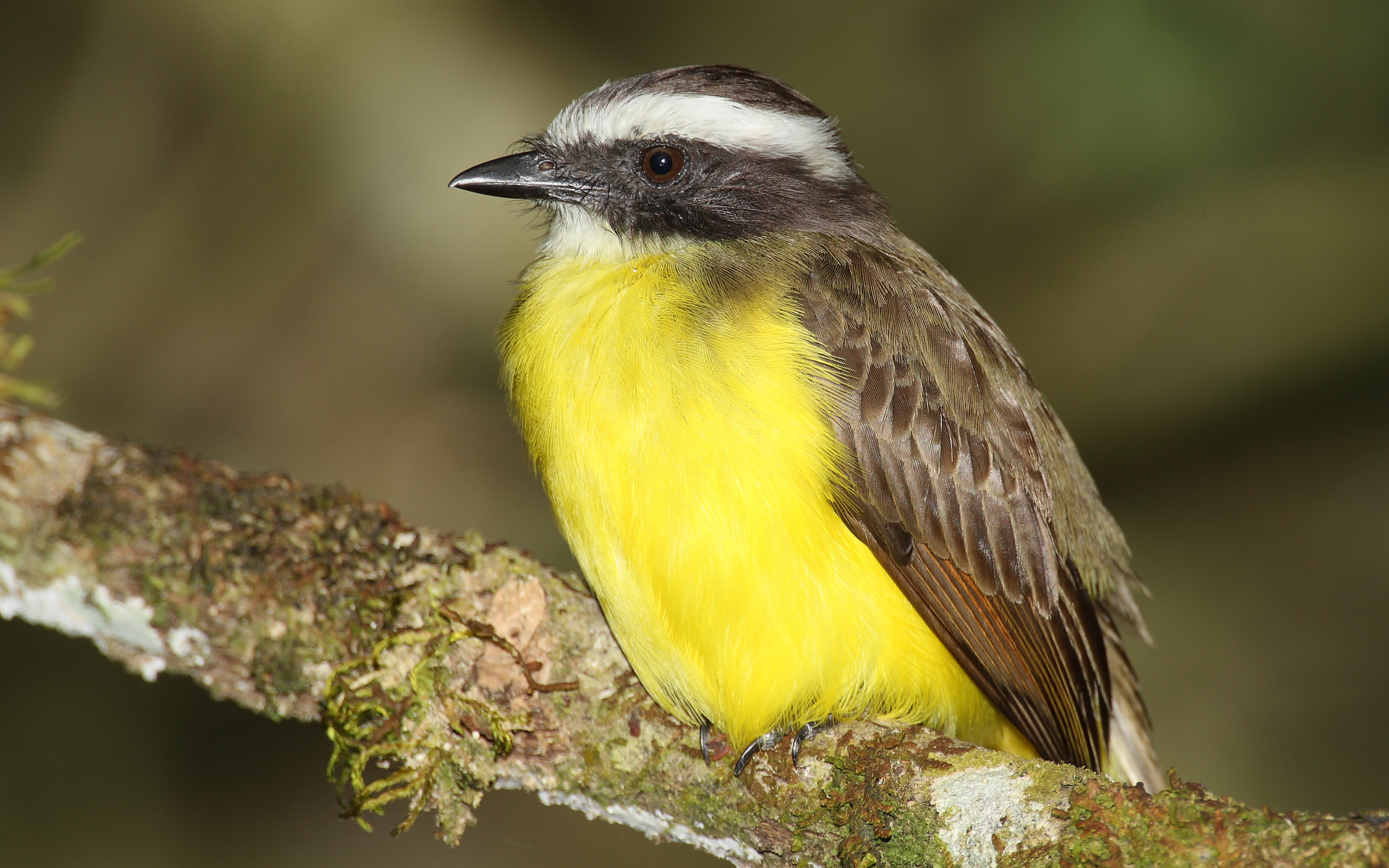
Червоноголовий бієнтевіо, звичайний птах, якого можна побачити в населених пунктах.
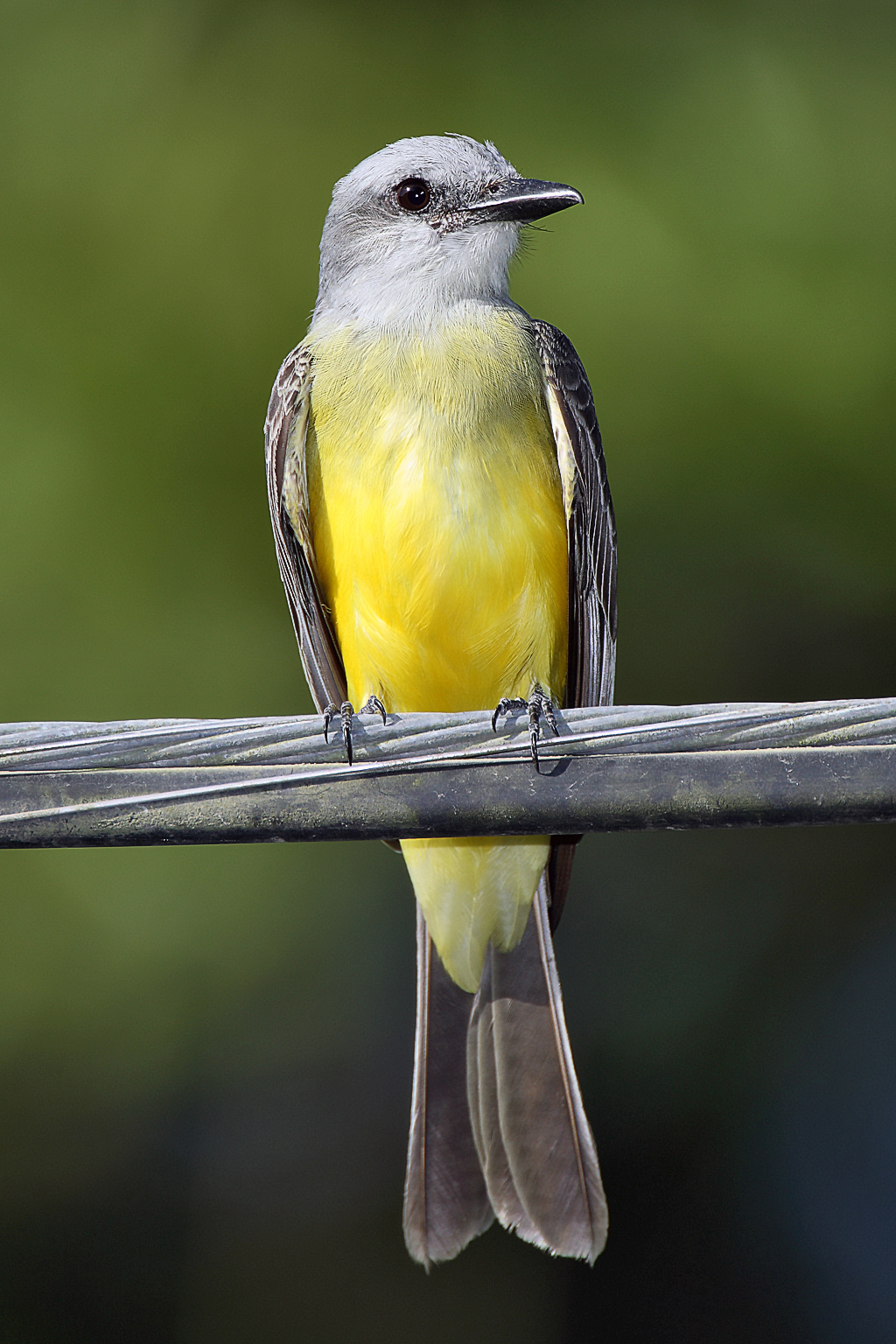
Тропічний тиран, Панама-Сіті. Один з найпоширеніших і найпомітніших птахів Панами.

Родина: Віреонові (Vireonidae)

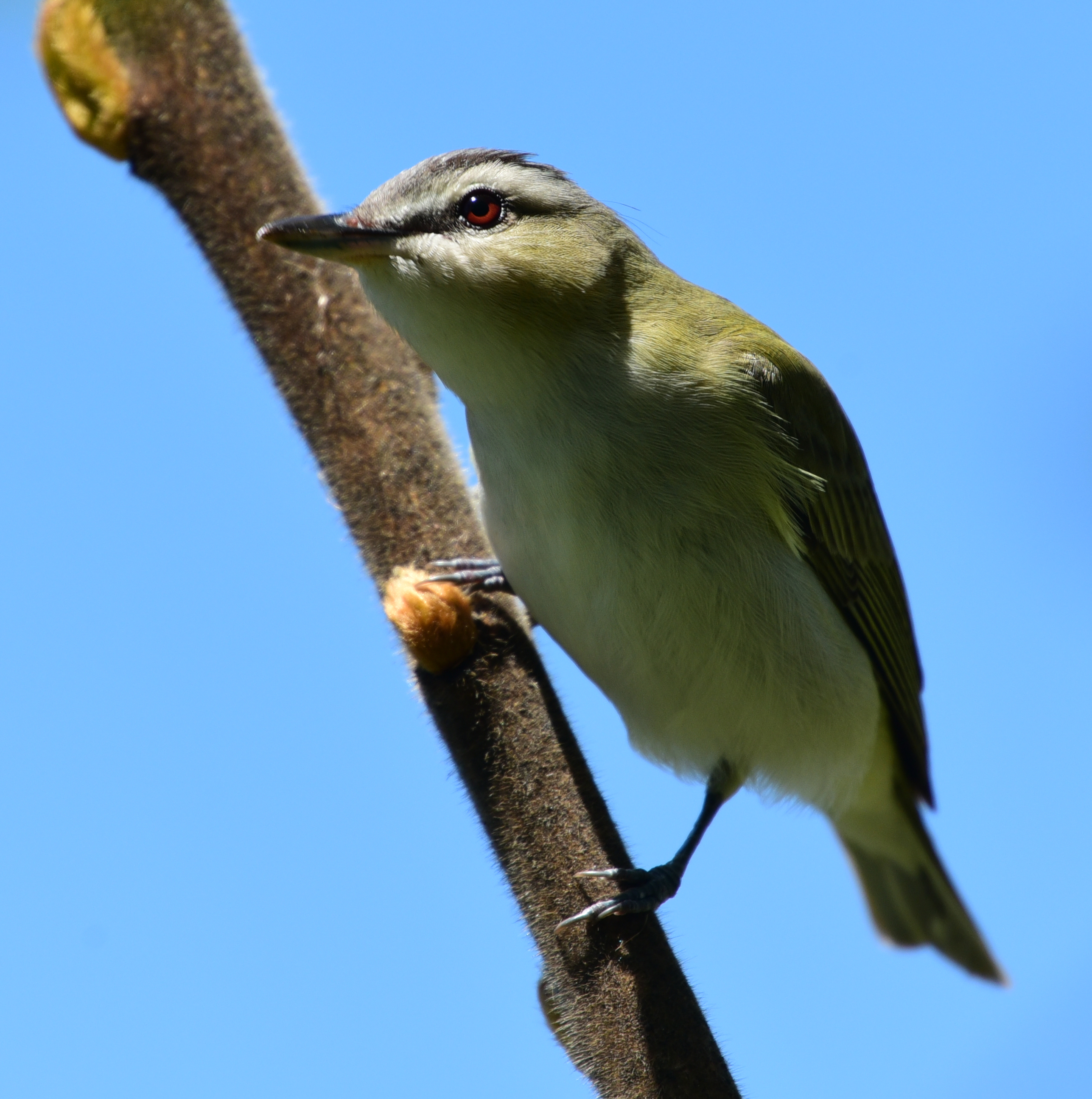
Велика кількість червонооких віреонів щорічно мігрує до Панами.

- Віреон рудобровий, Cyclarhis gujanensis
- Віреончик чагарниковий, Hylophilus flavipes
- Віреон зелений, Vireolanius pulchellus
- Віреон жовтобровий, Vireolanius eximius
- Hylophilus ochraceiceps
- Віреончик білочеревий, Pachysylvia decurtata
- Віреончик золотолобий, Pachysylvia aurantiifrons
- Віреон білоокий, Vireo griseus (A)
- Віреон жовтогорлий, Vireo flavifrons
- Віреон коста-риканський, Vireo carmioli
- Віреон сизоголовий, Vireo solitarius (A)
- Віреон цитриновий, Vireo philadelphicus
- Віреон світлобровий, Vireo gilvus (A)
- Віреон андійський, Vireo leucophrys
- Віреон червоноокий, Vireo olivaceus
- Віреон білочеревий, Vireo flavoviridis
- Віреон чорновусий, Vireo altiloquus (A)

Родина: Воронові (Corvidae)

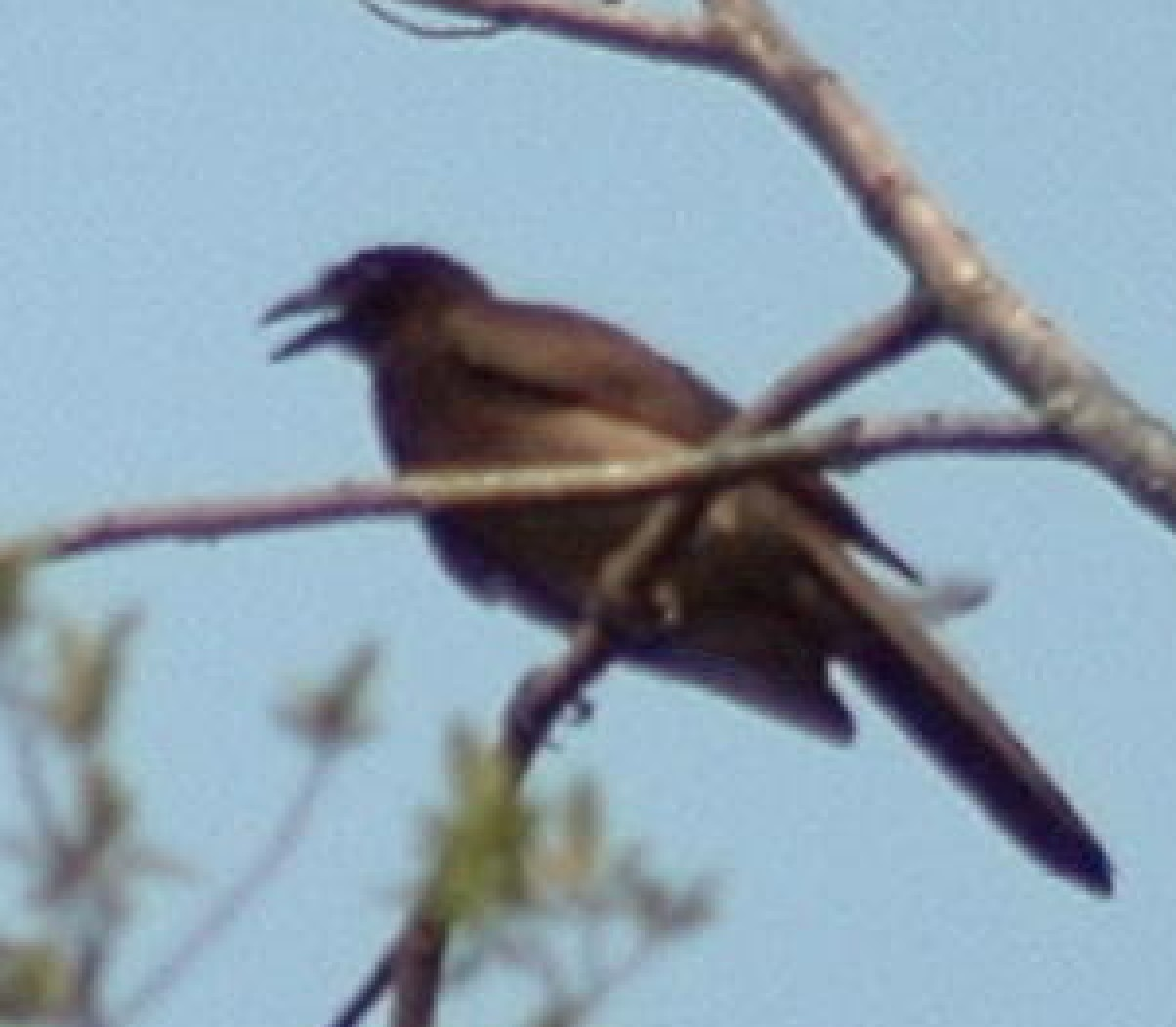
Бура пая, рідкісний, однак помітний птах північно-західної Панами.

- Гагер діадемовий, Cyanolyca argentigula
- Гагер чорнощокий, Cyanolyca cucullata
- Пая бура, Psilorhinus morio
- Пая синьоброва, Cyanocorax affinis

Родина: Ластівкові (Hirundinidae)

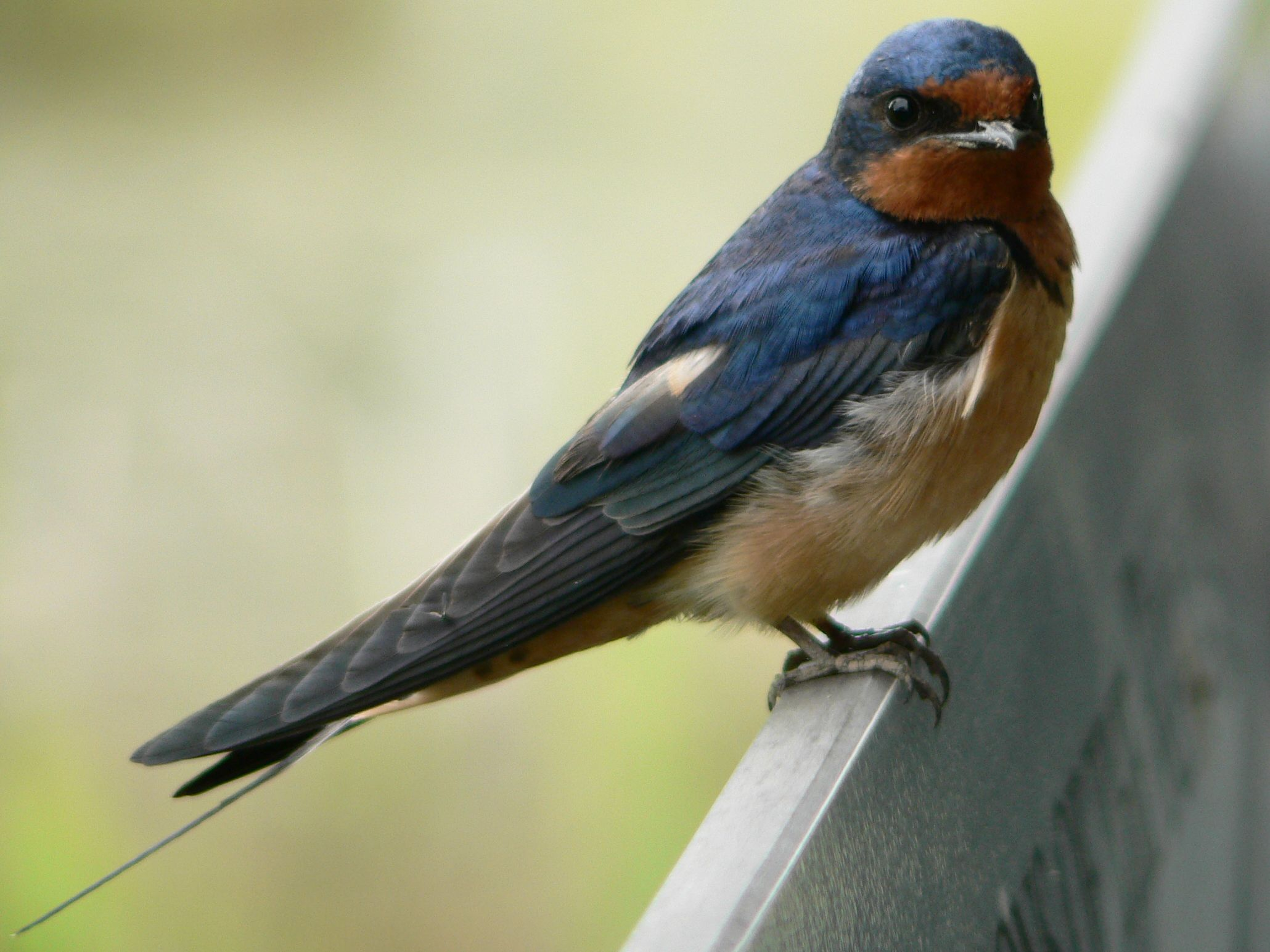
Сільська ластівка, поширений мігрант з Північної Америки.

- Ластівка берегова, Riparia riparia
- Білозорка річкова, Tachycineta bicolor (A)
- Білозорка білокрила, Tachycineta albiventer (A)
- Білозорка фіолетова, Tachycineta thalassina (A)
- Tachycineta albilinea
- Ластівка карликова, Atticora tibialis
- Ластовиця патагонська, Pygochelidon cyanoleuca
- Ластівка північна, Stelgidopteryx serripennis
- Ластівка пампасова, Stelgidopteryx ruficollis
- Щурик бурий, Progne tapera
- Щурик пурпуровий, Progne subis
- Щурик південний, Progne elegans (A)
- Щурик сірогорлий, Progne chalybea
- Ластівка сільська, Hirundo rustica
- Ясківка білолоба, Petrochelidon pyrrhonota
- Ясківка печерна, Petrochelidon fulva (A)

Родина: Воловоочкові (Troglodytidae)

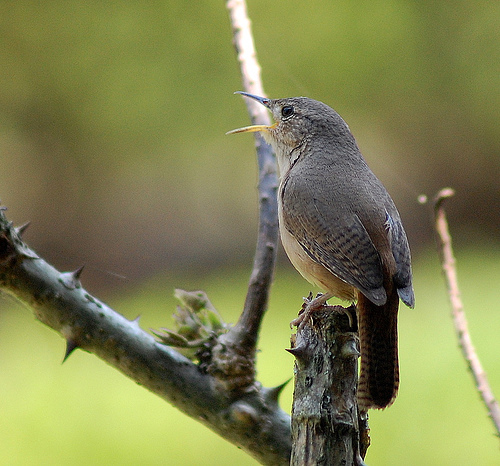
Співоче волоочко будує гнізда поблизу людських жител.

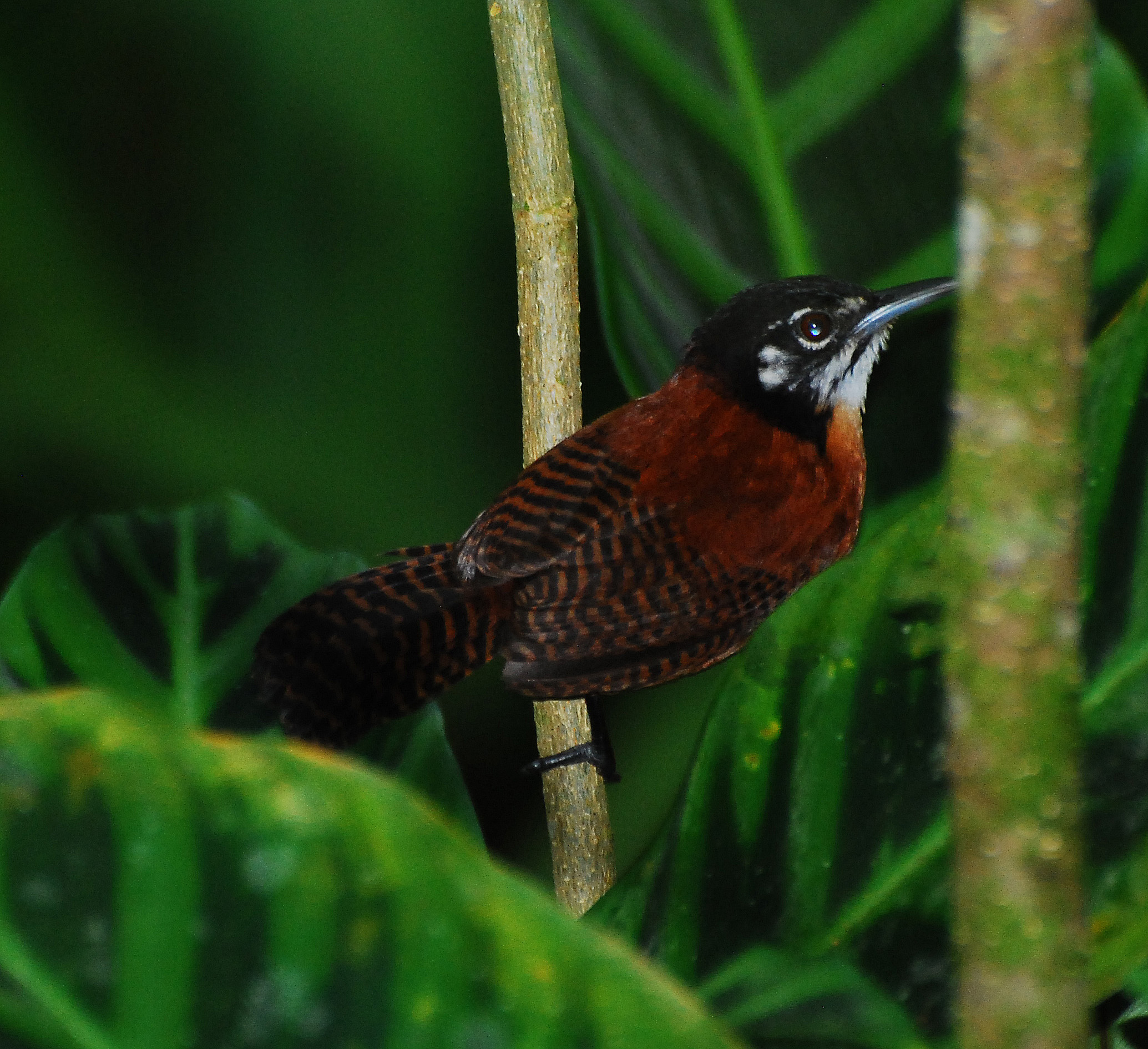
Каштановий поплітник, голосний птах, що мешкає в лісовому підліску.

- Шпалюшок амазонійський, Microcerculus marginatus
- Волоочко співоче, Troglodytes aedon
- Волоочко вохристе, Troglodytes ochraceus
- Волоочко бамбукове, Thryorchilus browni
- Овад річковий, Cistothorus platensis (A)
- Різжак білоголовий, Campylorhynchus albobrunneus
- Різжак тигровий, Campylorhynchus zonatus
- Різжак білобровий, Campylorhynchus griseus (A)
- Поплітник чорноголовий, Pheugopedius spadix
- Поплітник чорногорлий, Pheugopedius atrogularis
- Поплітник рудоволий, Pheugopedius rutilus
- Поплітник білогорлий, Pheugopedius fasciatoventris
- Поплітник іржастий, Thryophilus rufalbus
- Поплітник смугастогорлий, Cantorchilus leucopogon
- Поплітник бурий, Cantorchilus thoracicus
- Поплітник східний, Cantorchilus zeledoni
- Поплітник панамський, Cantorchilus elutus
- Поплітник каштановий, Cantorchilus nigricapillus
- Поплітник смугастий, Cantorchilus semibadius
- Поплітник амазонійський, Cantorchilus leucotis
- Тріщук біловолий, Henicorhina leucosticta
- Тріщук сіроволий, Henicorhina leucophrys
- Тріскопліт співочий, Cyphorhinus phaeocephalus

Родина: Комароловкові (Polioptilidae)
- Комароловка рудощока, Microbates cinereiventris
- Комароловка довгодзьоба, Ramphocaenus melanurus
- Комароловка тропічна, Polioptila plumbea
- Комароловка сірогорла, Polioptila schistaceigula

Родина: Пронуркові (Cinclidae)
- Пронурок сірий, Cinclus mexicanus

Родина: Donacobiidae
- Мімик, Donacobius atricapilla

Родина: Мухоловкові (Muscicapidae)
- Кам'янка звичайна, Oenanthe oenanthe (A)

Родина: Дроздові (Turdidae)

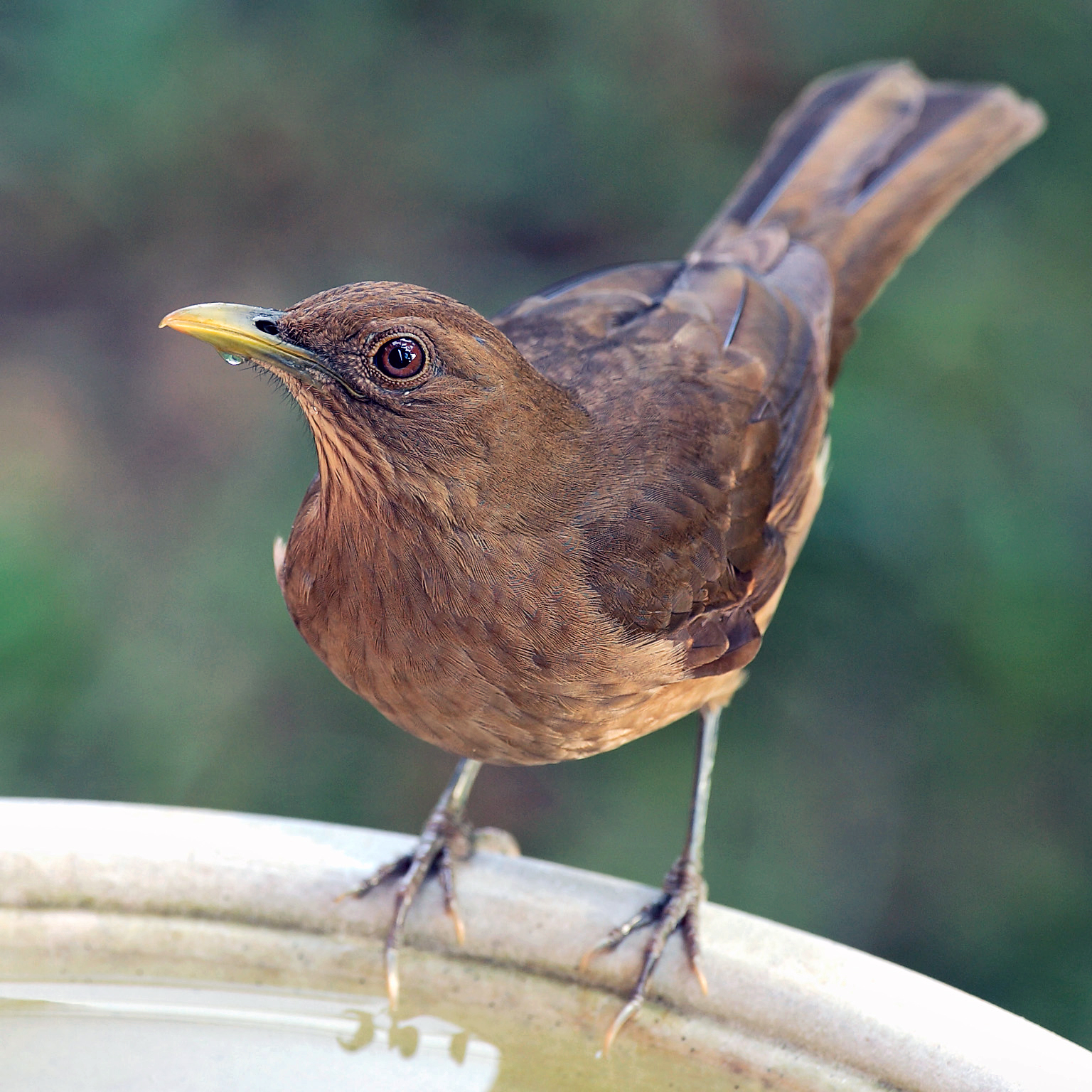
Бронзовий дрізд, Панама-Сіті. Поширений птах, що мешкає в садах і парках.

- Солітаріо чорнощокий, Myadestes melanops
- Солітаріо панамський, Myadestes coloratus
- Дрізд-короткодзьоб сіроголовий, Catharus gracilirostris
- Дрізд-короткодзьоб південний, Catharus aurantiirostris
- Дрізд-короткодзьоб сірий, Catharus fuscater
- Дрізд-короткодзьоб гірський, Catharus frantzii
- Дрізд-короткодзьоб чорноголовий, Catharus mexicanus
- Дрізд-короткодзьоб бурий, Catharus fuscescens
- Дрізд-короткодзьоб малий, Catharus minimus
- Дрізд-короткодзьоб Свенсона, Catharus ustulatus
- Дрізд лісовий, Hylocichla mustelina  NT
- Дрізд коста-риканський, Turdus nigrescens
- Дрізд панамський, Turdus plebejus
- Дрізд світлочеревий, Turdus obsoletus
- Дрізд бронзовий, Turdus grayi
- Дрізд білогорлий, Turdus assimilis
- Дрізд колумбійський, Turdus daguae

Родина: Пересмішникові (Mimidae)

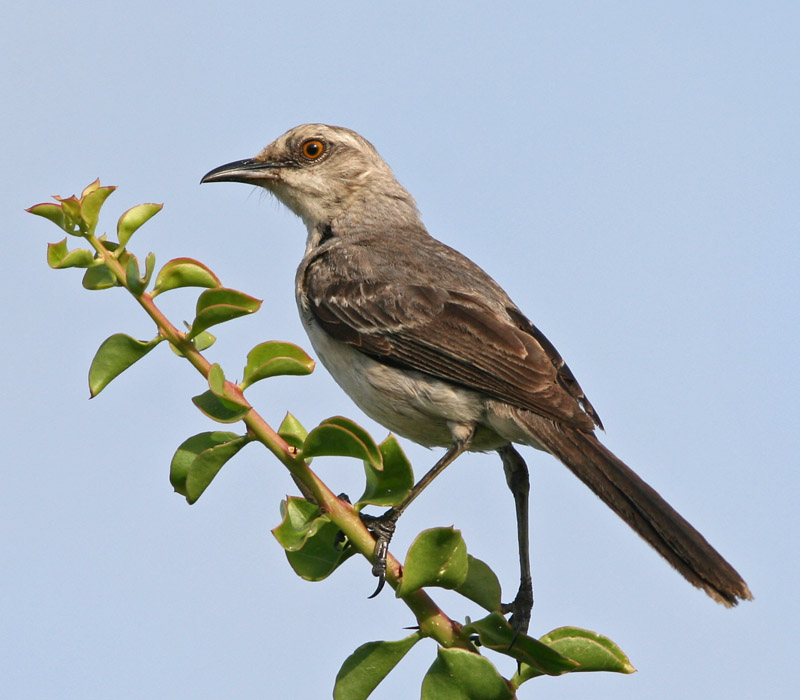
Сиві пересмішники вперше з'явилися в країні в 1954 році і нині є досить поширеними в Центральній Панамі.

- Пересмішник сірий, Dumetella carolinensis
- Пересмішник сивий, Mimus gilvus

Родина: Шпакові (Sturnidae)
- Шпак звичайний, Sturnus vulgaris (I) (A)

Родина: Омелюхові (Bombycillidae)
- Омелюх американський, Bombycilla cedrorum (A)

Родина: Чубакові (Ptiliogonatidae)

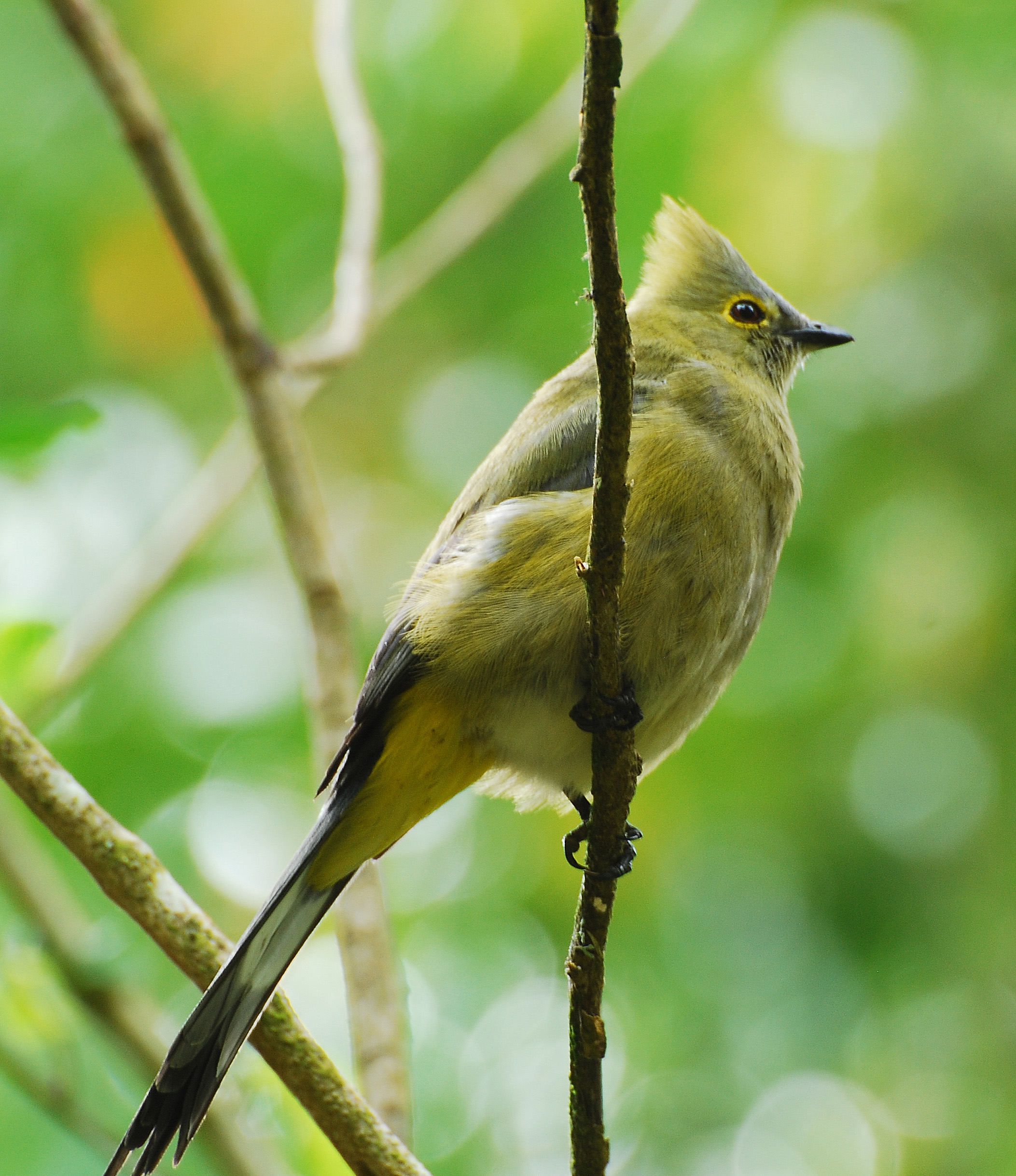
Довгохвості чубаки живуть невеликими зграйками на західних нагір'ях.

- Чубак жовтобокий, Phainoptila melanoxantha
- Чубак довгохвостий, Ptiliogonys caudatus

Родина: Астрильдові (Estrildidae)
- Мунія трибарвна, Lonchura malacca (I) (A)

Родина: Горобцеві (Passeridae)

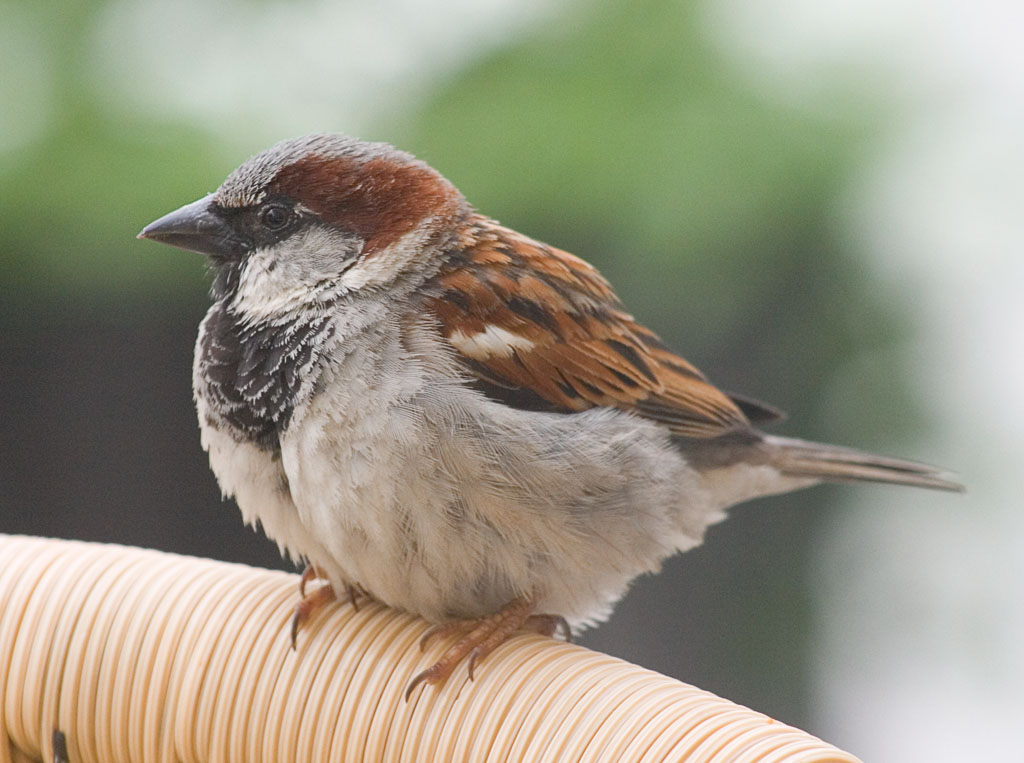
Хатній горобець вперше з'явився в Панамі в 1976 році.

- Горобець хатній, Passer domesticus (I)

Родина: Плискові (Motacillidae)
- Щеврик пампасовий, Anthus chii

Родина: В'юркові (Fringillidae)

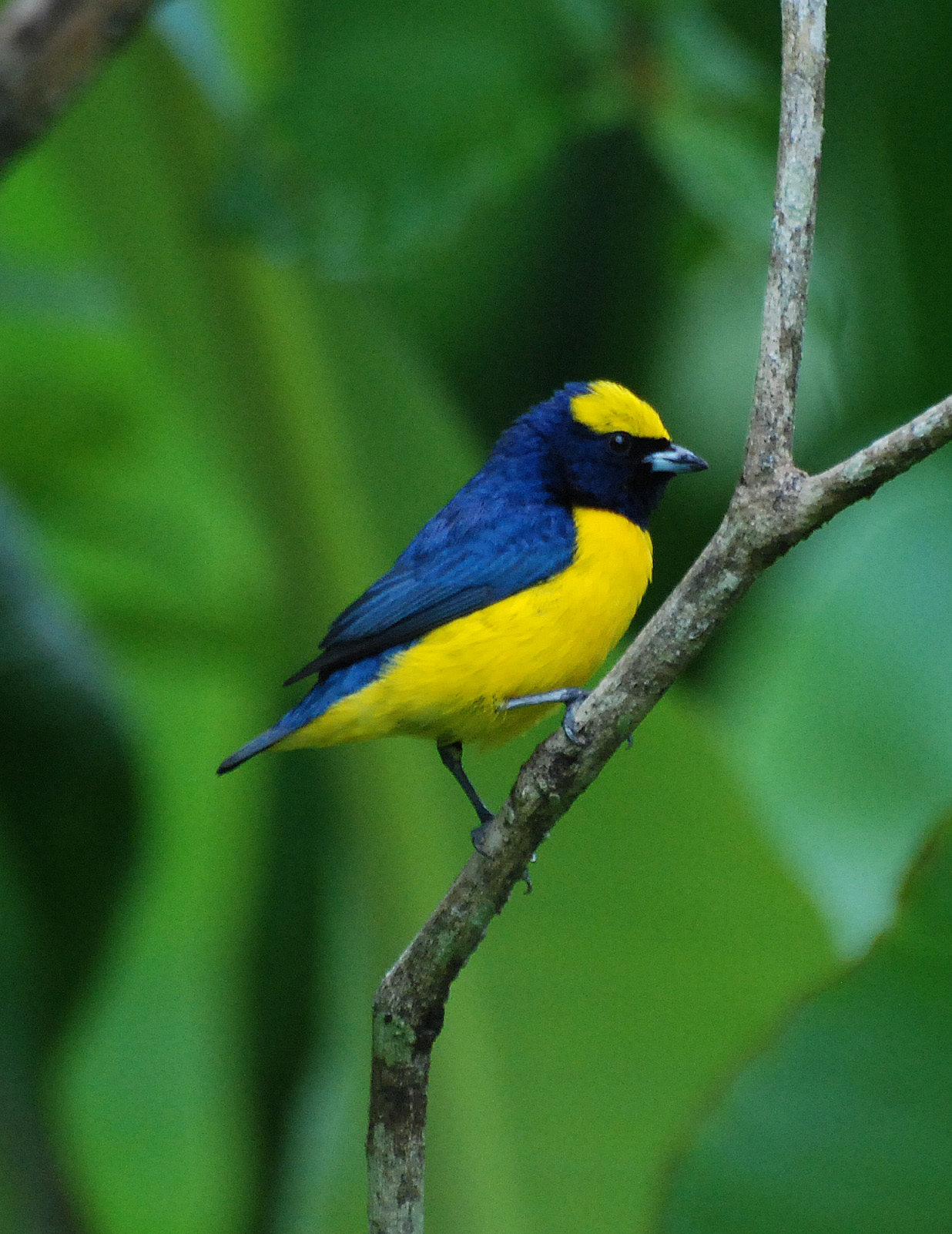
Панамські гутурами мешкають невеликими зграйками в заростях чагарників, саванах та на лісових галявинах.

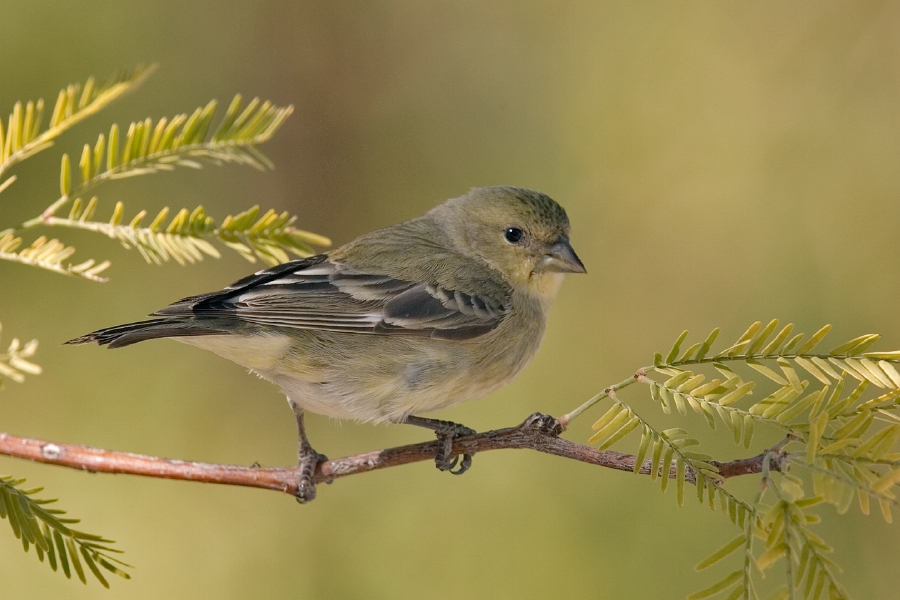
Самиця малого чижа, поширеного лісвочо мешканця.

- Гутурама гондураська, Chlorophonia elegantissima
- Органіст пектораловий, Chlorophonia flavirostris (A)
- Органіст коста-риканський, Chlorophonia callophrys
- Гутурама панамська, Euphonia luteicapilla
- Гутурама західна, Euphonia laniirostris
- Гутурама узлісна, Euphonia hirundinacea (A)
- Гутурама пістрявобока, Euphonia fulvicrissa
- Гутурама коста-риканська, Euphonia imitans
- Гутурама оливкова, Euphonia gouldi
- Гутурама білогуза, Euphonia minuta
- Гутурама рудоголова, Euphonia anneae
- Гутурама золотолоба, Euphonia xanthogaster
- Чиж малий, Spinus psaltria
- Чиж жовточеревий, Spinus xanthogastrus

Родина: Rhodinocichlidae
- Кео, Rhodinocichla rosea

Родина: Passerellidae
- Зеленник жовтогорлий, Chlorospingus flavigularis
- Зеленник сивогорлий, Chlorospingus canigularis
- Зеленник білобровий, Chlorospingus pileatus
- Зеленник мінливобарвний, Chlorospingus flavopectus
- Зеленник такаркунський, Chlorospingus tacarcunae
- Зеленник чорнощокий, Chlorospingus inornatus
- Багновець прерієвий, Ammodramus savannarum
- Риджвея сивоголова, Arremonops conirostris
- Потюк, Chondestes grammacus (A)
- Карнатка білоброва, Spizella passerina (A)
- Карнатка бліда, Spizella pallida (A)
- Тихоголос коста-риканський, Arremon costaricensis
- Тихоголос чорноголовий, Arremon atricapillus
- Тихоголос золотодзьобий, Arremon aurantiirostris
- Заросляк каштановоголовий, Arremon brunneinucha
- Рудоголов біловусий, Arremon crassirostris
- Юнко вулканійський, Junco vulcani
- Бруант рудошиїй, Zonotrichia capensis
- Пасовка вохриста, Melospiza lincolnii (A)
- Вівсянка великонога, Pezopetes capitalis
- Заросляк великий, Atlapetes albinucha
- Волохань коста-риканський, Atlapetes tibialis
- Волохань панамський, Atlapetes luteoviridis (E)  VU

Родина: Zeledoniidae
- Коронник-куцохвіст, Zeledonia coronata

Родина: Icteriidae
- Іктерія, Icteria virens (A)

Родина: Трупіалові (Icteridae)

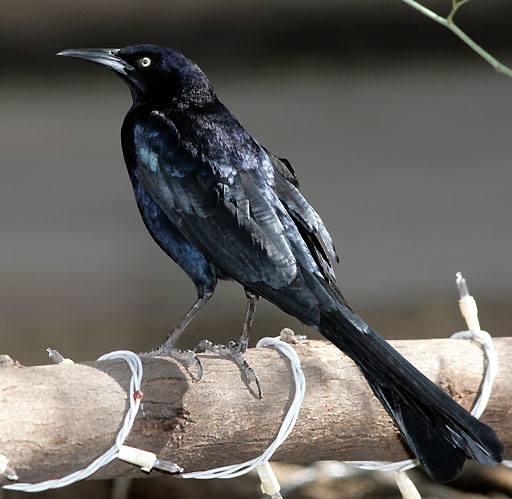
Великохвості гракли є досить поширеними мешканцями Панама-Сіті і територій вздовж каналу.

- Тордо жовтоголовий, Xanthocephalus xanthocephalus (A)
- Гоглу, Dolichonyx oryzivorus
- Шпаркос східний, Sturnella magna  NT
- Шпаркос савановий, Leistes militaris
- Касик жовтодзьобий, Amblycercus holosericeus
- Шапу, Psarocolius decumanus
- Конота товстодзьоба, Psarocolius wagleri
- Конота панамська, Psarocolius montezuma
- Конота чорна, Psarocolius guatimozinus
- Касик середній, Cacicus microrhynchus
- Касик жовтохвостий, Cacicus cela
- Трупіал банановий, Icterus prosthemelas
- Трупіал садовий, Icterus spurius
- Трупіал чорнокрилий, Icterus chrysater
- Трупіал золотоголовий, Icterus auricapillus
- Трупіал жовтохвостий, Icterus mesomelas
- Трупіал балтиморський, Icterus galbula
- Еполетник червоноплечий, Agelaius phoeniceus (A)
- Вашер синій, Molothrus bonariensis
- Вашер червоноокий, Molothrus aeneus
- Вашер великий, Molothrus oryzivorus
- Трупіал-чернець галасливий, Dives dives (A)`
- Гракл великохвостий, Quiscalus mexicanus
- Гракл карибський, Quiscalus lugubris (A)
- Каруг жовтоголовий, Chrysomus icterocephalus (A)

Родина: Піснярові (Parulidae)

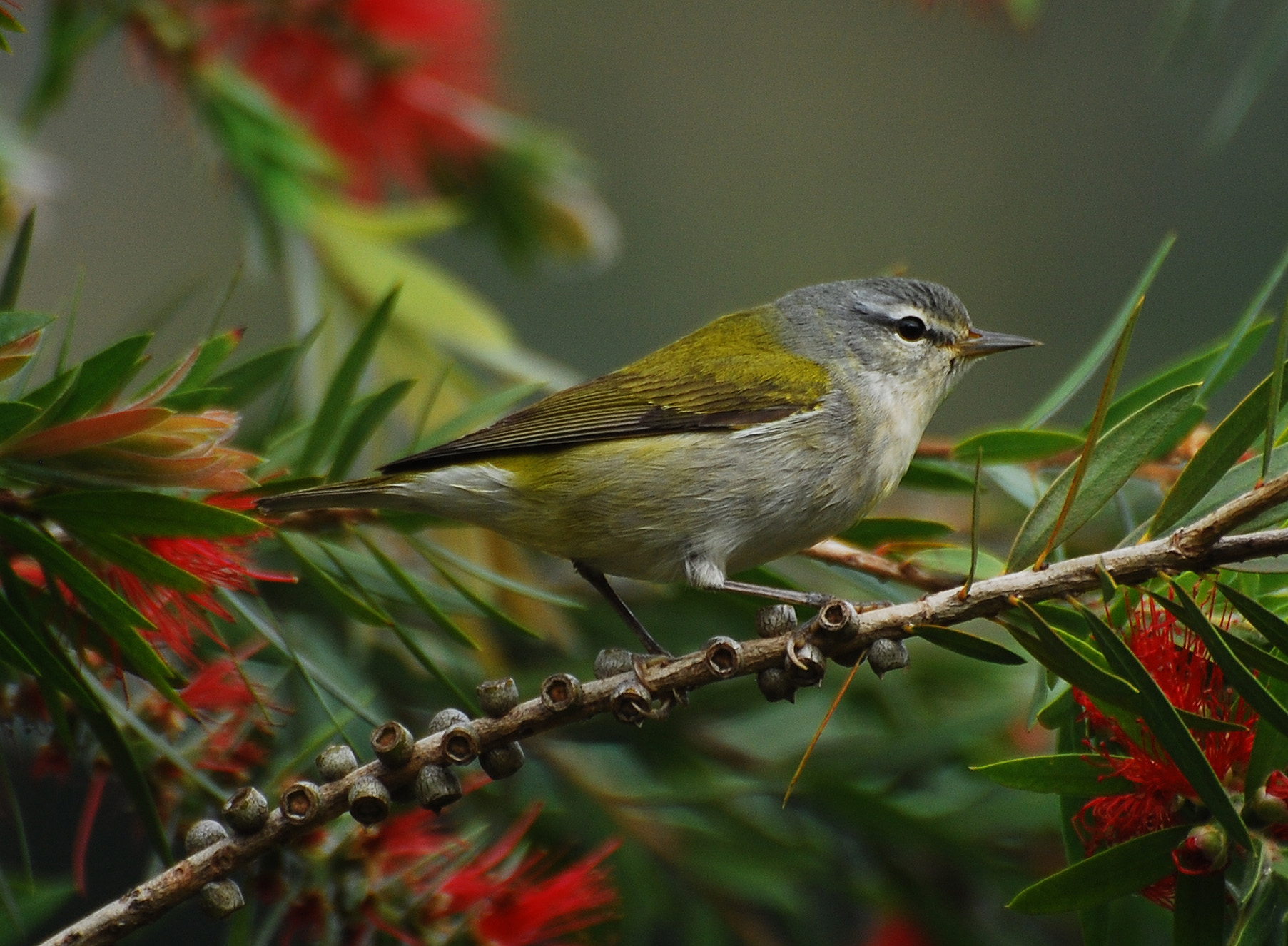
Світлоброві червоїди щорічно у великій кількості мігрують до Панами.

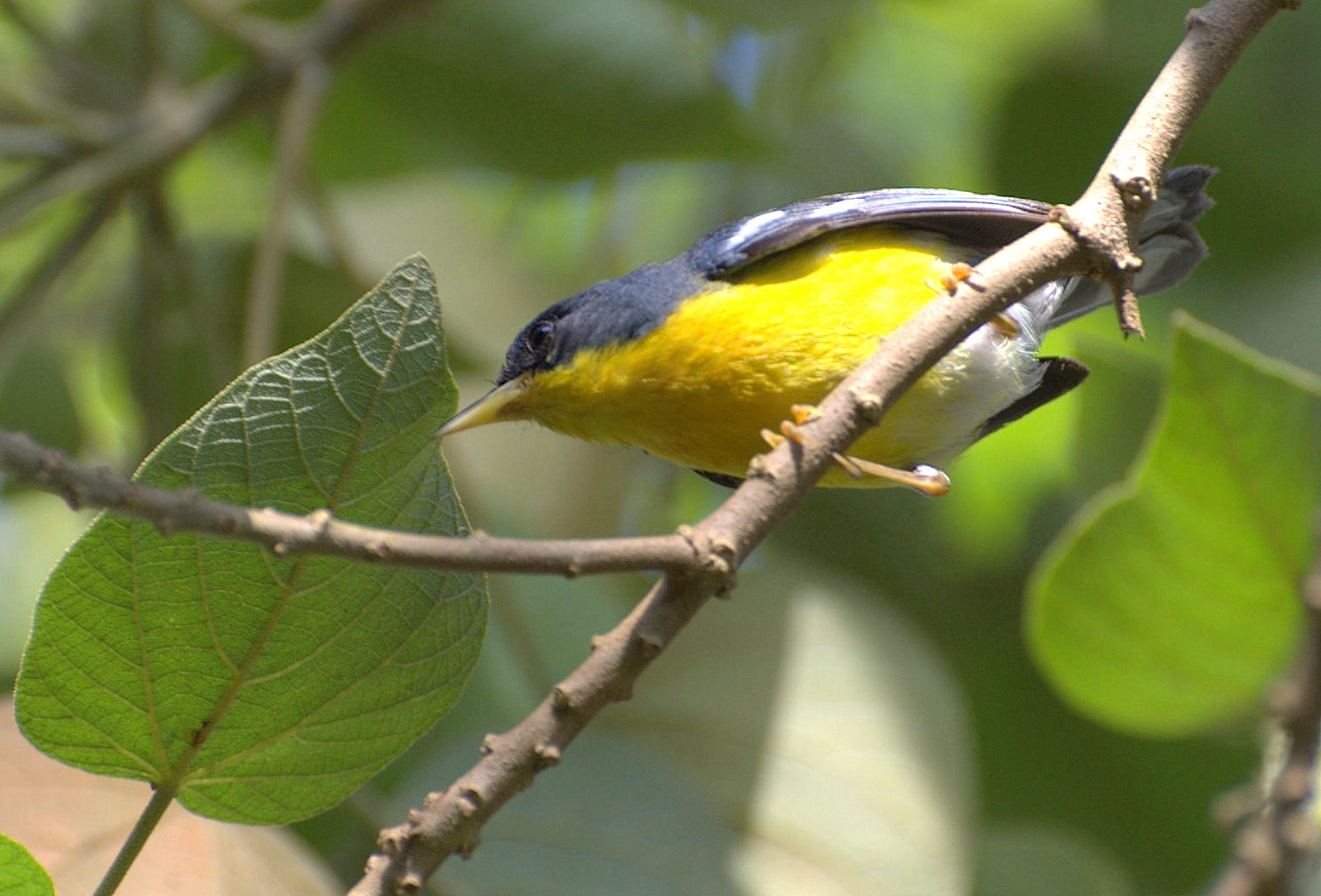
Тропічні піснярі мешкають в панамських лісах.

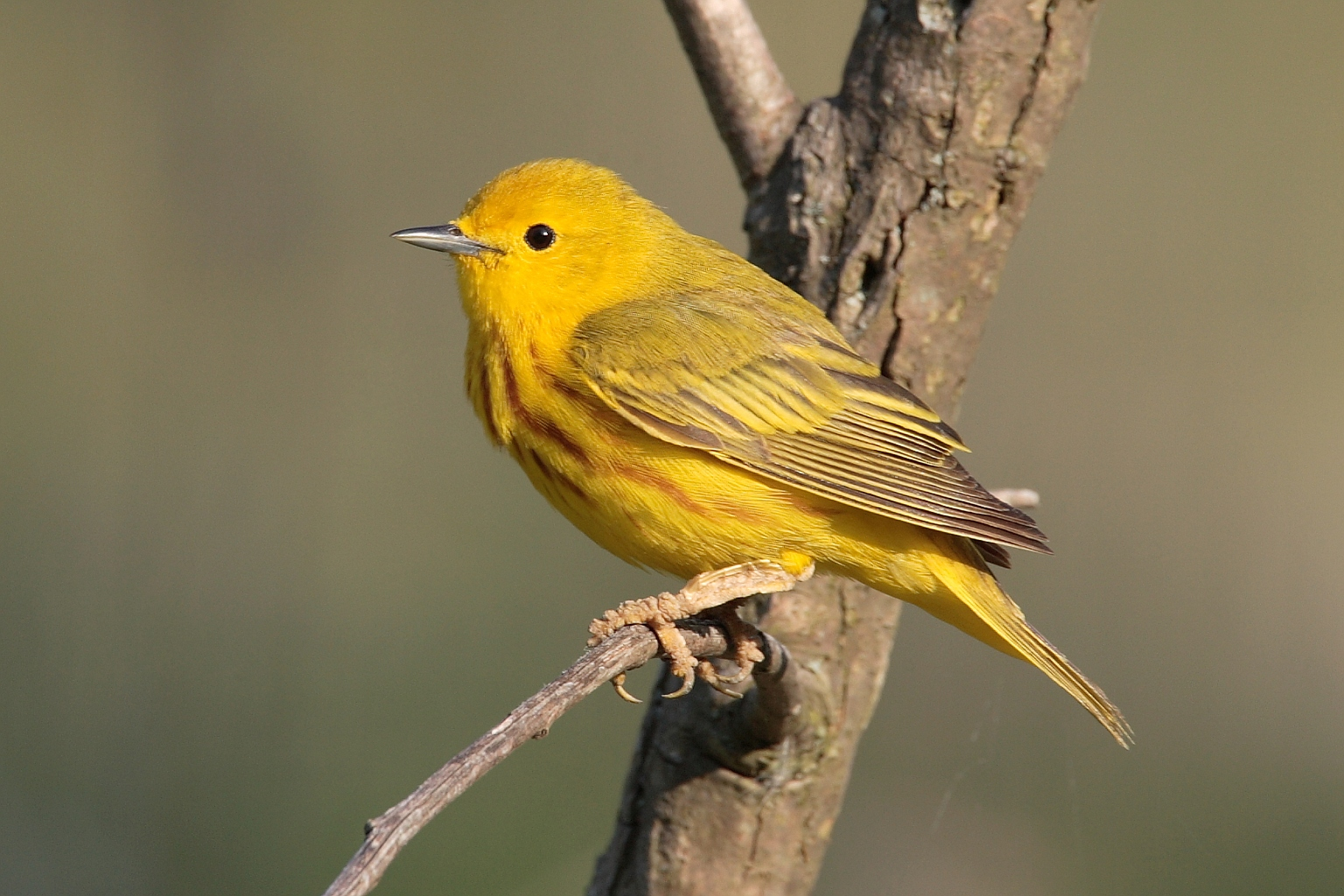
Золотисті піснярі-лісовики щорічно у великій кількості мігрують до Панами.

- Смугастоволець оливковий, Seiurus aurocapilla
- Пісняр-борсучок, Helmitheros vermivorum
- Смугастоволець білобровий, Parkesia motacilla
- Смугастоволець річковий, Parkesia noveboracensis
- Червоїд золотокрилий, Vermivora chrysoptera  NT
- Червоїд жовтоголовий, Vermivora cyanoptera
- Пісняр строкатий, Mniotilta varia
- Пісняр жовтий, Protonotaria citrea
- Пісняр бурий, Limnothlypis swainsonii (A)
- Пісняр вогнистоволий, Leiothlypis gutturalis
- Червоїд світлобровий, Leiothlypis peregrina
- Червоїд оливковий, Leiothlypis celata (A)
- Червоїд сіроголовий, Leiothlypis ruficapilla (A)
- Червоїд жовтоволий, Leiothlypis virginiae (A)
- Цитринка сіровола, Oporornis agilis (A)
- Жовтогорлик сіроголовий, Geothlypis poliocephala
- Цитринка західна, Geothlypis tolmiei (A)
- Цитринка чорновола, Geothlypis philadelphia
- Цитринка жовтогорла, Geothlypis formosa
- Жовтогорлик оливковоголовий, Geothlypis semiflava
- Жовтогорлик північний, Geothlypis trichas (A)
- Болотянка чорногорла, Setophaga citrina
- Пісняр горихвістковий, Setophaga ruticilla
- Пісняр-лісовик рудощокий, Setophaga tigrina
- Пісняр-лісовик блакитний, Setophaga cerulea  NT
- Пісняр північний, Setophaga americana (A)
- Пісняр тропічний, Setophaga pitiayumi
- Пісняр-лісовик канадський, Setophaga magnolia
- Пісняр-лісовик каштановий, Setophaga castanea
- Пісняр-лісовик рудоволий, Setophaga fusca
- Пісняр-лісовик золотистий, Setophaga petechia
- Пісняр-лісовик рудобокий, Setophaga pensylvanica
- Пісняр-лісовик білощокий, Setophaga striata (A)  NT
- Пісняр-лісовик сизий, Setophaga caerulescens (A)
- Пісняр-лісовик рудоголовий, Setophaga palmarum
- Пісняр-лісовик жовтогузий, Setophaga coronata
- Пісняр-лісовик чорнощокий, Setophaga dominica (A)
- Пісняр-лісовик прерієвий, Setophaga discolor (A)
- Пісняр-лісовик західний, Setophaga townsendi (A)
- Пісняр-лісовик жовтоголовий, Setophaga occidentalis (A)
- Пісняр-лісовик золотощокий, Setophaga chrysoparia (A)  EN
- Пісняр-лісовик чорногорлий, Setophaga virens
- Коронник блідий, Myiothlypis fulvicauda
- Basileuterus delattrii
- Коронник чорнощокий, Basileuterus melanogenys
- Коронник панамський, Basileuterus ignotus  VU
- Коронник малий, Basileuterus culicivorus
- Коронник коста-риканський, Basileuterus melanotis  DD
- Коронник такаркунський, Basileuterus tacarcunae  DD
- Болотянка строкатовола, Cardellina canadensis
- Болотянка мала, Cardellina pusilla
- Чернітка чорногорла, Myioborus miniatus
- Чернітка коста-риканська, Myioborus torquatus

Родина: Mitrospingidae
- Танагра-потрост темнощока, Mitrospingus cassinii

Родина: Кардиналові (Cardinalidae)
- Піранга сонцепера, Piranga flava
- Піранга пломениста, Piranga rubra

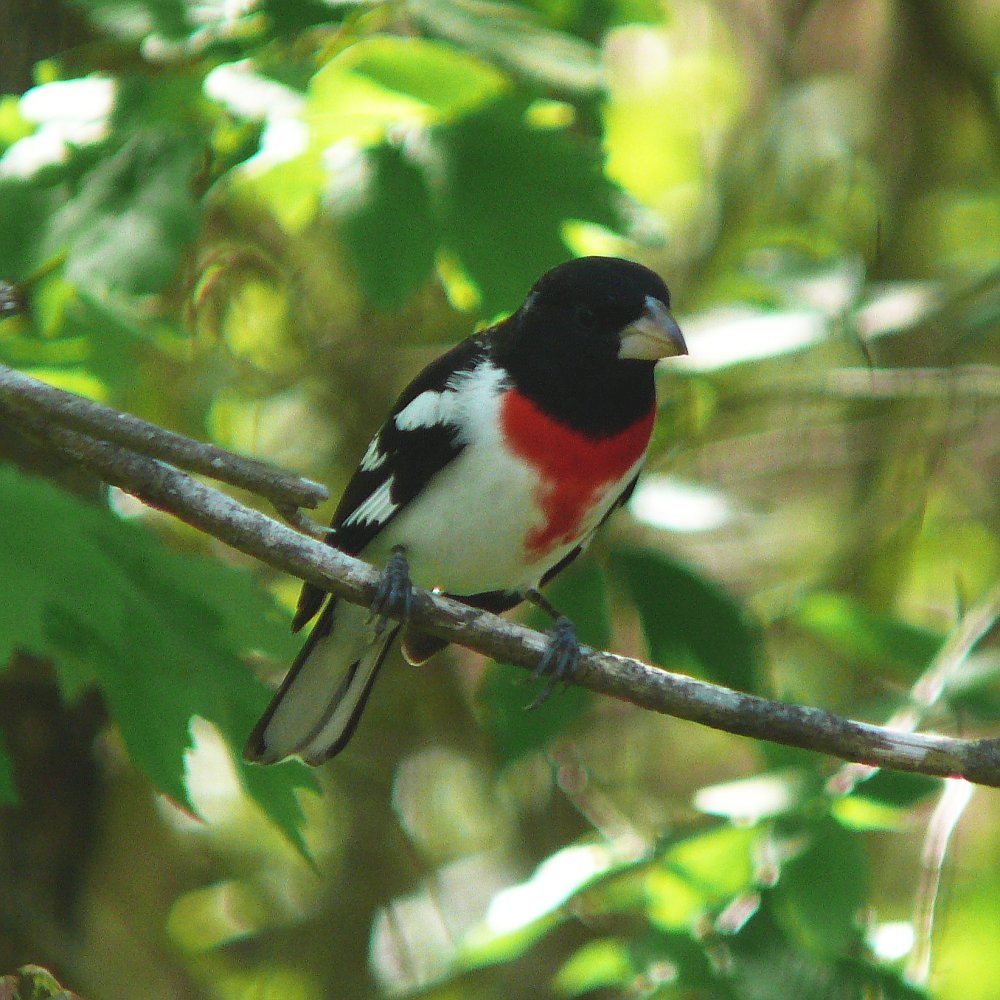
Червоноволий кардинал-довбоніс, мігруючий, перелітний птах.

- Піранга кармінова, Piranga olivacea
- Піранга жовтогуза, Piranga ludoviciana
- Піранга вогниста, Piranga bidentata
- Піранга білокрила, Piranga leucoptera
- Габія кармінова, Habia rubica
- Габія червоногорла, Habia fuscicauda
- Танагра-широкодзьоб оливкова, Chlorothraupis carmioli
- Танагра-широкодзьоб колумбійська, Chlorothraupis olivacea
- Кардинал сірочеревий, Caryothraustes poliogaster
- Кардинал жовточеревий, Caryothraustes canadensis
- Кардинал-довбоніс коста-риканський, Pheucticus tibialis
- Кардинал-довбоніс червоноволий, Pheucticus ludovicianus
- Семілеро синій, Amaurospiza concolor
- Лускар сизий, Cyanoloxia cyanoides
- Скригнатка синя, Passerina caerulea
- Скригнатка індигова Passerina cyanea
- Скригнатка райдужна, Passerina ciris
- Лускун, Spiza americana

Родина: Саякові (Thraupidae)
- Аркея жовто-синя, Bangsia arcaei  NT
- Танагра цяткована, Ixothraupis guttata
- Танагра еквадорська, Poecilostreptus palmeri
- Танагра синьощока, Stilpnia larvata
- Саяка блакитна, Thraupis episcopus
- Саяка пальмова, Thraupis palmarum
- Танагра панамська, Tangara fucosa  NT
- Танагра плямиста, Tangara dowii
- Танагра сіра, Tangara inornata
- Танагра рудокрила, Tangara lavinia
- Гирола, Tangara gyrola
- Танагра смарагдова, Tangara florida
- Танагра цитринова, Tangara icterocephala
- Тамаруго білощокий, Conirostrum leucogenys
- Посвірж золотоголовий, Sicalis flaveola (I)
- Sicalis luteola
- Шиферка андійська, Haplospiza rustica
- Вівсянка гостродзьоба, Acanthidops bairdi
- Квіткокол попелястий, Diglossa plumbea
- Саї великий, Chlorophanes spiza
- Танагрик жовтоголовий, Chrysothlypis chrysomelas
- Танагра-інка панамська, Heterospingus rubrifrons
- Танагра-інка червоноброва, Heterospingus xanthopygius
- Танагрик жовтогорлий, Hemithraupis flavicollis
- Якарина, Volatinia jacarina
- Танагра сіроголова, Eucometis penicillata
- Танагра-жалібниця білоплеча, Loriotus luctuosus
- Танагра-жалібниця нікарагуанська, Tachyphonus delatrii
- Танагра-жалібниця велика, Tachyphonus rufus
- Танагра-сикіт білогорла, Lanio leucothorax
- Тапіранга білодзьоба, Ramphocelus sanguinolentus
- Тапіранга жовтогуза, Ramphocelus icteronotus
- Тапіранга червоногуза, Ramphocelus passerinii
- Тапіранга червона, Ramphocelus dimidiatus
- Терзина, Tersina viridis
- Танагра-медоїд лазурова, Cyanerpes lucidus
- Танагра-медоїд пурпурова, Cyanerpes caeruleus
- Танагра-медоїд бірюзова, Cyanerpes cyaneus
- Цукрист синьощокий, Dacnis venusta
- Цукрист блакитний, Dacnis cayana
- Цукрист панамський, Dacnis viguieri
- Цереба, Coereba flaveola
- Потрост золотогорлий, Tiaris olivaceus
- Зерноїд біловусий, Sporophila lineola (A)
- Рисоїд північний, Sporophila funerea
- Рисоїд болотяний, Sporophila crassirostris
- Рисоїд нікарагуанський, Sporophila nuttingi
- Зерноїд вороний, Sporophila corvina
- Зерноїд попелястий, Sporophila schistacea
- Зерноїд білошиїй, Sporophila morelleti
- Зерноїд чорнощокий, Sporophila nigricollis
- Зерноїд малий, Sporophila minuta
- Трав'янець гострохвостий, Emberizoides herbicola
- Зернолуск чорноголовий, Saltator atriceps
- Зернолуск великий, Saltator maximus
- Зернолуск білогорлий, Saltator grossus
- Saltator grandis
- Зернолуск смугастоволий, Saltator striatipectus

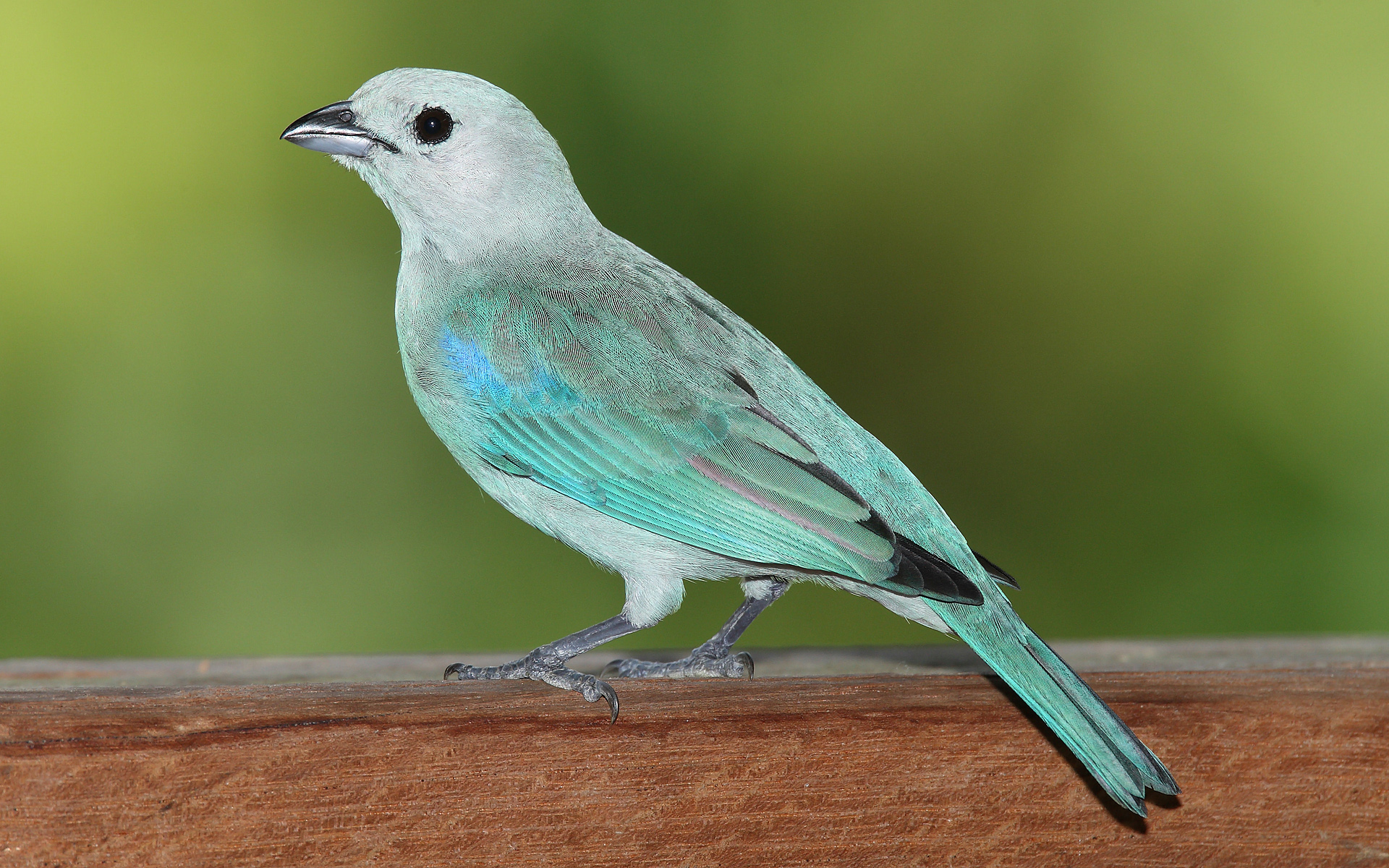
Блакитна саяка, поширений птах, що мешкає в сідах і парках.
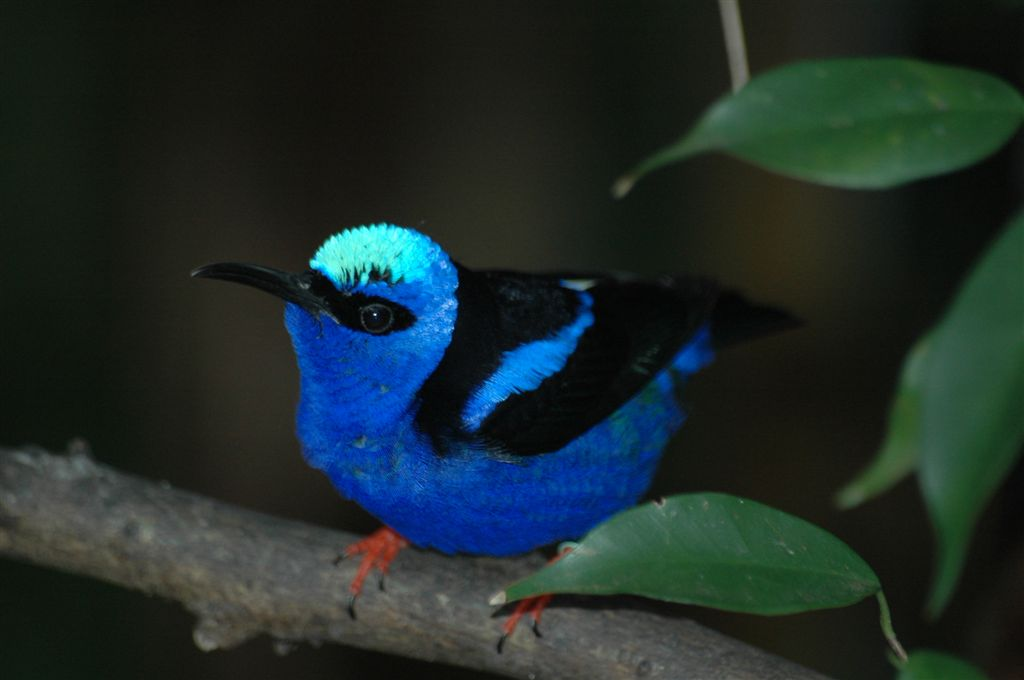
Бірюзова танагра-медоїд, поширений птах Панами.
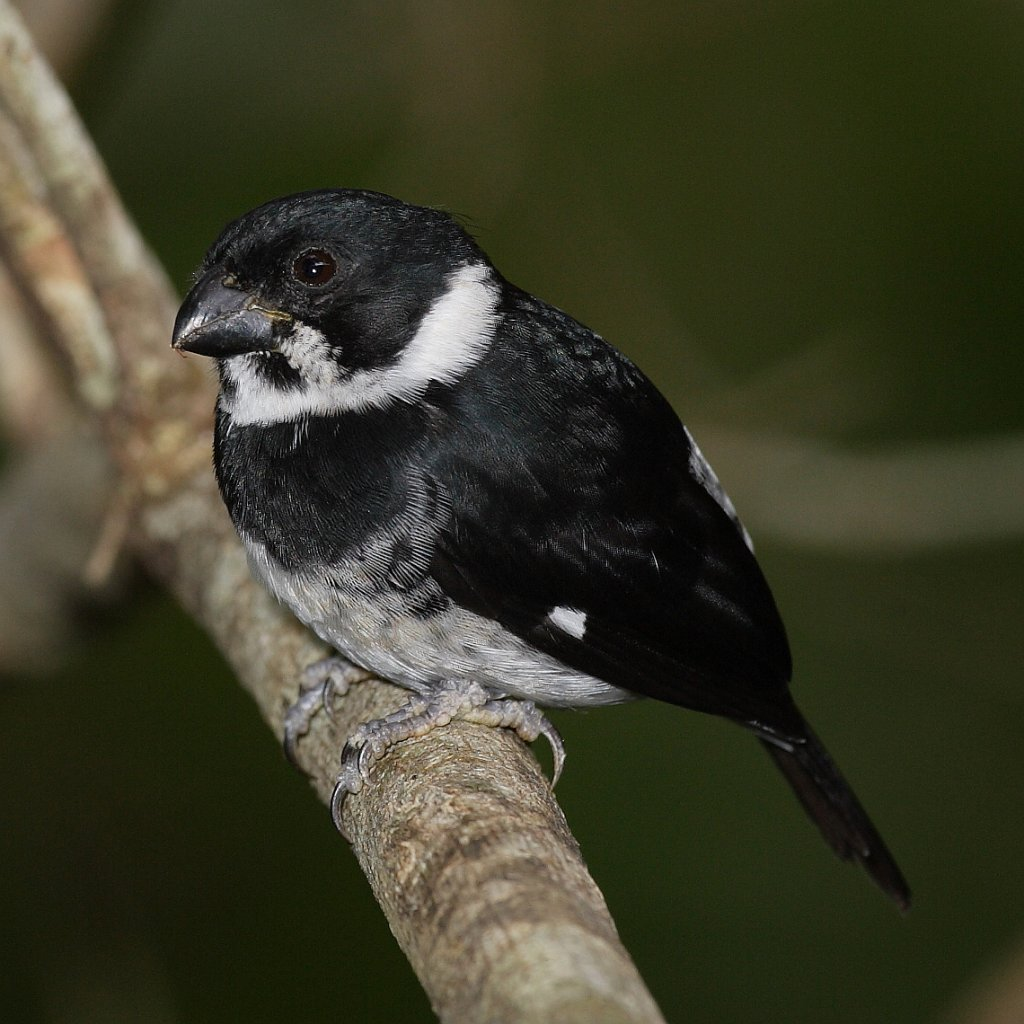
Вороний зерноїд досить поширений на рівнинах.
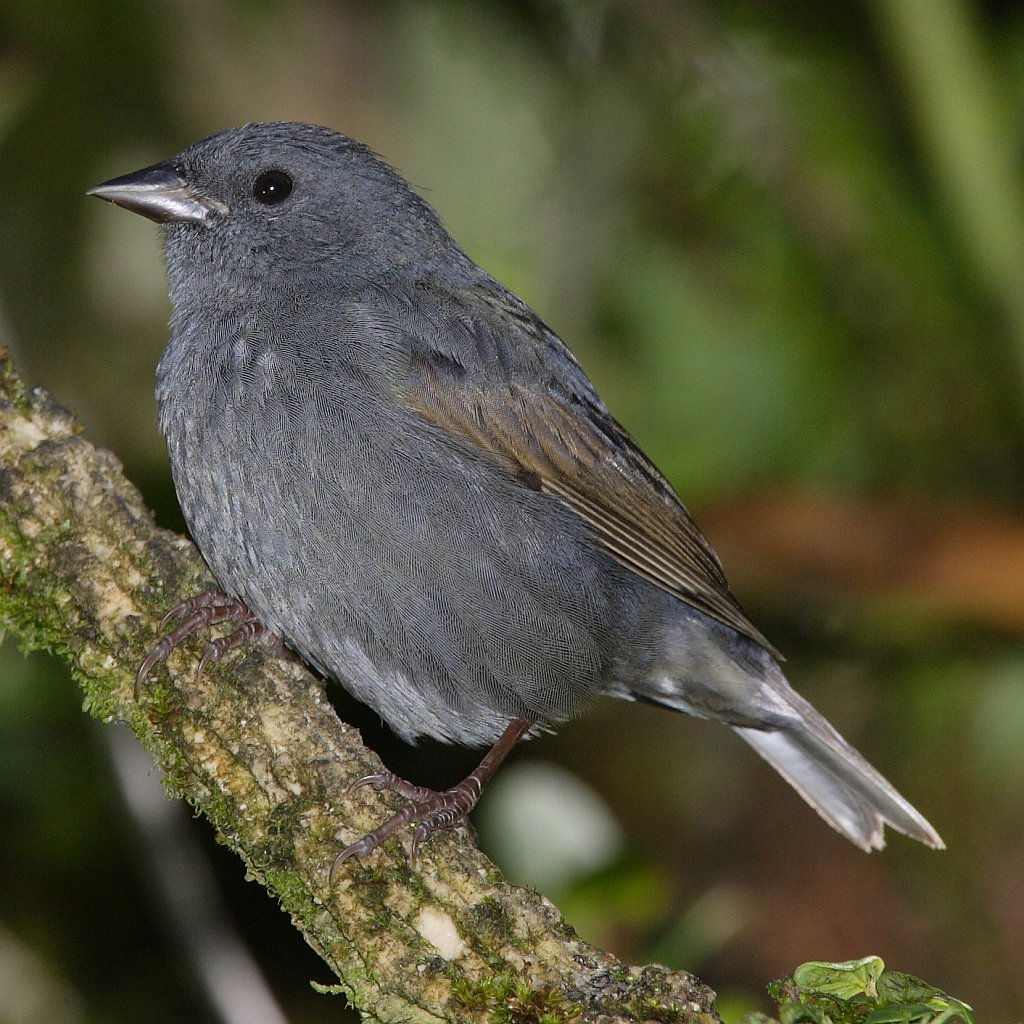
Андійська шиферка, рідкісний птах, що мешкає на західних нагір'ях.